# Église Saint-Denis de Serans
L'église Saint-Denis est une église catholique paroissiale située à Serans (Oise), en France. L'on ignore pratiquement tout de son histoire. La partie la plus ancienne est le clocher en bâtière, qui est de style roman, et date de la première moitié du XIIe siècle. Le chœur de cette époque fut remplacé quelques années plus tard par une travée voûtée d'ogives. L'église Saint-Denis compte ainsi parmi les quarante églises de l'Oise qui possèdent des voûtes d'ogives romanes. Mais c'est tout ce qui subsiste de cette époque : la seconde travée du chœur, qui se termine par un chevet plat, a été ajoutée au début du XIIIe siècle, et le croisillon sud et la chapelle latérale sud ont été construits, ou reconstruits, sous la même campagne de travaux. La plupart des chapiteaux sont malheureusement abîmés, ou ont été resculptés au XIXe siècle, et la seconde travée du chœur a perdu toute son authenticité lors d'une restauration radicale à cette époque. Mieux conservés sont le croisillon et la chapelle latérale nord, qui sont issus de la reconstruction après la guerre de Cent Ans au début du XVIe siècle. C'est quelques années plus tard que l'on entreprit la construction de la nef et des bas-côtés actuels. À la fois étroite et élevée, éclairée par des fenêtres hautes, la nef affiche le style gothique flamboyant à son apogée. La pureté stylistique des éléments flamboyants surprend en ce second quart du XVIe siècle, d'autant plus que la Renaissance est déjà bien présente avec les dais des niches à statues au-dessus des piliers, et les clés de voûte des bas-côtés. La nef de Serans est certes la réalisation la plus impressionnante parmi les nefs flamboyantes en milieu rural dans le Vexin. Ceci vaut également pour sa façade, qui se distingue par son ordonnancement sur trois plans séparés par des balustrades, et son décor exubérant, même si elle n'est pas exempte de petites maladresses. L'église a été classée monument historique par arrêté du 7 mars 1908. Elle est aujourd'hui affiliée à la communauté Vexin-ouest de la paroisse Saint-François du Vexin, qui a suspendu la célébration des messes dominicales en 2018.

## Localisation

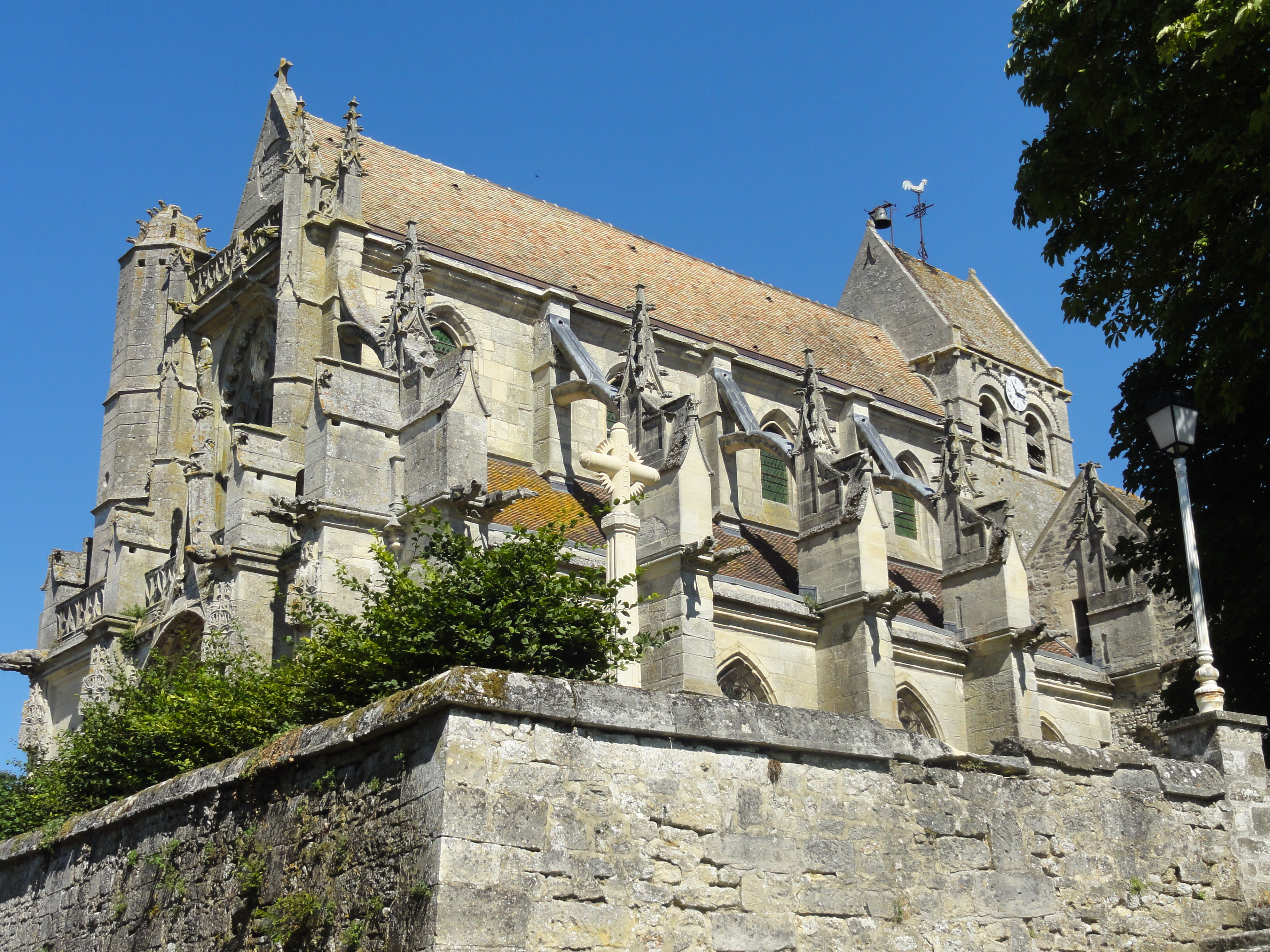
Vue depuis le sud-ouest.

L'église est située en France, en région Hauts-de-France et dans le département de l'Oise, dans le Vexin français, à la limite du département du Val-d'Oise sur la commune de Serans, rue de l'Église. Elle est bâtie un peu à l'écart du village, sur le flanc méridional de la butte qui le domine au nord, et qui culmine à une altitude de 210 m. Le dénivelé vers le sud est compensé par un mur de soutènement et une terrasse, que l'église partage avec le bâtiment de l'ancien prieuré, établi perpendiculairement à son axe, et mitoyen du croisillon sud. Venant depuis la rue de la Mairie, la rue de l'Église arrive droit devant la façade occidentale, et dessert le petit parvis qui s'y situe, puis dévie vers le sud par un angle droit, et descend vers la route qui relie Magny-en-Vexin à Chaumont-en-Vexin (RD 153), en longeant le mur de soutènement à l'ouest de la terrasse. Le terrain engazonné au sud de la nef correspond à l'ancien cimetière, et est accessible au public. Le chœur est en revanche englobé dans le jardin de l'ancien prieuré, propriété privée, et l'élévation septentrionale donne presque immédiatement sur un champ. L'église est donc en grande partie dégagée de constructions contigües, et assez bien visible, mais la moitié de ses élévations se dérobe aux regards.

## Historique

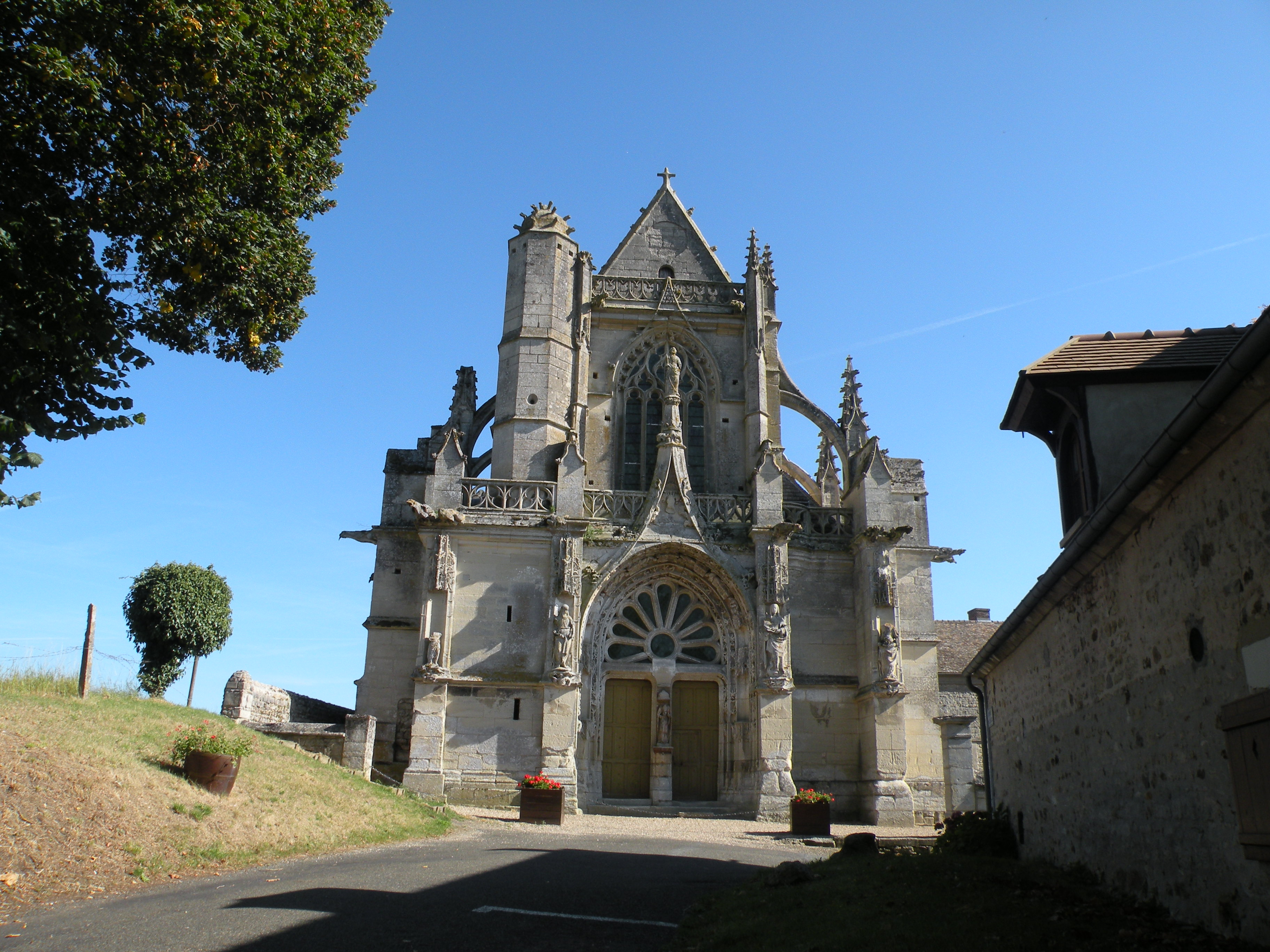
Approche de l'église depuis l'ouest.

La date de fondation de la paroisse de Serans n'est pas connue. Son église est placée sous le vocable de saint Denis de Paris. Sous l'Ancien Régime, elle relève du doyenné de Magny-en-Vexin, de l'archidiaconé du Vexin français avec siège à Pontoise, et de l'archidiocèse de Rouen. Le collateur de la cure est l'abbé de Saint-Germer-de-Fly, qui possède à Serans un petit prieuré, attenant au croisillon sud de l'église. La Révolution française apporte le rattachement au diocèse de Beauvais, qui s'étend désormais sur l'ensemble du département de l'Oise. Le prieuré est vendu comme bien national et devient propriété privée.

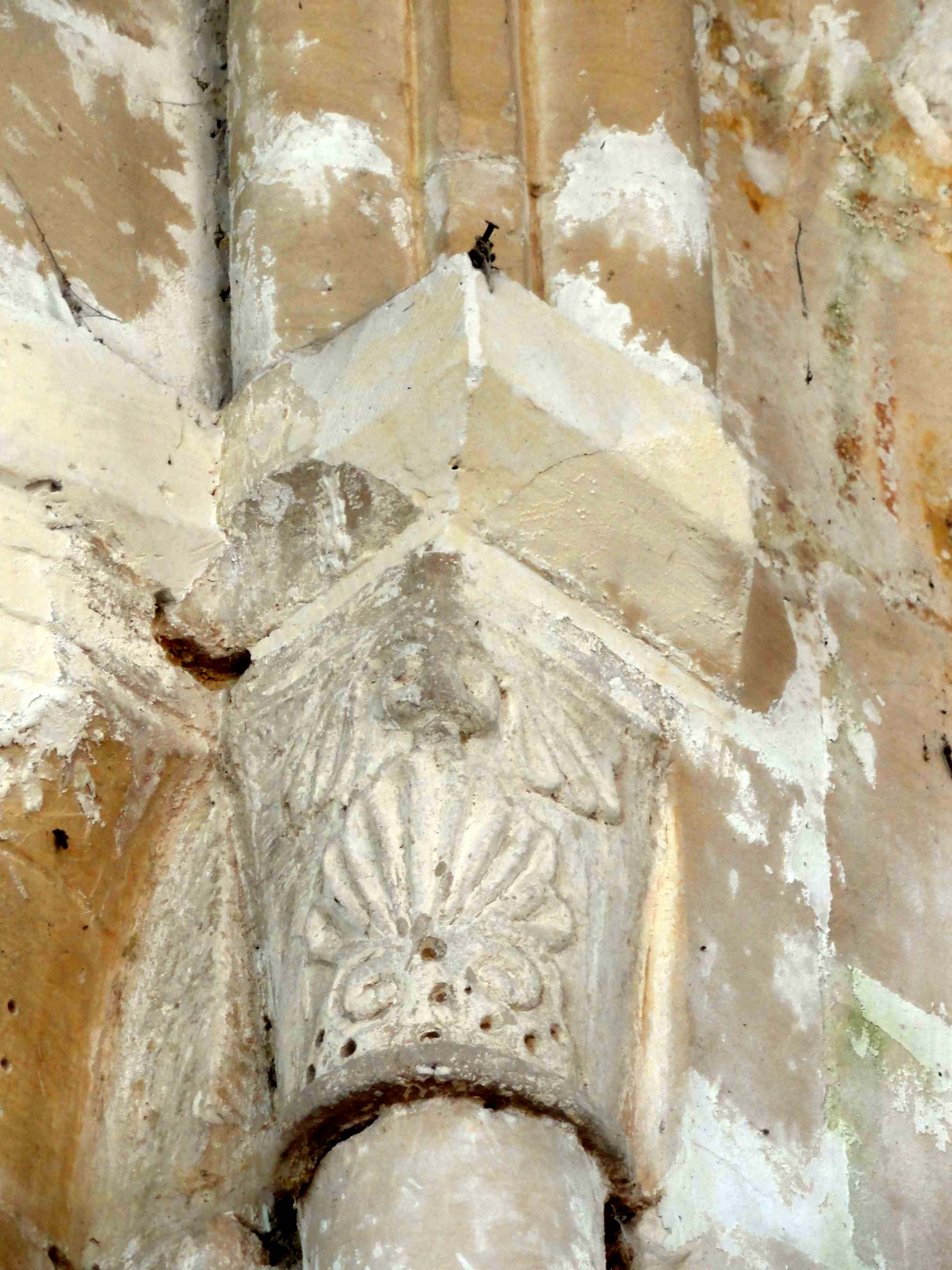
L'un des deux derniers chapiteaux romans du 2e quart du XIIe siècle.

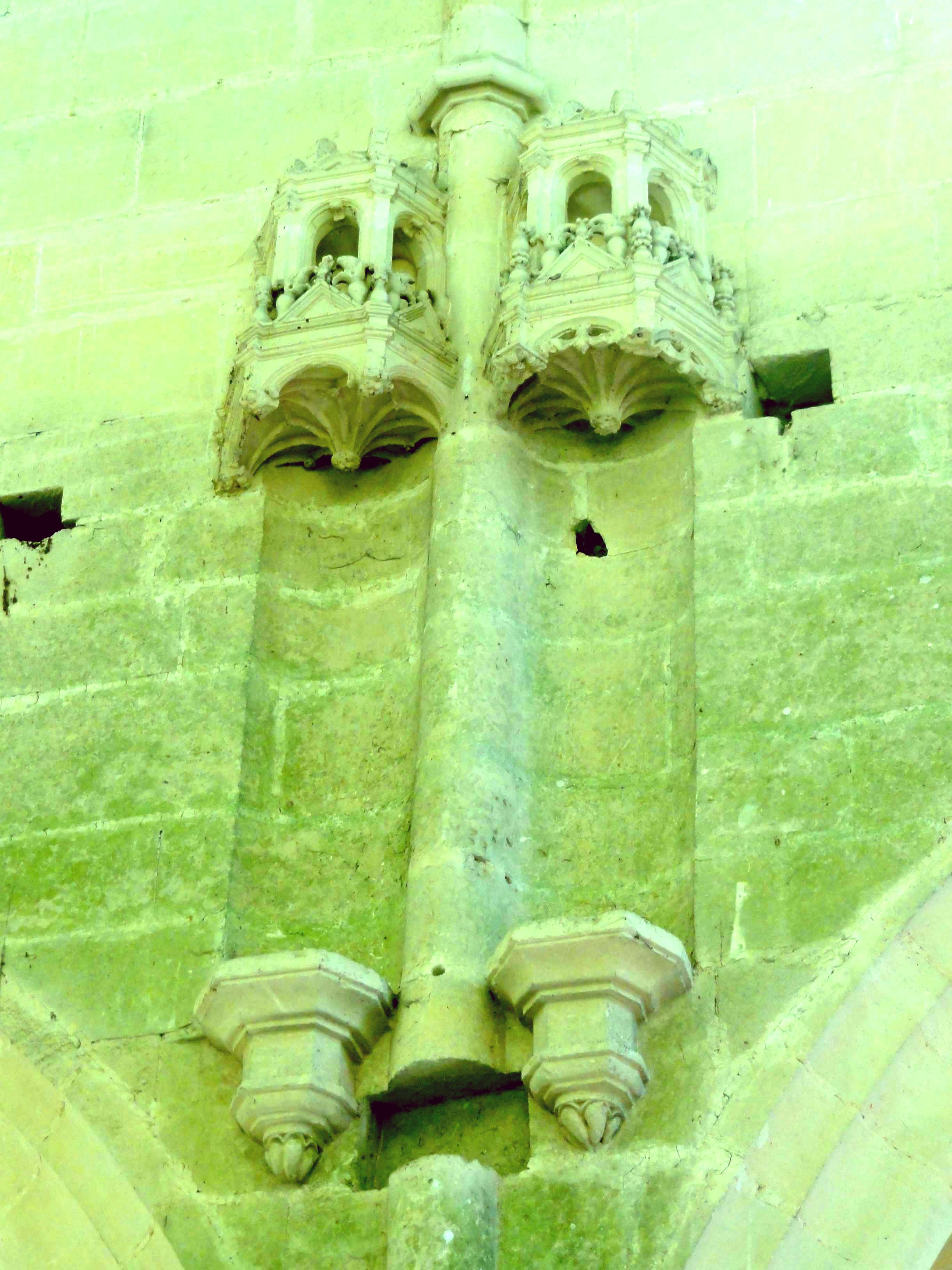
Niches à statues de la nef.

Aucun document concernant l'histoire de l'édifice ne subsiste pour la période antérieure au XIXe siècle. L'analyse archéologique doit suffire pour identifier les différentes campagnes de construction et retracer son évolution. Pendant la première moitié du XIIe siècle, une église romane est construite. N'en subsiste plus que son clocher avec sa base voûtée en berceau. Elle ne permet pas de reconstruire le plan d'origine, car les arcades latérales vers les croisillons du transept ont été retaillées au début du XVIe siècle. En tout cas, le type de voûtement ne permet que des chapelles latérales moins élevées que la croisée du transept. Avant le milieu du XIIe siècle, à la fin de la période romane, la travée du chœur qui suit à la base du clocher à l'est est remaniée et voûtée d'ogives. Dans son étude des voûtes d'ogives romanes dans le département de l'Oise, Dominique Vermand cite ainsi l'église de Serans parmi les quarante édifices qui conservent une ou plusieurs voûtes d'ogives de cette époque. Mais hormis la voûte et deux chapiteaux, aucun élément caractéristique ne subsiste de cette époque. Lors du prolongement du chœur par une travée supplémentaire, pendant le premier tiers du XIIIe siècle, les murs latéraux de la travée anciennes sont remplacées par des arcades grâce à des reprises en sous-œuvre, et des chapelles latérales ajoutées au nord et au sud. De même, des croisillons sont ajoutés de part et d'autre de la base du clocher, ou viennent remplacer d'éventuelles chapelles de la période romane. En ce qui concerne le croisillon et la chapelle du nord, il n'y a pas de certitude sur les travaux au XIIIe siècle, car ces deux travées sont rebâties en totalité au début du XVIe siècle, sans doute en raison de dommages subis pendant la guerre de Cent Ans. C'est dans ce contexte que se situe le remaniement des arcades latérales de la base du clocher. Plus importants sont les travaux au second quart du XVIe siècle, quand l'ancienne nef est démolie et remplacée par une nouvelle nef gothique flamboyant accompagnée de deux bas-côtés. Contrairement à la règle à cette époque, qui favorise les nefs aveugles avec des murs nus au-dessus des arcades, la nef de Serans est munie de fenêtres hautes. Les dernières finitions, comme les clés de voûte, sont déjà influencées par la Renaissance. La façade occidentale aurait été achevée en 1540.
D'après Bernard Duhamel, les trois fenêtres de la seconde travée du chœur auraient été refaites, sans doute au XIXe siècle, dans le style néogothique anglais. L'église est classée monument historique par arrêté du 7 mars 1908. L'année du classement même, l'architecte en chef des monuments historiques, Anthyme de La Rocque, soumet un premier rapport, qui constate l'état général satisfaisant de l'édifice. Il s'avère seulement nécessaire d'effectuer des travaux sur les toitures et de reprendre le parement de la nef et du clocher à certains endroits. Puis, entre 1927 et 1932, les voûtes et les arcs-boutants sont restaurés. Sous la Seconde Guerre mondiale, l'église subit des dommages lors des bombardements de 1940 et de 1944, qui concernent principalement les toitures et le bas-côté sud. Les réparations s'échelonnent jusqu'en 1958. Il n'y a pas de travaux d'envergure pendant les trente années qui suivent. Serans n'est, depuis longtemps, plus une paroisse indépendante. Le village est affilié à la communauté Vexin-ouest de la paroisse Saint-François du Vexin, qui totalise cinquante églises et ne dispose, pour les desservir, que d'un curé et d'un vicaire. La suppression du poste du vicaire en 2018 entraîne la fin des messes dominicales dans les villages. Ne restent que des célébrations particulières occasionnelles.

## Description

### Aperçu général

Plan de l'église.

Orientée légèrement vers le sud-est du côté du chevet, l'église Saint-Denis répond à un plan cruciforme et est pratiquement symétrique, exception faite des différences entre les deux chapelles et une déviation d'axe du chœur. L'édifice se compose d'une étroite nef de quatre travées carrées flanquée de deux bas-côtés à moitié moins larges que la nef ; d'un transept débordant, avec un clocher central se dressant au-dessus de la croisée du transept ; d'un chœur de deux travées se terminant par un chevet plat ; et de deux chapelles latérales dans la continuité des croisillons du transept avec lesquels elles forment des entités homogènes, jouxtant la première travée du chœur en laissant libre la deuxième. La sacristie occupe cependant l'angle entre la chapelle latérale sud et la deuxième travée du chœur. Une tourelle d'escalier flanque l'angle nord-ouest de la façade occidentale. La base du clocher est voûtée en berceau. Tout le reste de l'église est voûté d'ogives. Le portail occidental constitue l'unique accès à l'église. La nef possède un toit à deux rampants avec pignon à l'ouest, qui prend appui au mur du clocher à l'est. Les bas-côtés sont munis de toits en appentis. Les croisillons et chapelles sont recouverts ensemble par des toits en bâtière parallèles à l'axe de l'édifice, ainsi que le chœur ; l'on trouve ainsi une enfilade de trois petits pignons au chevet. Des pignons sont également visibles à l'ouest des croisillons, car dépassant nettement en hauteur les bas-côtés.

### Intérieur

#### Nef

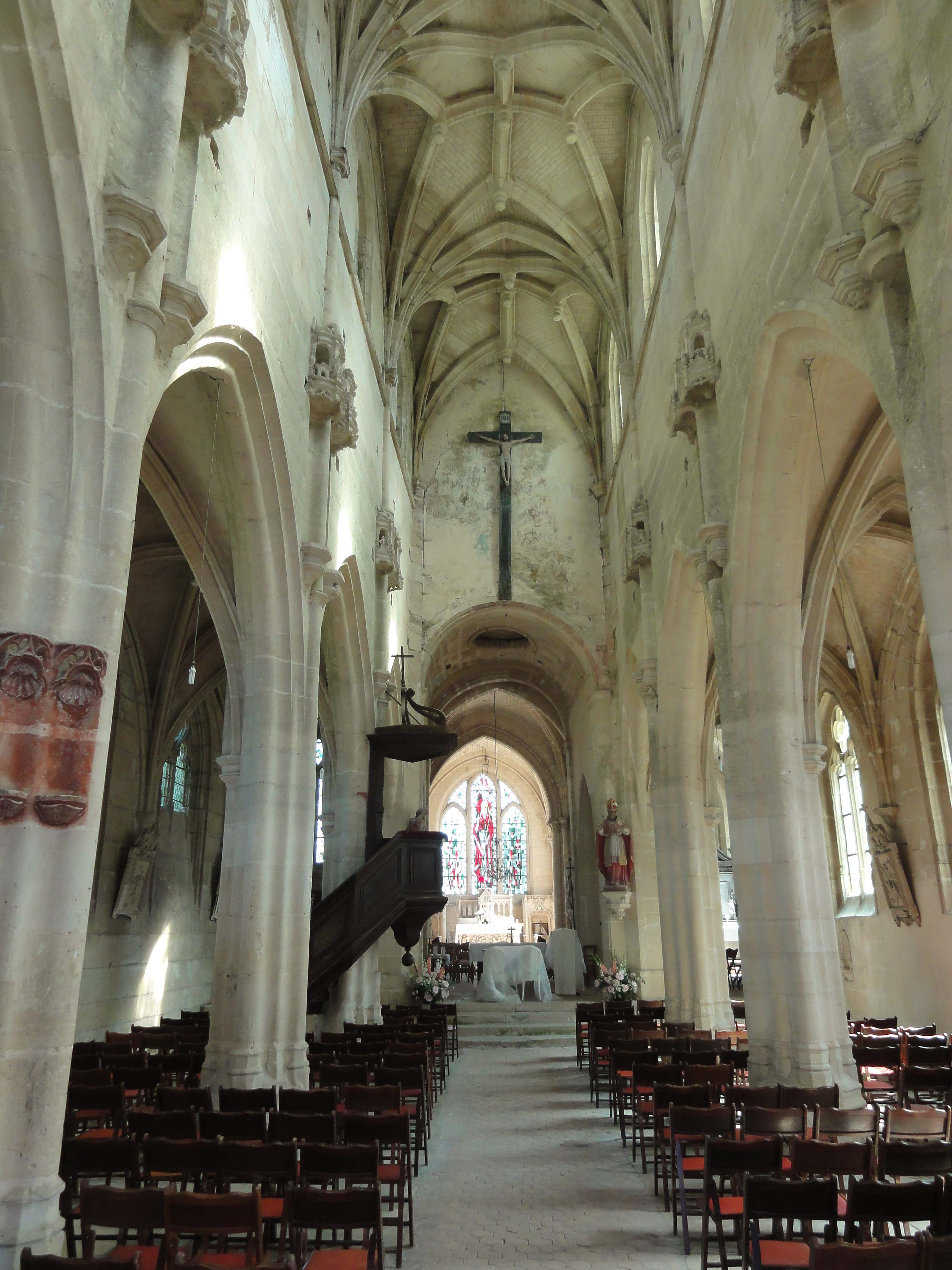
Nef, vue vers l'est.

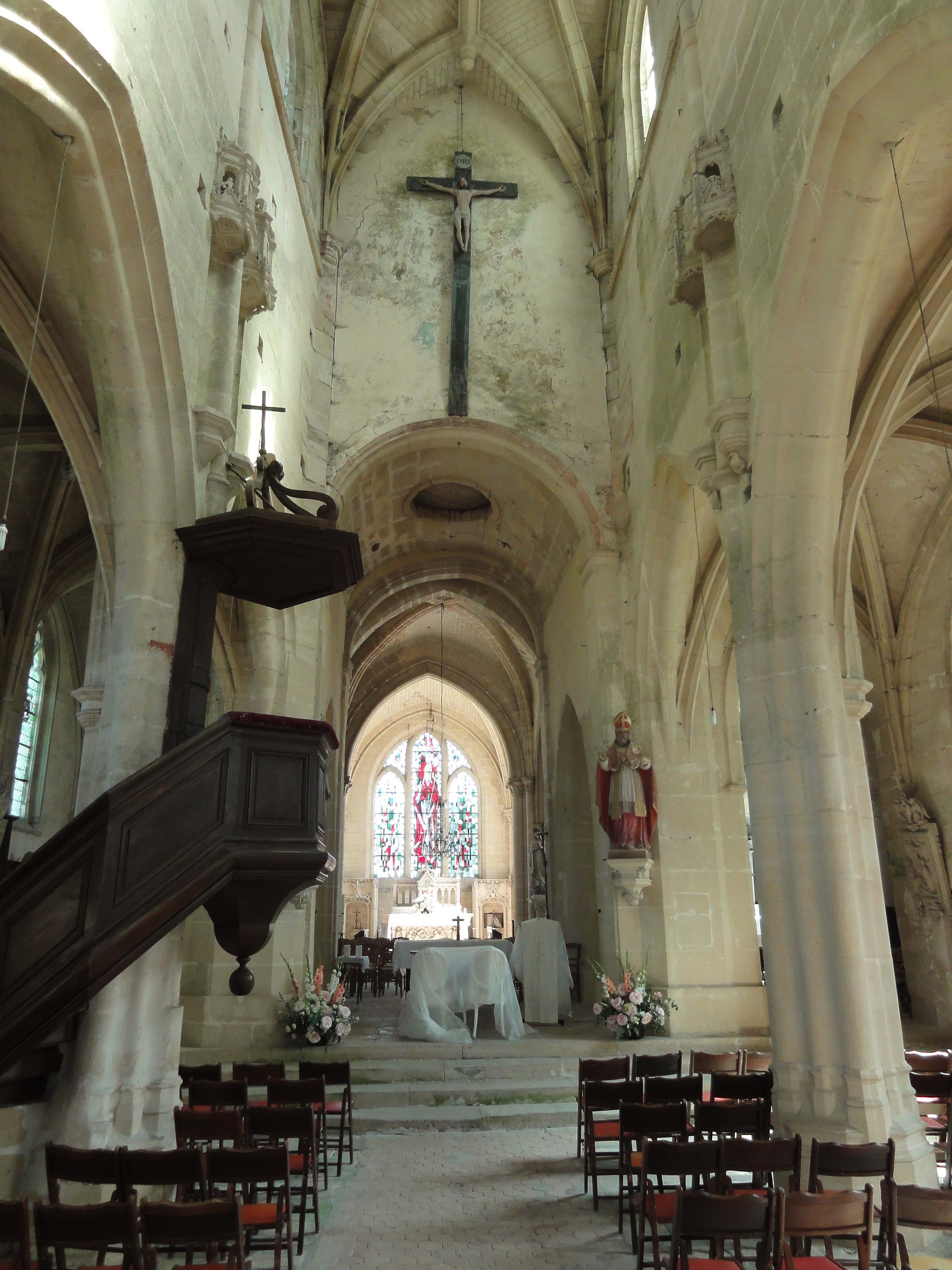
Nef, vue vers l'est.

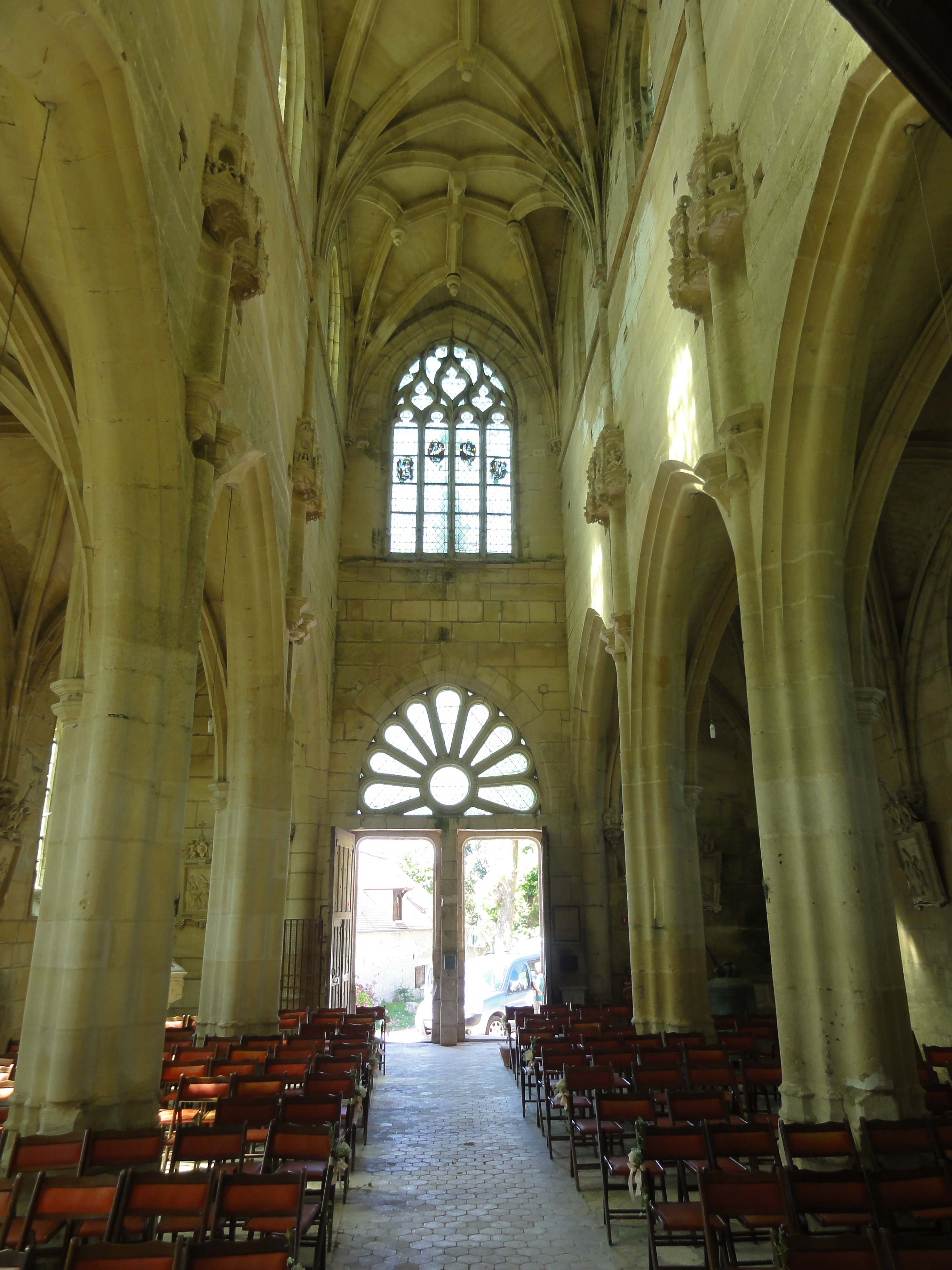
Nef, vue vers l'ouest.

La nef est étroite et élevée, impression qui est renforcée par son étroitesse. Ce caractéristique apparaît dans quelques nefs du milieu du XIIe siècle, dont Chars et Santeuil, et se maintient au XVIe siècle dans les nefs de Magny-en-Vexin et Vétheuil, où il est hérité de nefs plus anciennes reprises à cette époque. L'église de Serans devrait être dans le même cas. Les élévations de la nef et des bas-côtés sont entièrement du XVIe siècle, mais les fondations remonteraient au XIIIe siècle. Probablement, les proportions de l'ancienne nef ont été reproduites, car les églises rurales de la période flamboyante ne montrent pas cet élancement, et ont généralement des nefs aveugles. De rares exceptions dans le Vexin sont Chaumont-en-Vexin, La Roche-Guyon et Vétheuil, et de l'autre côté de l'Oise, Bessancourt et L'Isle-Adam. Sinon, ce sont essentiellement les grandes églises qui bénéficient encore de fenêtres hautes pendant la première moitié du XVIe siècle, comme Saint-Étienne de Beauvais. Ce qui surprend aussi, est la petite dimension de ces fenêtres, qui sont des lancettes simples, sans remplage. Elles prennent appui sur un bandeau saillant. Quant à l'absence de triforium ou de galeries, elle correspond à la règle après la guerre de Cent Ans. Il y a donc un étage de murs nus au-dessus des grandes arcades. Aucun élément de scansion horizontal ne le délimite de l'étage des grandes arcades.
Afin d'atténuer l'impression de nudité des murs, qui sont soigneusement appareillés en pierre de taille d'une teinte presque blanche, issues d'une carrière locale, l'architecte a ménagé deux niches à statues dans les intervalles entre deux grandes arcades. Ces niches représentent, en hauteur, la moitié de la distance entre le sommet des piliers et le bandeau déjà signalé. Étant donné leur nombre, qui est de douze, elles devaient initialement abriter des statues des Douze Apôtres, en renouant avec une tradition médiévale. Les niches elles-mêmes ne sont pas décorées, et les consoles sont seulement moulurées : c'est sur les dais que se concentre tout l'effort décoratif. Ces dais se présentent comme des édicules sous la forme de petits temples, qui sont à trois niveaux d'élévation. Le premier commence par les chapiteaux, qui sont donc des culs-de-lampe, et supportent trois arcades, ainsi qu'une voûte. Le second niveau comporte trois arcades en plein cintre, auxquelles se superposent les frontons du premier niveau, et le troisième niveau correspond au couronnement, avec une coupole et des consoles, qui relient les chapiteaux au sommet. Les deux premiers dais du nord sont de plan circulaire ; les autres sont de plan trapézoïdal. Au sud, la voûte du premier niveau est de style flamboyant, et agrémentée de liernes et tiercerons. Sinon, le style de la Renaissance domine. Au nord, l'on trouve des plafonds à caissons. Le premier niveau est d'ordre ionique, et le deuxième niveau est d'ordre corinthien. Le décor déploie une grande diversité des formes, avec différents types de volutes, balustres, vases et frontons, et aucune paire de dais ne se ressemble. Les dais au-dessus du premier pilier du nord se distinguent par les statuettes que leurs niches abritent. À droite, l'on voit une Vierge à l'Enfant assise entre deux anges adorateurs, et à gauche, les trois Rois mages. Dans la nef de Saint-Gervais, une seule niche à dais architecturé surmonte chacun des six piliers. Le décor est beaucoup moins élaboré. À Vétheuil, les niches sont intégrées dans les piliers, et ne contribuent donc pas à animer le second niveau d'élévation.
Entre deux travées, les grandes arcades, en tiers-point, retombent sur des piliers ondulés aux bases hautes et complexe, placées sur des socles octogonaux. Au revers de la façade, elles pénètrent dans des demi-piliers cylindriques engagés dans le mur, et à l'est, elles se fondent directement dans les piles du clocher. Les piliers ondulés sont à huit renflements, comme à Saint-Étienne de Beauvais, Bennecourt, Chaumont-en-Vexin et Cléry-en-Vexin, alors que les églises de petites dimensions, et même celle de Vétheuil, se contentent généralement de piliers moins complexes à seulement quatre renflements. Un seul pilier incorpore deux petites niches à statues à hauteur de vue, en l'occurrence le premier au nord. Les grands renflements, aux quatre points cardinaux, correspondent aux hautes-voûtes, au rouleau inférieur des grandes arcades, et aux voûtes des bas-côtés. Les petits renflements sont réservés au rouleau supérieur des grandes arcades. Celles-ci sont au profil d'un boudin entre deux gorges, ou autrement dit, d'une double doucine, encadrée de chaque côté par une moulure concave. Selon Maryse Bideault et Claudine Lautier, ce profil ne se répand qu'au début du XVIe siècle. Avec de légères variations, il se rencontre également à Armancourt, Cléry-en-Vexin, Survilliers et Vauréal. Puisque les grandes arcades monopolisent les trois quarts des ondulations des piliers, un seul renflement monte depuis les piliers jusqu'à la retombée des hautes-voûtes, et l'on ne trouve donc pas de piliers ondulés engagés. Le renflement est bagué immédiatement en dessous et au-dessus des niches à statues, ce qui rompt la structure organique propre aux supports de nombreuses églises flamboyantes. Dans un même sens, les ogives, doubleaux et formerets ne sont pas pénétrants. Ils retombent sur les tailloirs moulurés de petits chapiteaux Renaissance, et ce sont donc les influences de la Renaissance qui expliquent la rupture avec les préceptes de l'architecture flamboyante. Purement fantaisistes et assez simplistes, les chapiteaux se résument à des moulures et à une frise de rosaces ou patères à ombilic, qui viennent des entablements doriques. Comme pour les dais, il y a une différence entre les élévations nord et sud : les tailloirs sont carrés au nord, et ronds au sud. Puisqu'il n'y a pas de piliers engagés dans les quatre angles de la nef, la retombée doit s'effectuer sur des culs-de-lampe. Celui dans l'angle nord-ouest est particulièrement remarquable, car représentant un pélican dans son nid, qui nourrit ses petits de sa propre chair. C'est à la fois une allégorie de la charité chrétienne et un symbole de l'Eucharistie. Les autres culs-de-lampe sont sculptés de feuillages dans le goût flamboyant. Pour venir aux voûtes, elles se remarquent par la largeur exagérée des nervures, qui apporte une note de lourdeur regrettable dans cet édifice élancé. Le dessin des voûtes est inhabituel pour un vaisseau principal, et ne comporte pas d'ogives à proprement parler, mais une croix centrale, dont les extrémités sont reliées aux angles par un total de huit liernes. À l'instar des fenêtres hautes et des chapiteaux du second ordre, les clés de voûte ont été négligées par l'architecte, et ne sont pas sculptées. Elles présentent deux types de pendentifs moulurés, carrés ou ronds.

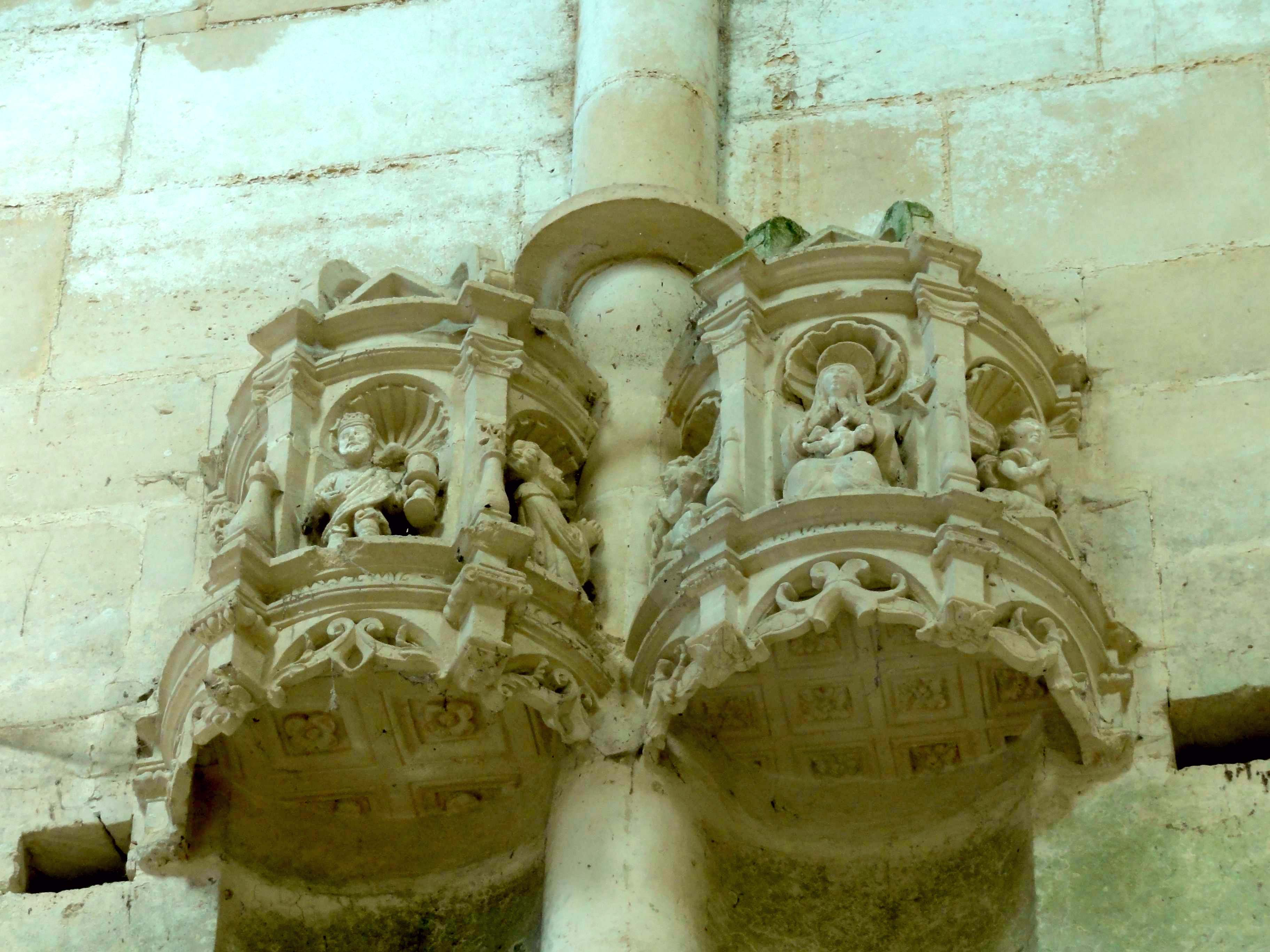
Dais au-dessus du 1er pilier du nord.
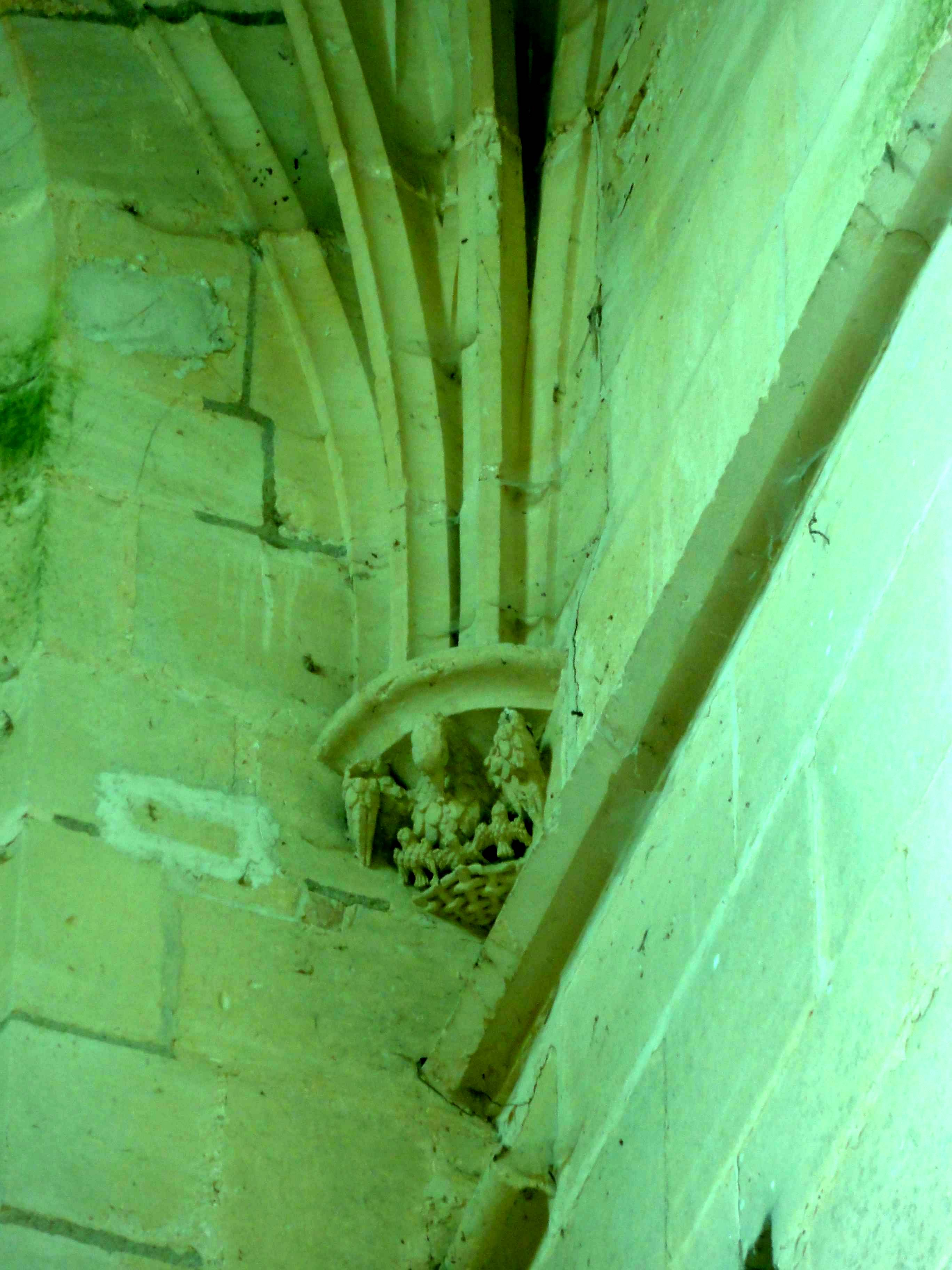
Cul-de-lampe dans l'angle nord-ouest.
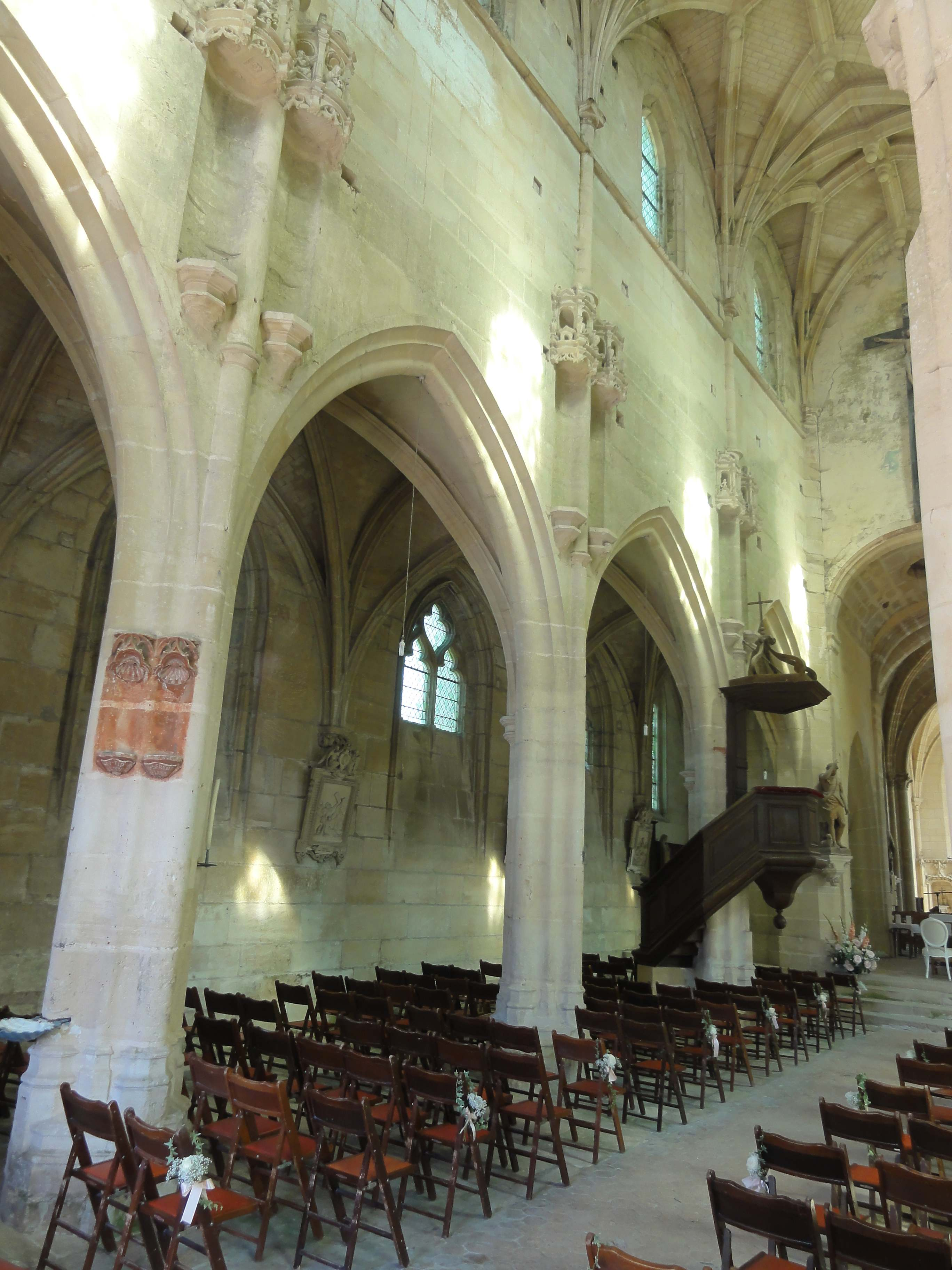
Grandes arcades du nord.
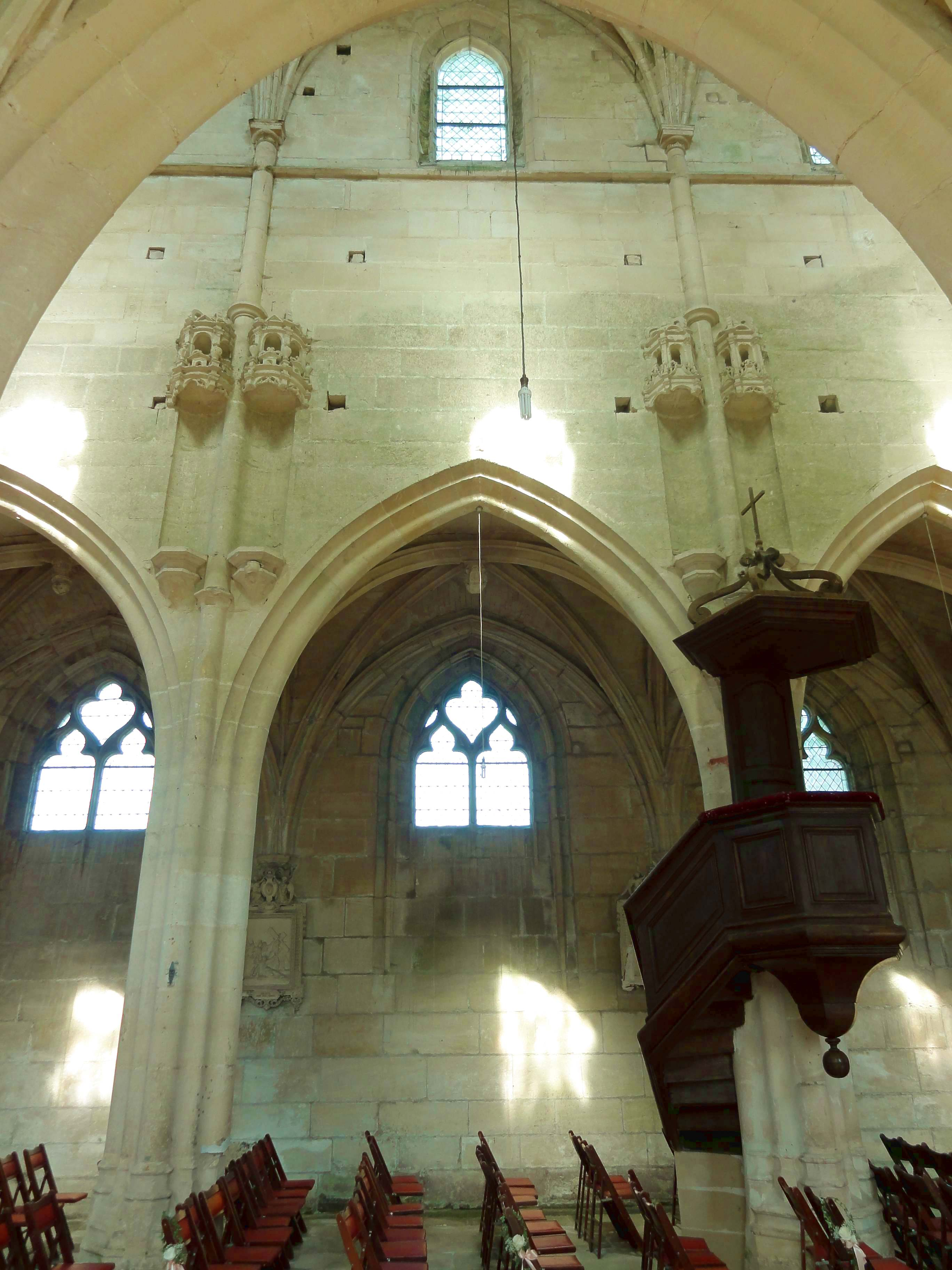
3e travée, élévation nord.
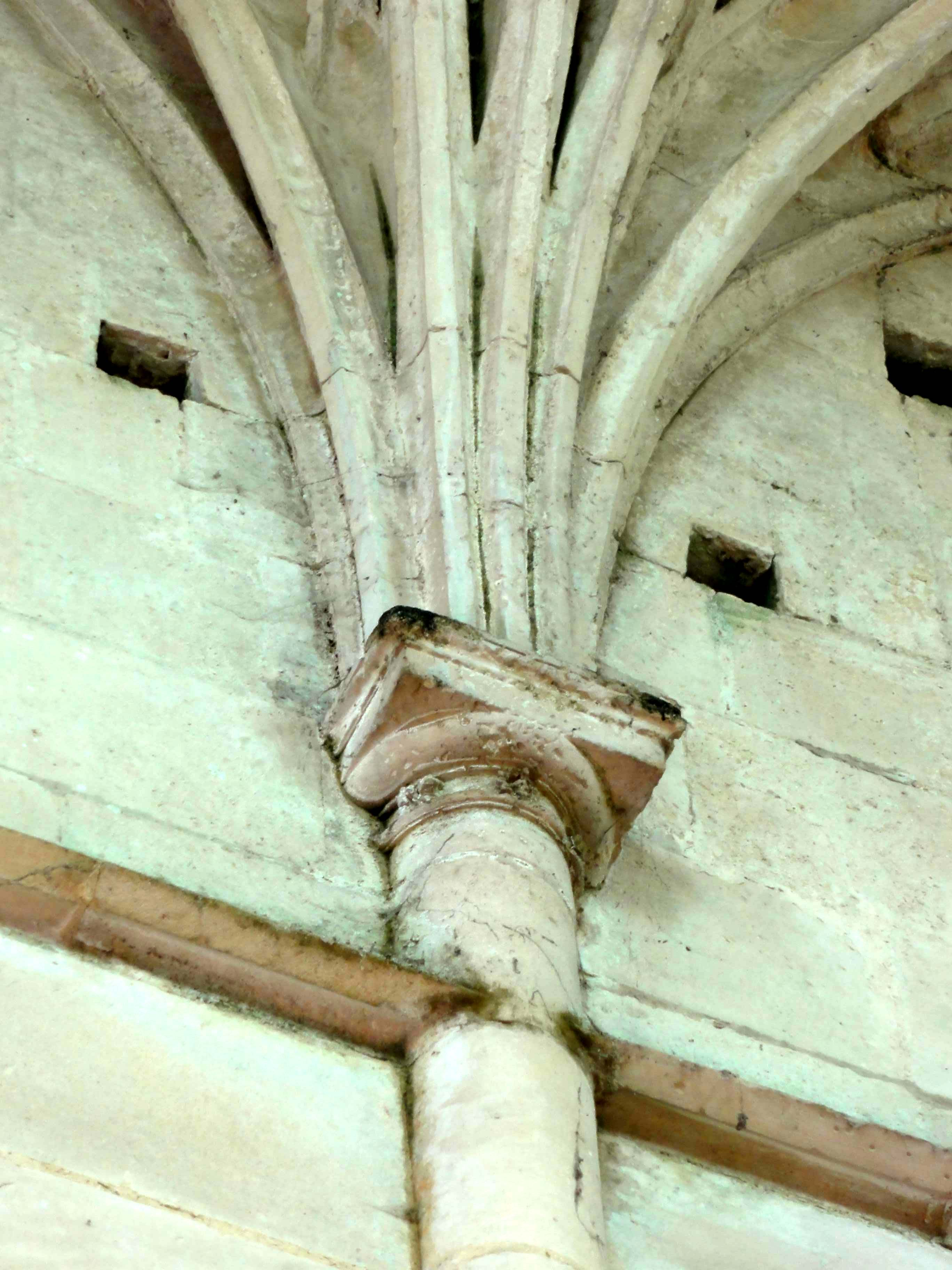
Capiteau du 2e ordre côté nord.
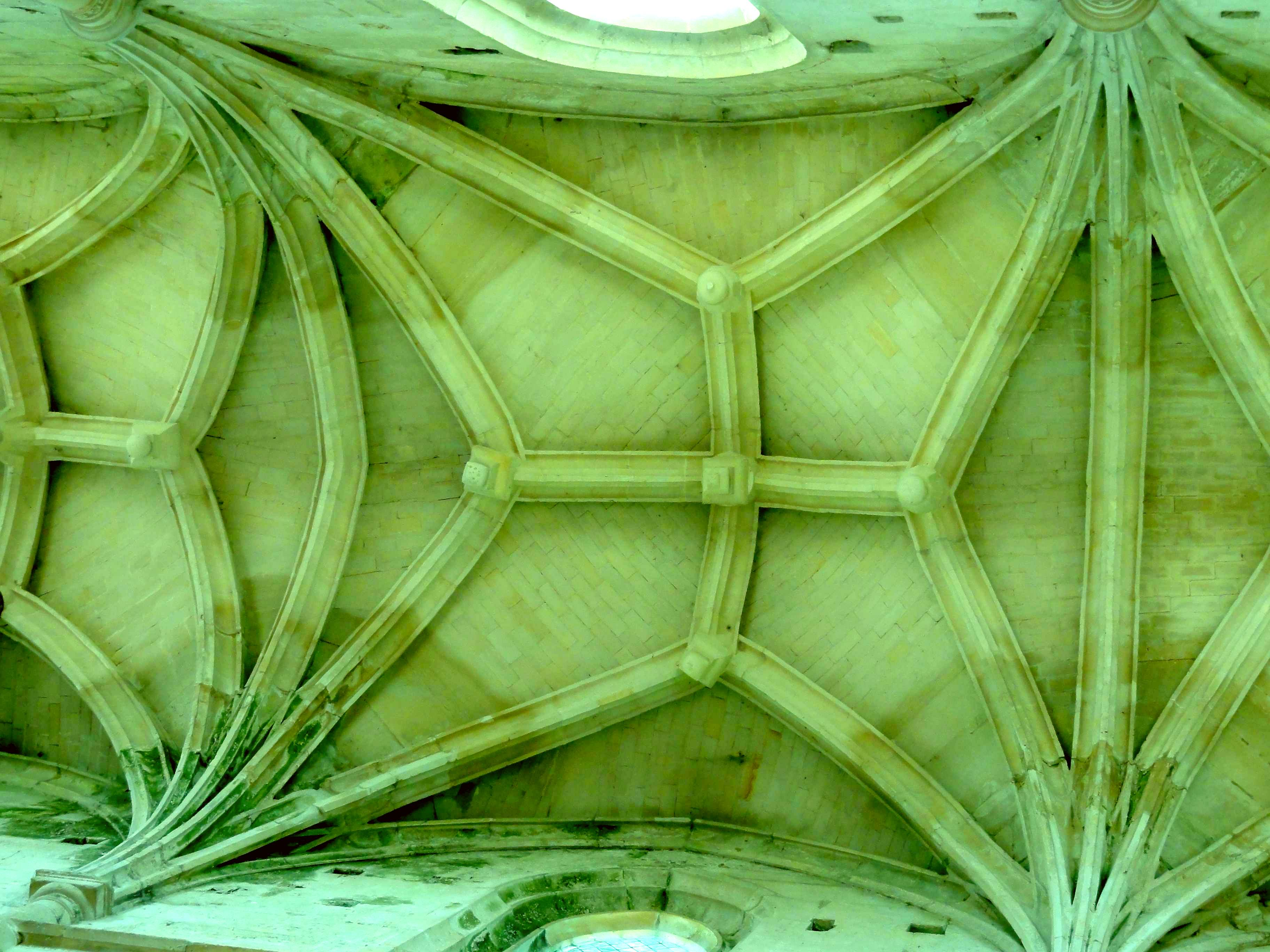
Voûte de la 3e travée.

#### Bas-côtés

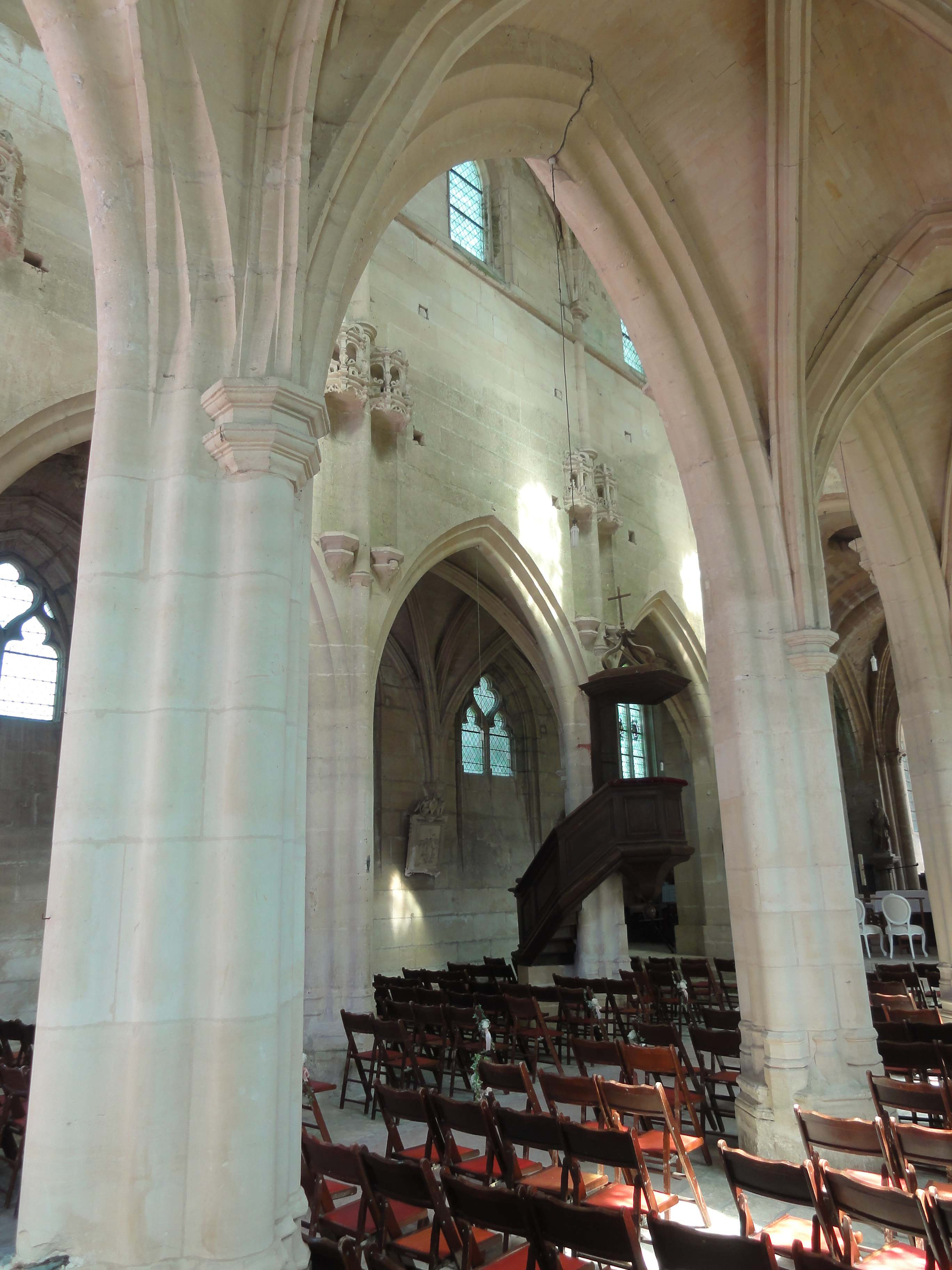
Bas-côté sud, vue par la 2e grande arcade.

Les bas-côtés assurent, avec les deux baies occidentales de la nef, l'éclairage du vaisseau central. Ils ne disposent pour autant pas de fenêtres à l'ouest. Les fenêtres latérales sont au nombre de quatre de chaque côté. Elles sont en tiers-point, et entourées de moulures prismatiques complexes, avec des bases polygonales. Sous cet égard, les fenêtres des bas-côtés sont homogènes avec les fenêtres hautes de la nef. Les réseaux sont tous assez semblables, et reflètent l'architecture flamboyante à son apogée, avant que les profils ne perdent leur acuité à l'approche de la Renaissance. Ils se composent de deux lancettes à têtes tréflées, surmontées d'un soufflet entre deux mouchettes, ou d'un quadrilobe entre deux mouchettes. Les meneaux verticaux sont munis de bases, analogues à celles des moulures qui entourent les baies. Au nord, la moitié inférieure des lancettes est bouchée par des glacis extrêmement pentus, disposition datant d'origine comme l'indique la position des bases. Les voûtes sont établies sur des croisées d'ogives simples, et les ogives et formerets affectent un profil prismatique aigu, analogue aux voûtes de la nef, mais à échelle réduite. Il en résulte un effet de légèreté. Les clés de voûte sont également plus réussies. Si l'on peut croire que les bas-côtés ont été bâtis avant les parties hautes de la nef, elles sont néanmoins décorées de motifs de la Renaissance. Les quatre clés au sud et la première clé au nord sont des disques avec un décor floral et parfois géométrique. La deuxième et la quatrième clé au nord sont de petites clés pendantes caractéristiques de l'époque, et ornées d'un rang d'oves, de perles et de feuillages. La troisième clé au nord est spéciale. De forme cubique, elle arbore une tête sculptée en demi-relief sur chaque face. C'est une tête d'homme flanquée de draperies resserrées au niveau des oreilles, avec de longues moustaches et une longue barbe, et des cheveux ressemblant à des flammes. L'ensemble des retombées des voûtes s'effectue sur des culs-de-lampe, même au niveau des piliers des grandes arcades. Effectivement les petites ondulations des piliers sont réservées au rouleau supérieur des arcades, mais d'autres maîtres d'œuvre ont opté pour l'interpénétration des nervures dans pareilles circonstances. Les culs-de-lampe engagés dans les piliers sont polygonaux, et comportent une frise aniconique entre des successions de moulures. À l'instar des bagues qui entourent les renflements des murs de la nef, ils sont placés sous l'influence de la Renaissance. Pour les culs-de-lampe dans les angles et au droit des murs gouttereaux, le maître d'œuvre fait de nouveau appel au vocabulaire ornemental flamboyant. Il préfère les culs-de-lampe aux piliers engagés, qui auraient encombrés les bas-côtés déjà très étroits. Les motifs sont des feuilles frisées grasses et bien fouillées, ou des personnages en buste tenant un phylactère. Seuls les rares putti sont une concession à la Renaissance. Malheureusement, les tableaux du chemin de croix ont été accrochés devant les culs-de-lampe, ce qui révèle le manque d'estime pour l'architecture flamboyante au XIXe siècle.

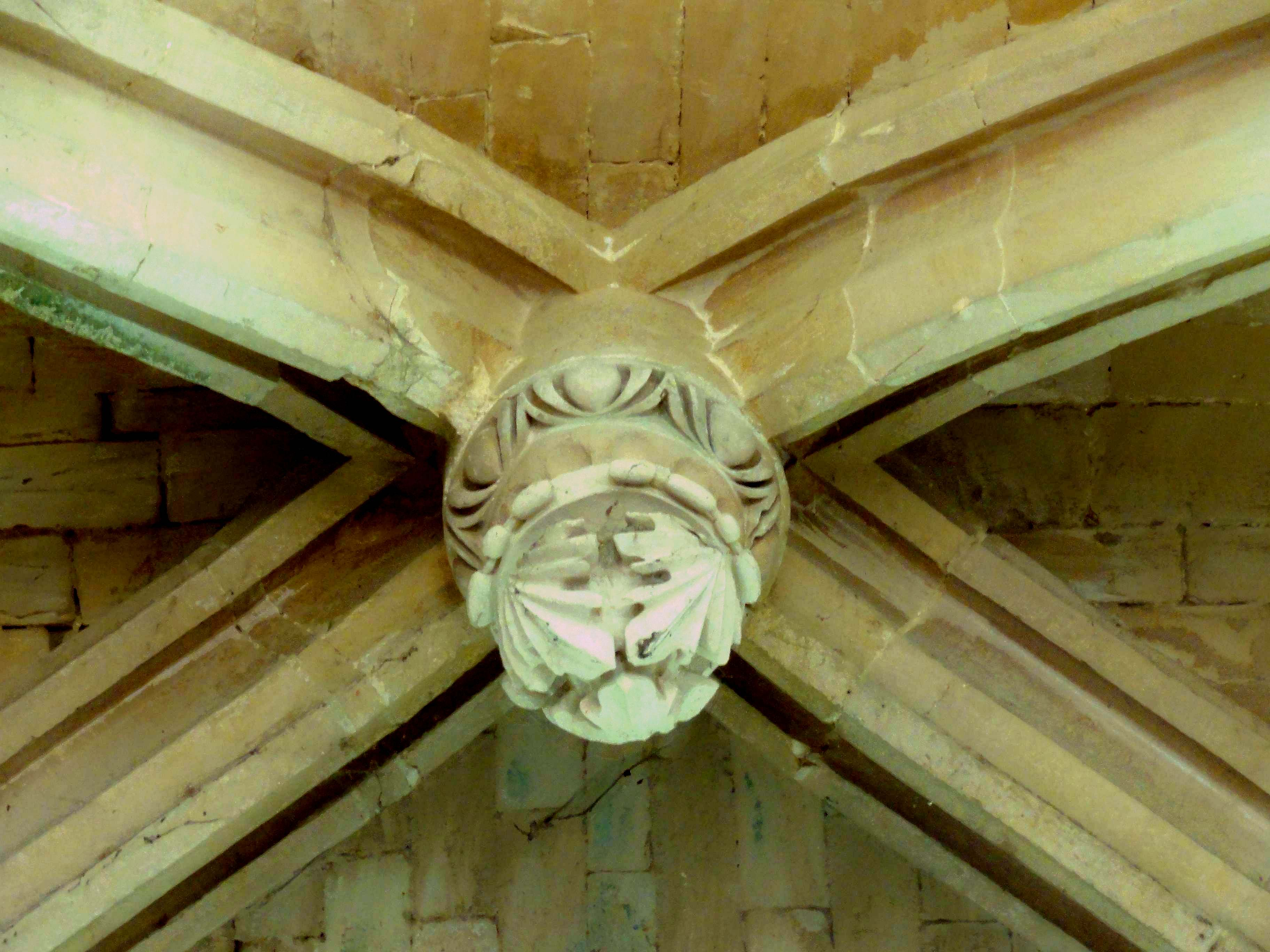
Bas-côté nord, clé de voûte de la 2e travée.
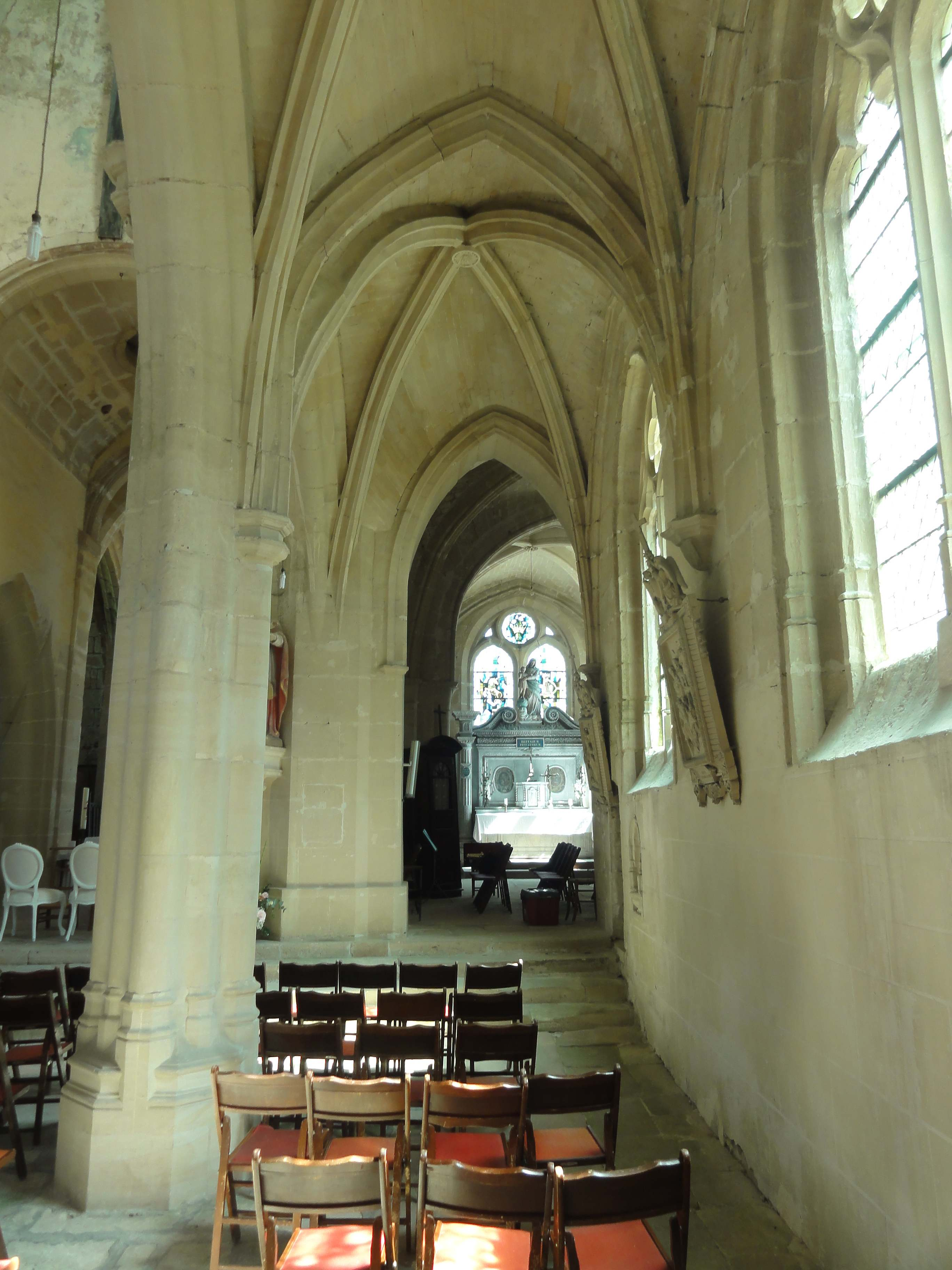
Bas-côté sud, vue vers l'est.
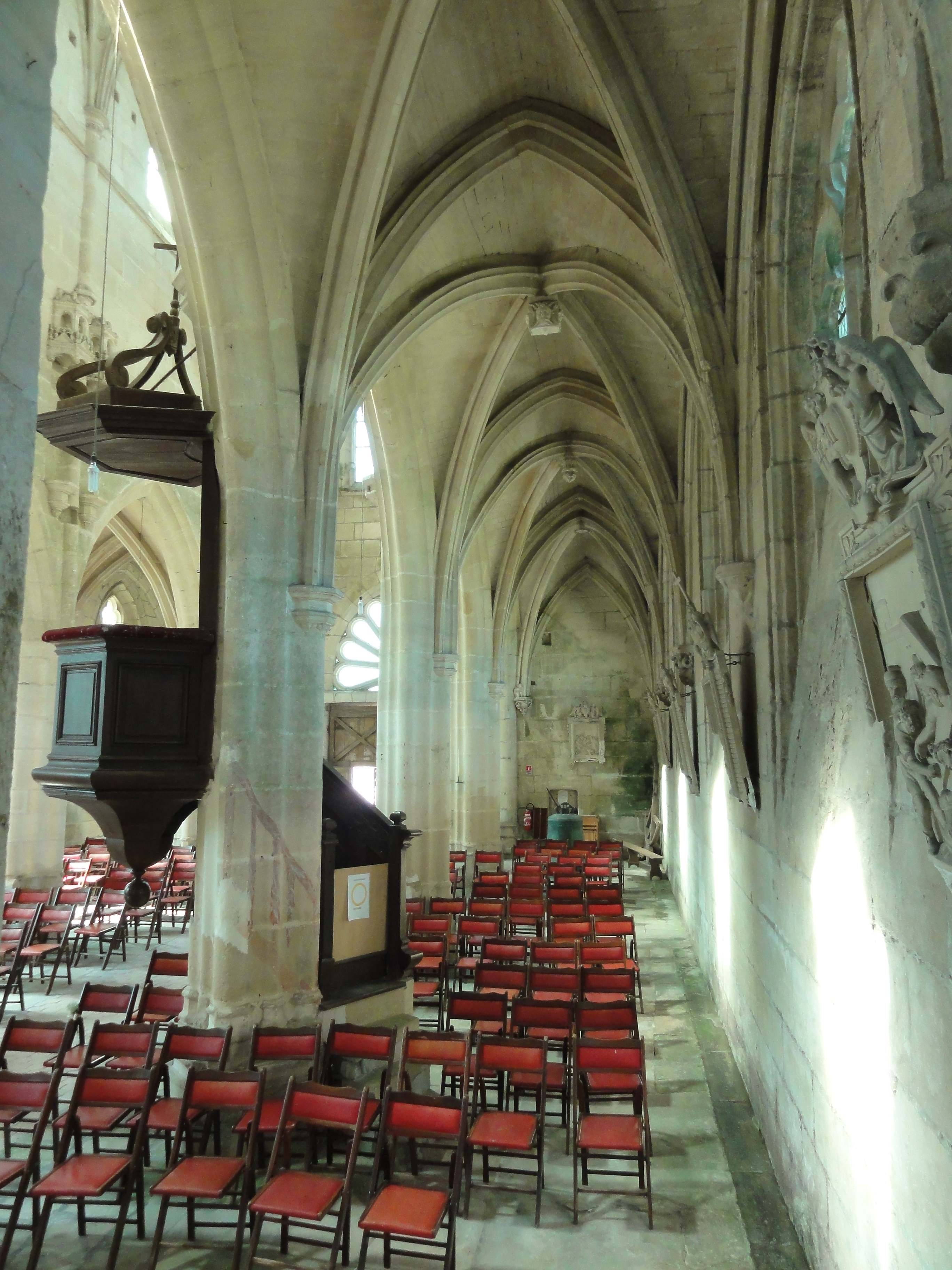
Bas-côté nord, vue vers l'ouest.
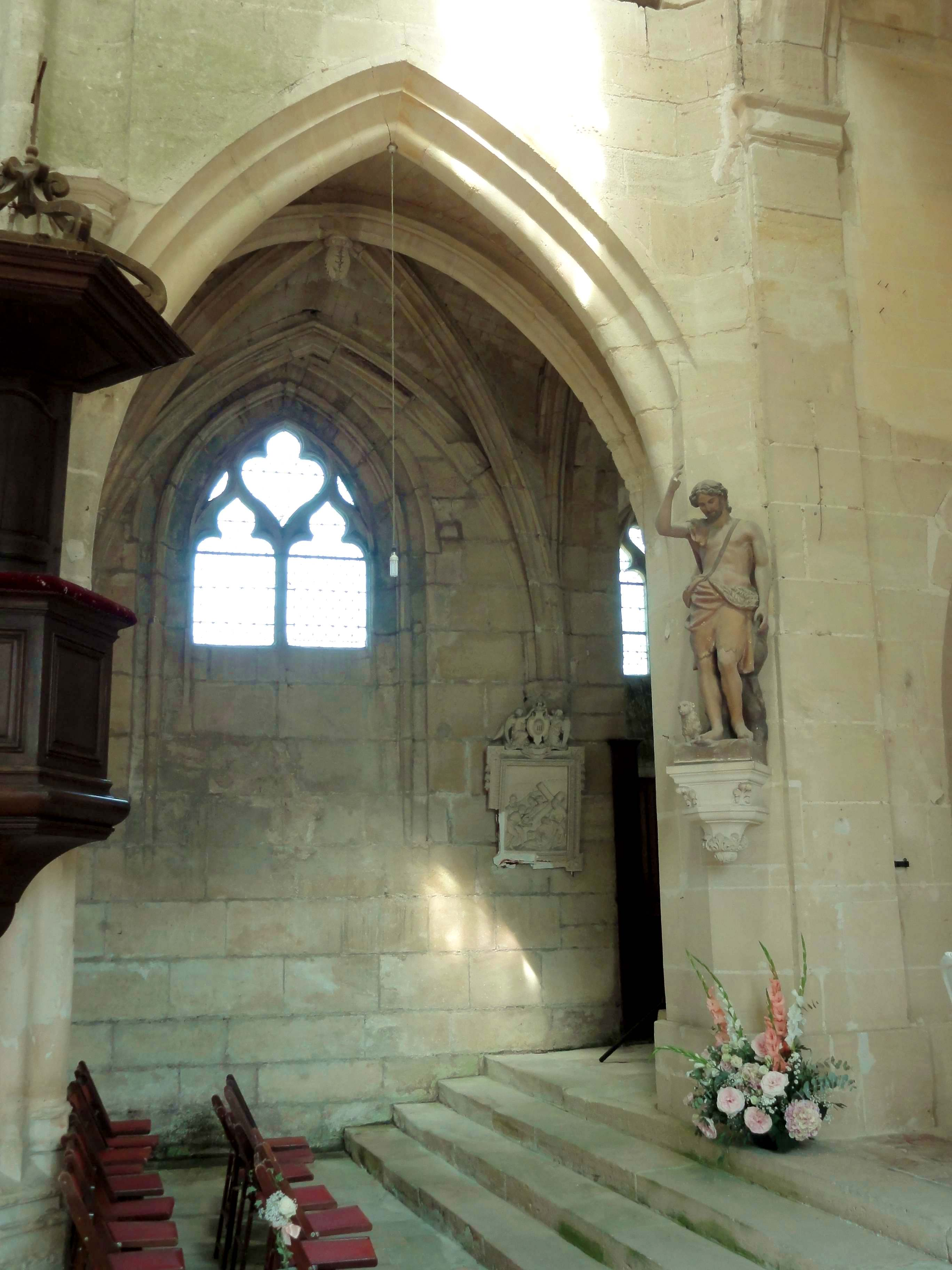
4e grande arcade du nord, vue dans le bas-côté.
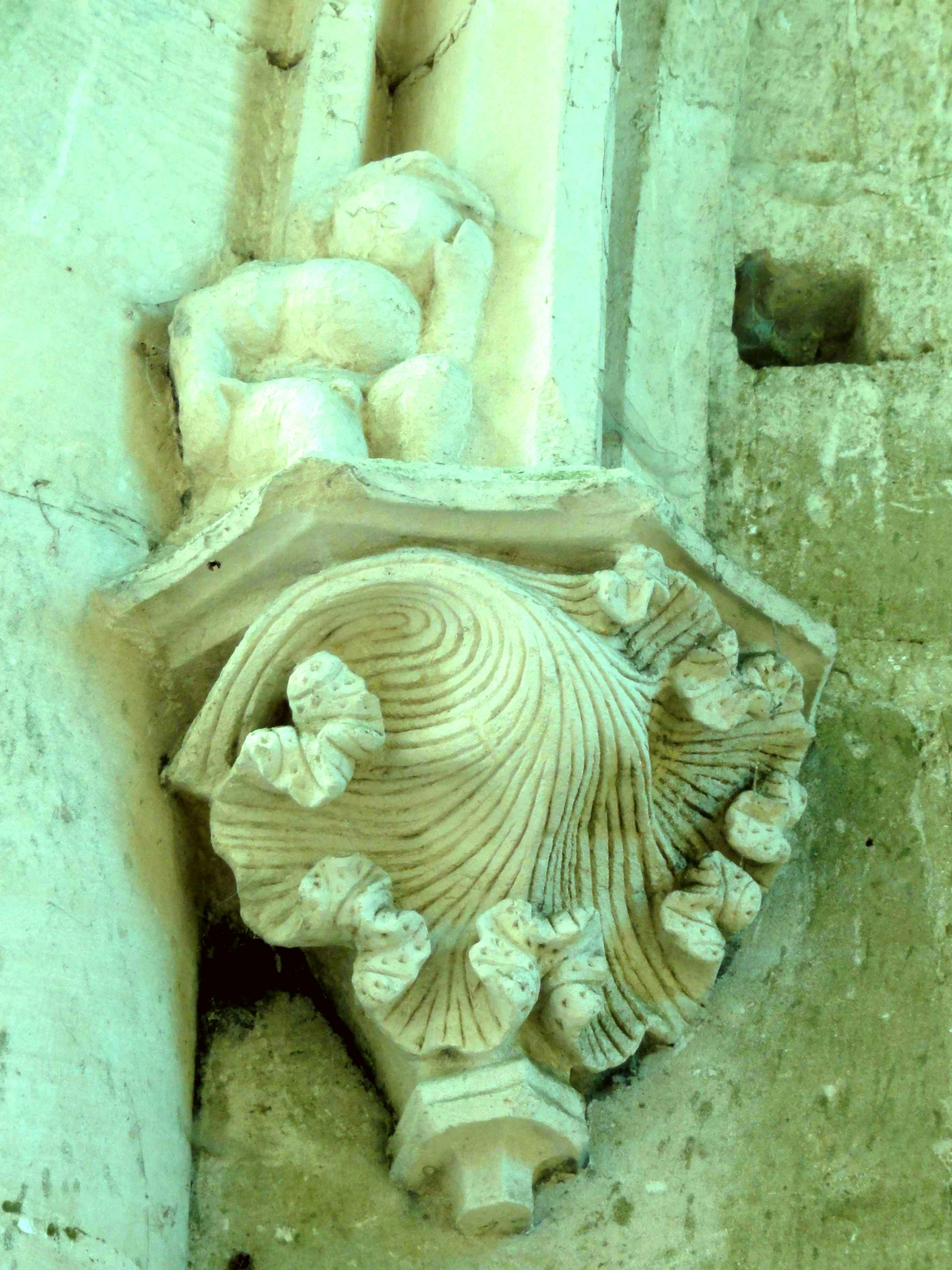
Bas-côté nord, cul-de-lampe au sud-ouest.
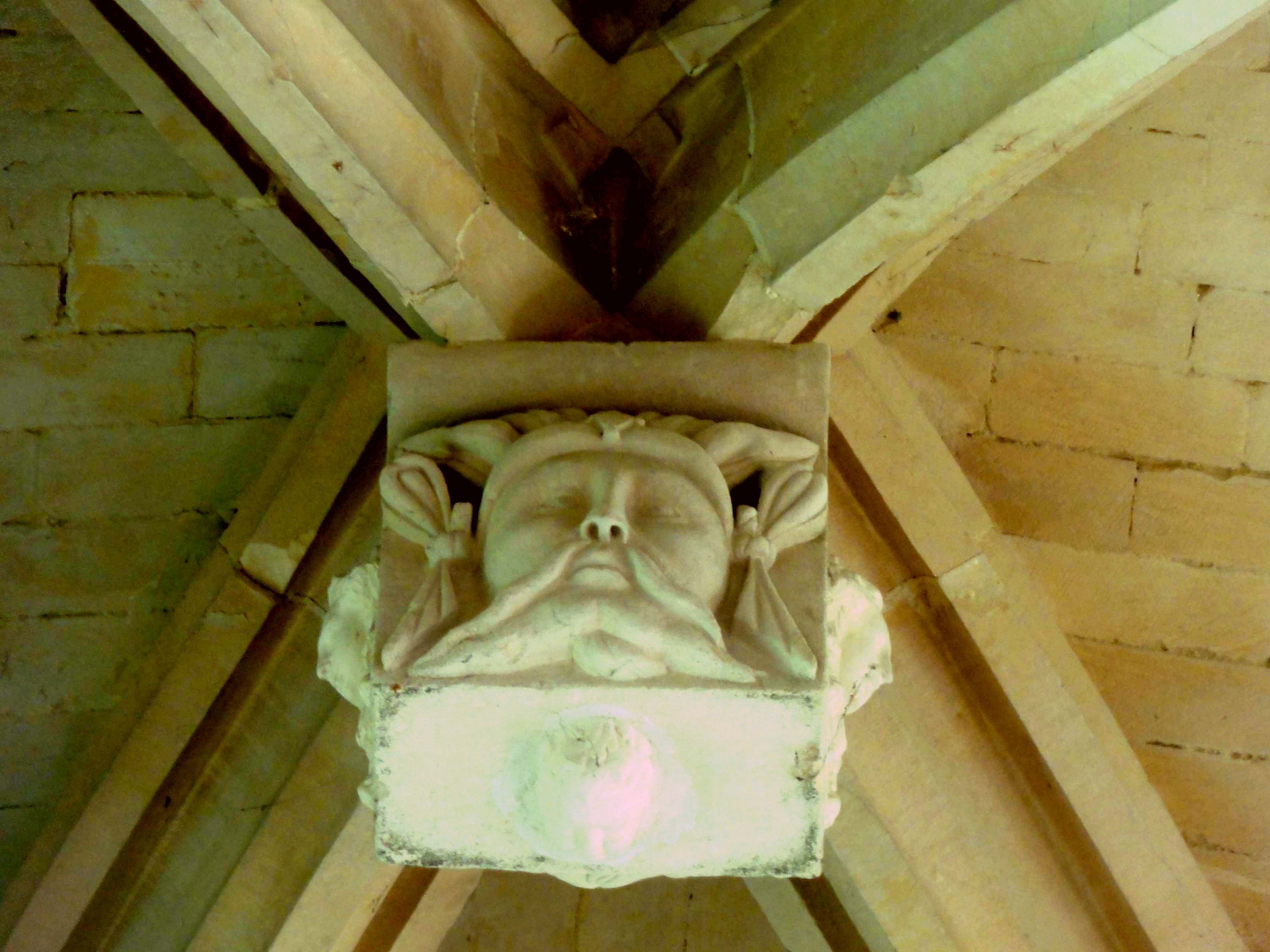
Bas-côté nord, clé de voûte de la 3e travée.

#### Base du clocher

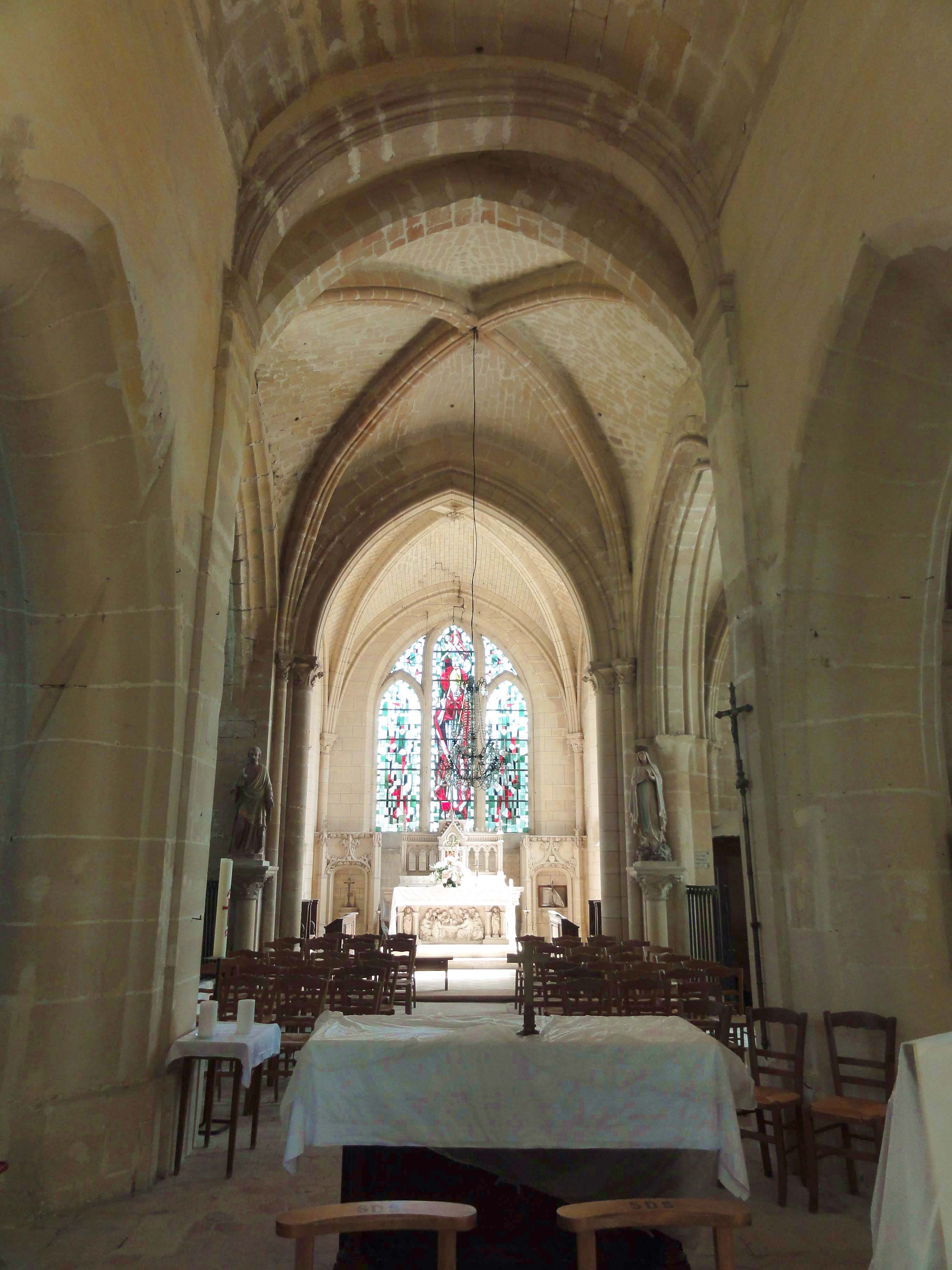
Vue vers l'est.

La base du clocher est considérée comme la partie la plus ancienne de l'église. Les remaniements successifs lui ont toutefois ôté son caractère primitif. Les deux arcades en plein cintre qui délimitent la voûte en berceau ont été retaillées, ou plus probablement reprises en sous-œuvre, après la reconstruction de la nef. L'intrados reste méplat, mais les arêtes sont moulurées d'un quart-de-rond, d'un filet, d'un cavet et d'une baguette. La retombée s'effectue sur des chapiteaux doriques portés par des pilastres nus. La voûte en berceau se distingue par la grosseur des pierres employées. Elle est percée d'un trou de cloches entouré d'un bandeau plat. Le bandeau indique que le trou n'a pas simplement été percé dans une voûte préexistante, ce qui entraîne généralement des trous d'une forme quelque peu irrégulière et non entourées de moulures, et ni des trous de cloches, ni de tels bandeaux ne sont compatibles avec les périodes romane et gothique. Latéralement, la voûte est délimitée des murs par une imposte chanfreinée, ce qui correspond à l'usage à la période romane. Mais le bandeau est de très faible relief et pas gravé ou sculpté de motifs, ce qui ne lui permet pas de servir d'indice pour une datation. En somme, il relève du domaine de la spéculation de considérer la voûte comme romane. Elle a plus probablement été refaite au XVIIe ou XVIIIe siècle. Ceci n'empêche pas l'existence ancienne d'une voûte similaire. Dans le Vexin, les bases de clocher de Banthelu, Bouconvillers, Fay-les-Étangs, Fontenay-Saint-Père, Fleury, Omerville et Senots sont également voûtées en berceau, et au-delà, Deuil-la-Barre, Néry et Villers-Saint-Frambourg. En ce qui concerne les arcades latérales communiquant avec les croisillons, elles n'atteignent pas les deux tiers de la hauteur de la base du clocher, et sont moins larges que l'écart entre les pilastres. Le profil est calqué sur les grandes arcades de la nef, avec des proportions légèrement modifiées. Il en résulte que la reprise de ces arcades est donc antérieure à la réfection des arcades ouest et est. En outre, la largeur réduite des arcades va souvent de pair avec un voûtement en berceau.

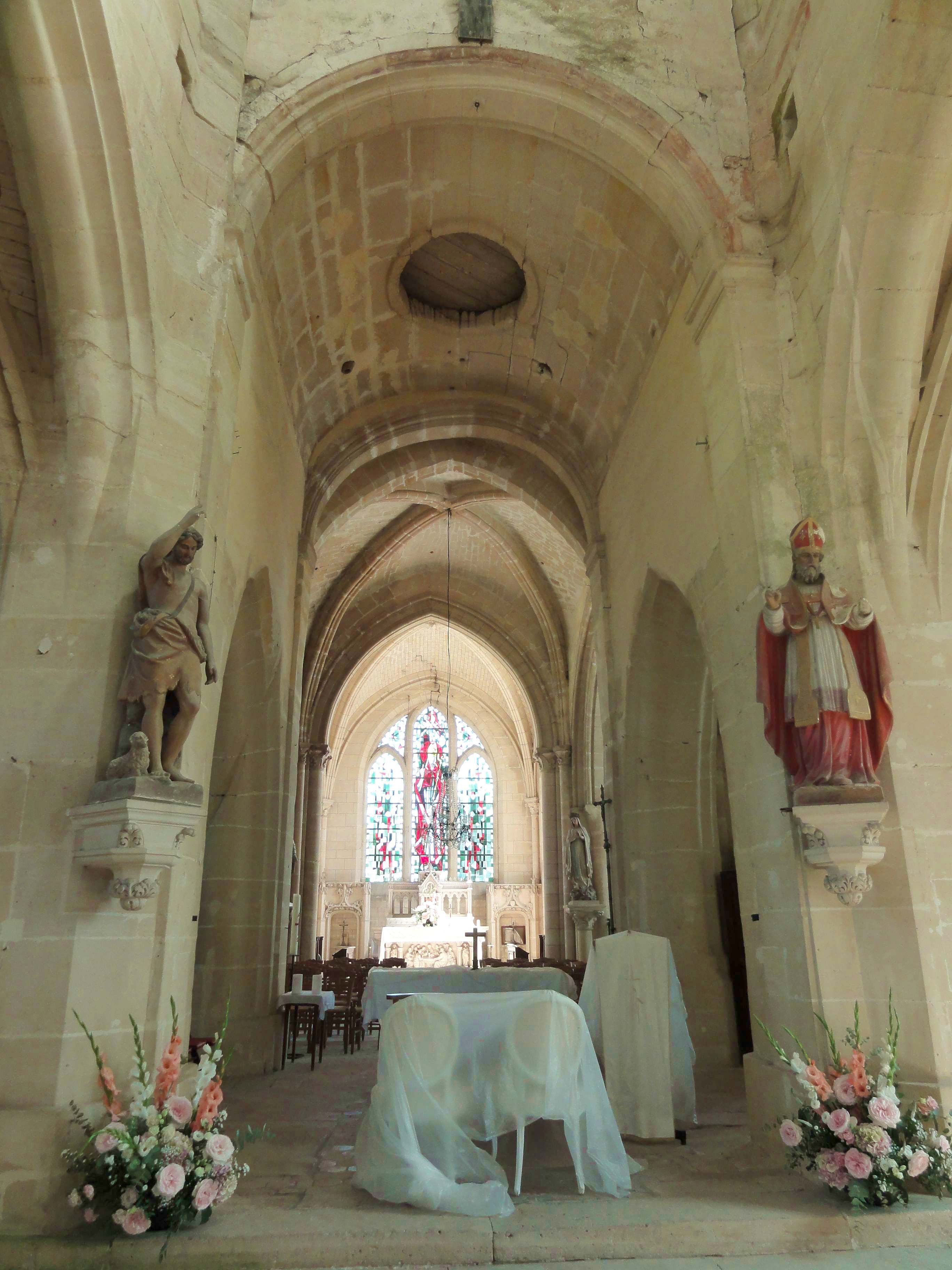
Vue vers l'est depuis la nef.
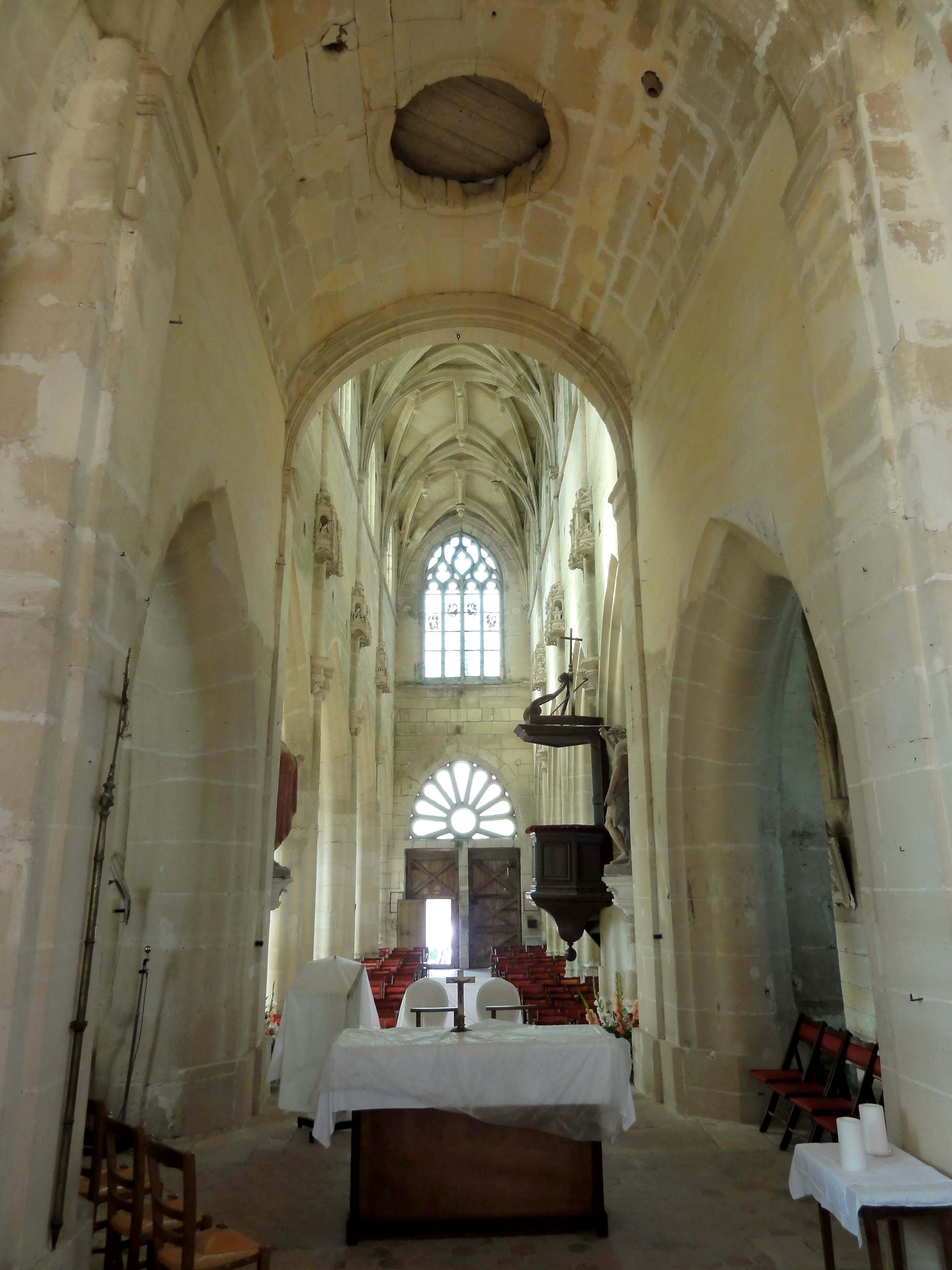
Vue vers l'ouest.
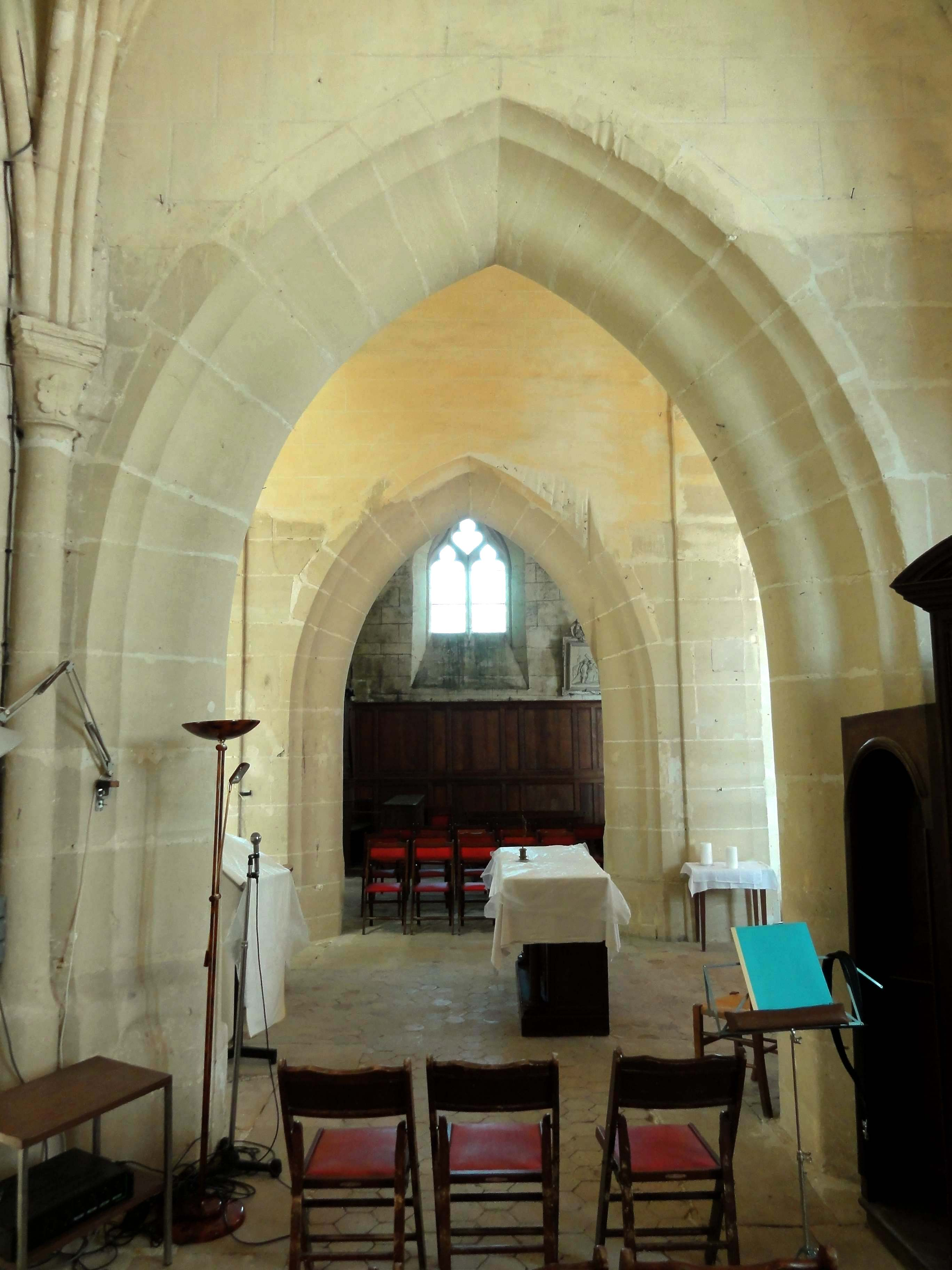
Vue vers le nord depuis le croisillon sud.
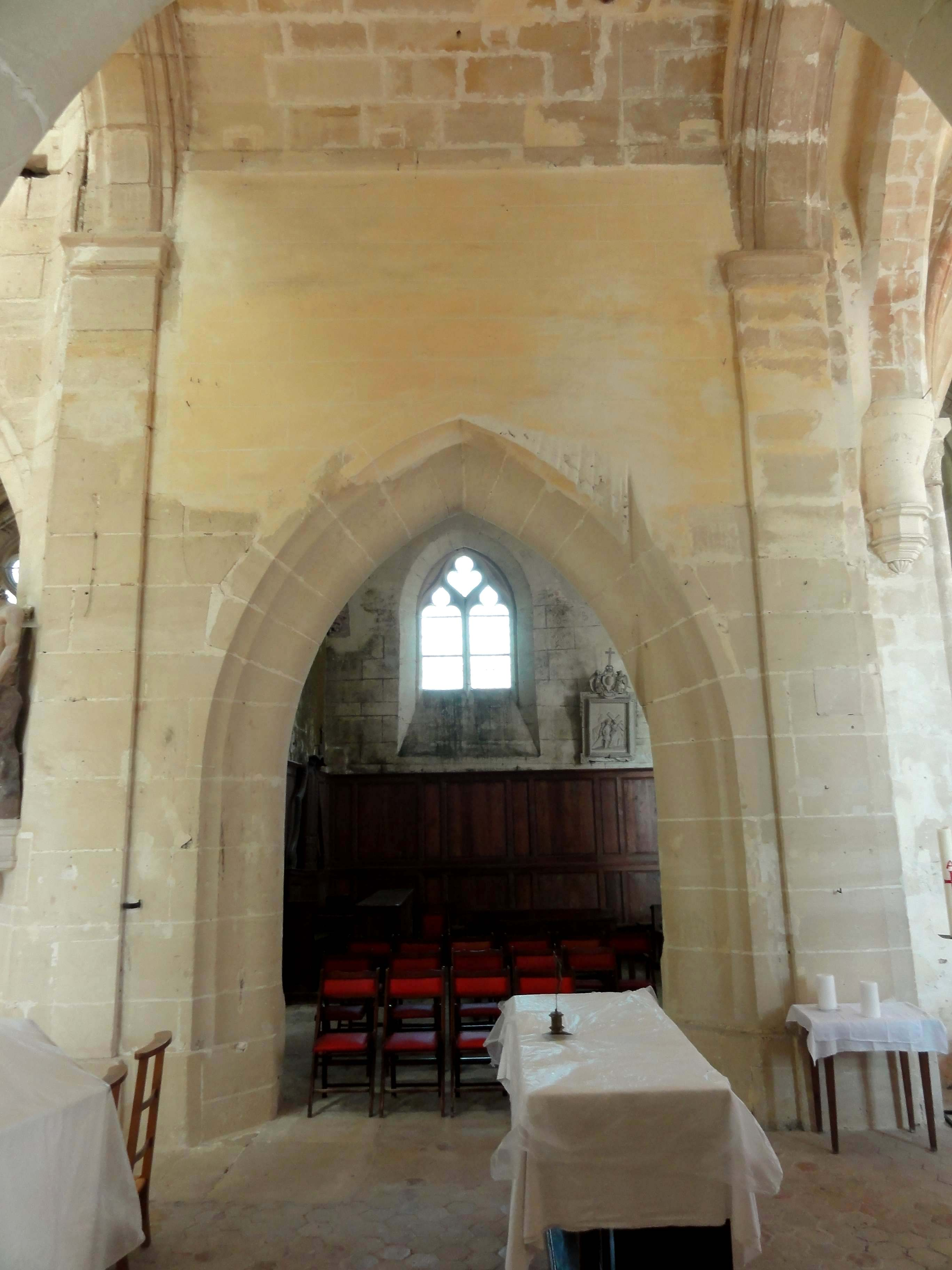
Vue vers le nord.

#### Chœur

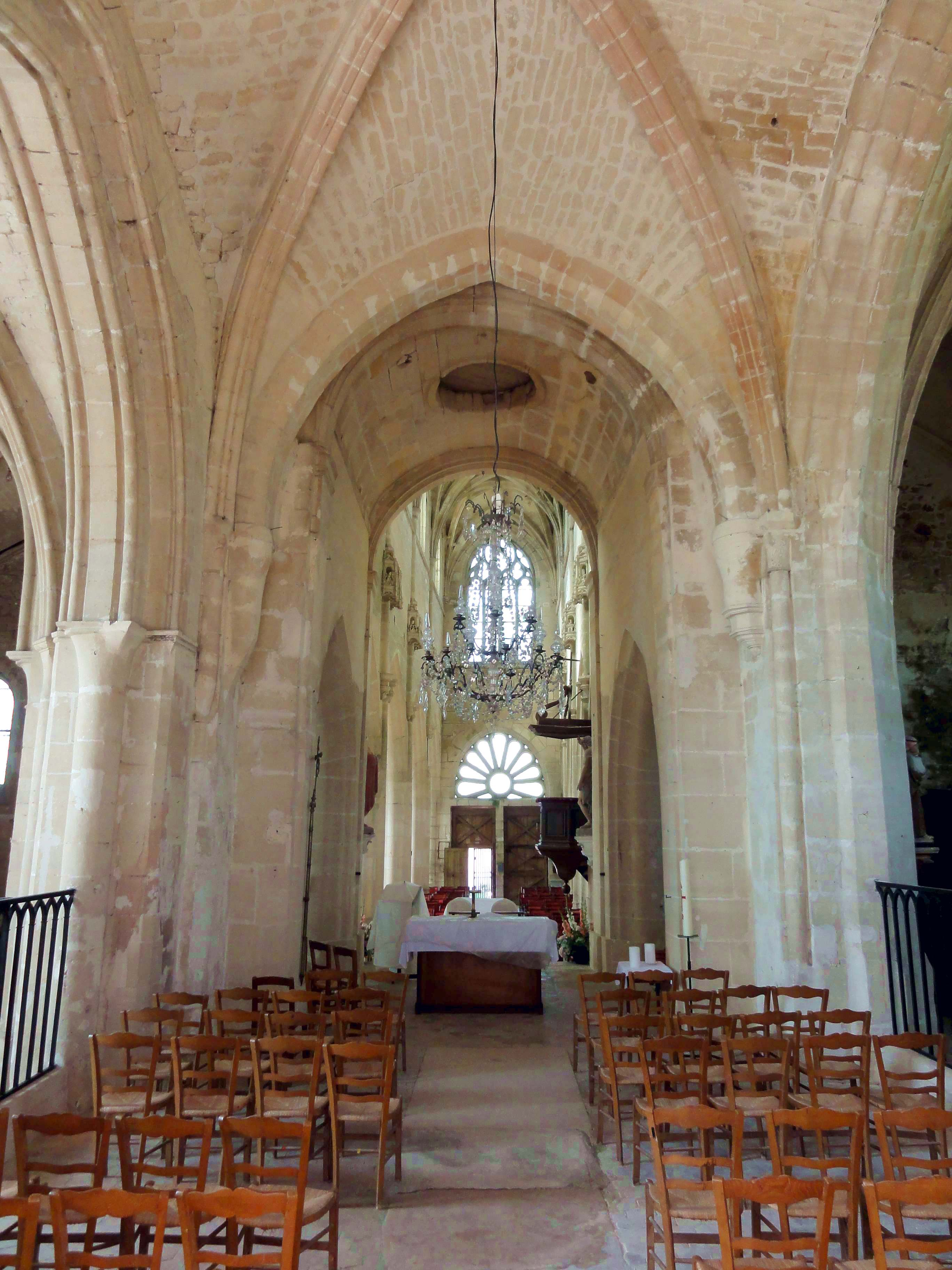
1re travée, vue vers l'ouest.

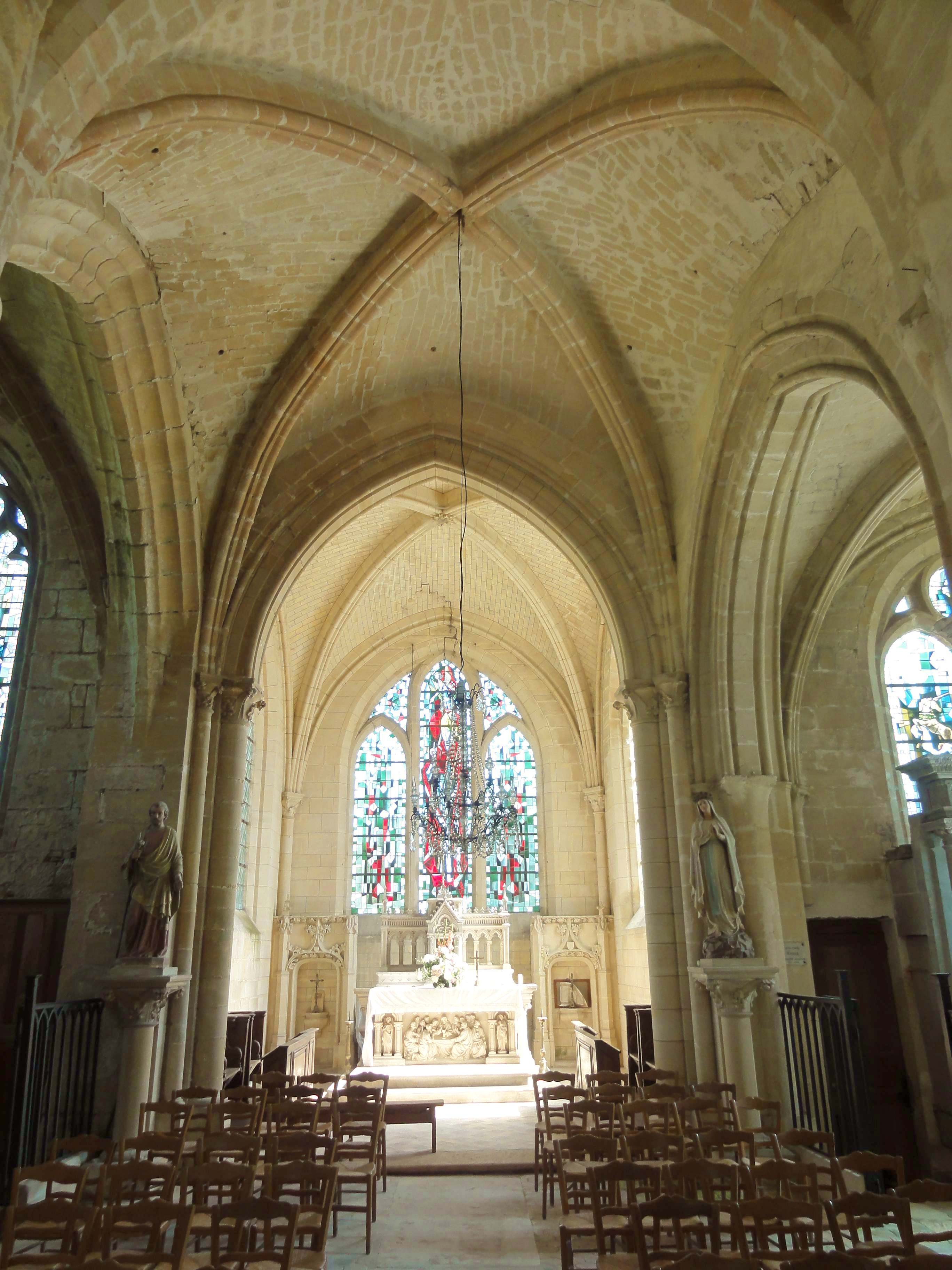
Chœur, vue vers l'est.

La première travée du chœur touche à la base du clocher, mais les supports de sa voûte en sont complètement indépendants. Vers l'ouest, la voûte est délimitée par un doubleau en tiers-point, qui est plus large que l'arcade orientale de la base du clocher, mais de même hauteur. Du fait du tracé en tiers-point, la retombée s'effectue donc à un niveau plus bas. Le doubleau n'est pas mouluré et seulement chanfreiné, et retombe actuellement sur des culs-de-lampe difformes, qui sont issus de l'arasement des anciennes colonnettes à chapiteaux. Au nord, la partie inférieure du cul-de-lampe est néanmoins mouluré à l'instar de ses homologues du bas-côté nord. Les ogives de la voûte gardent leurs chapiteaux d'origine à côté de ces culs-de-lampe, mais au sud, la plus grande partie du fût a été supprimée, et il n'y a plus de bases. Au nord, la corbeille est sculptée de palmettes et d'une volute d'angle, et au sud, elle affiche des feuilles plates. Cette sculpture, ainsi que l'arc en tiers-point du doubleau, concordent avec le second quart du XIIe siècle. Les ogives, de la même époque, sont assez larges, et se composent d'un filet entre deux tores. La clé de voûte, abîmée, est une petite rosace de feuillages. Dominique Vermand signale l'irrégularité de l'appareillage des voûtains. — Au sud, le doubleau vers la chapelle latérale n'épouse pas la forme de la voûte. Une portion de mur reste visible au-dessus, et la retombée s'effectue à un niveau plus bas que dans le vaisseau central du chœur. Le doubleau méridional est à double rouleau. Le rang de claveaux inférieur est au profil d'un méplat entre deux tores, et le rang de claveaux supérieur comporte un tore de chaque côté. Le doubleau oriental est analogue, mais s'insère parfaitement dans la lunette de la voûte. Il est par ailleurs homogène avec ses supports. Les ogives du second quart du XIIe siècle doivent se partager les tailloirs avec le rouleau supérieur. Étant donné que le doubleau occidental n'est pas mouluré, les deux doubleaux est et sud doivent dater de l'extension du chœur au premier tiers du XIIIe siècle. Quant au doubleau septentrional, il a été repris au début du XVIe siècle, comme l'indique son profil prismatique, différent du profil des arcades latérales du clocher et des grandes arcades de la nef. Sur le piédroit près de la pile du clocher, le profil est reproduit de façon simplifié, tandis que l'arcade pénètre dans un dosseret plat à l'est.
La seconde travée du chœur est une abside de plan carré, éclairée directement par des fenêtres au nord, à l'est et au sud. La largeur est légèrement supérieure à celle de la travée précédente, ce qui est mis en exergue par un écart entre les fûts de diamètre moyen qui supportent le rang de claveaux inférieur du doubleau, et les fûts minces des ogives, du rouleau supérieur et des formerets. Comme dans la première travée, il n'y a donc qu'une colonnette unique dans chaque angle, sans compter les supports du rouleau inférieur des arcades. Cette rareté des supports est courante à la fin de la première période gothique, mais difficilement concevable à la période romane, à laquelle appartient la voûte de la première travée. Malgré tout, la voûte est assez semblable, sauf qu'une fine arête se substitue au filet central, et que la clé de voûte est percée d'un trou, entourée de feuilles polylobées d'une facture assez loin de l'usage au XIIIe siècle. Bernard Duhamel attire l'attention sur le réseau néogothique des fenêtres, dont le remplage se compose de trois lancettes, celle au milieu étant plus élevée que les deux autres. Cette remarque donne lieu à une remise en question de l'authenticité de l'ensemble de l'abside. Il est incontestable que la dernière travée du chœur a été soumise à une restauration radicale au XIXe siècle. L'excellent état des chapiteaux de crochets contraste avec l'état de dégradation des chapiteaux gothiques dans le croisillon sud et la chapelle latérale sud. Les murs ont été badigeonnés et peints en faux-appareil, alors que les murs en pierres de moyen appareil auraient pu rester nus. À l'extérieur, il n'y a pas de traces de reprises autour des fenêtres, dont la modénature chanfreinée des meneaux, sans chapiteaux ni bases, ne concorde pas avec l'époque suggérée des chapiteaux. Au premier tiers du XIIIe siècle, l'on aurait plutôt trouvé deux ou trois lancettes regroupées sous un arc de décharge, entourées ou non d'un tore portant des chapiteaux.

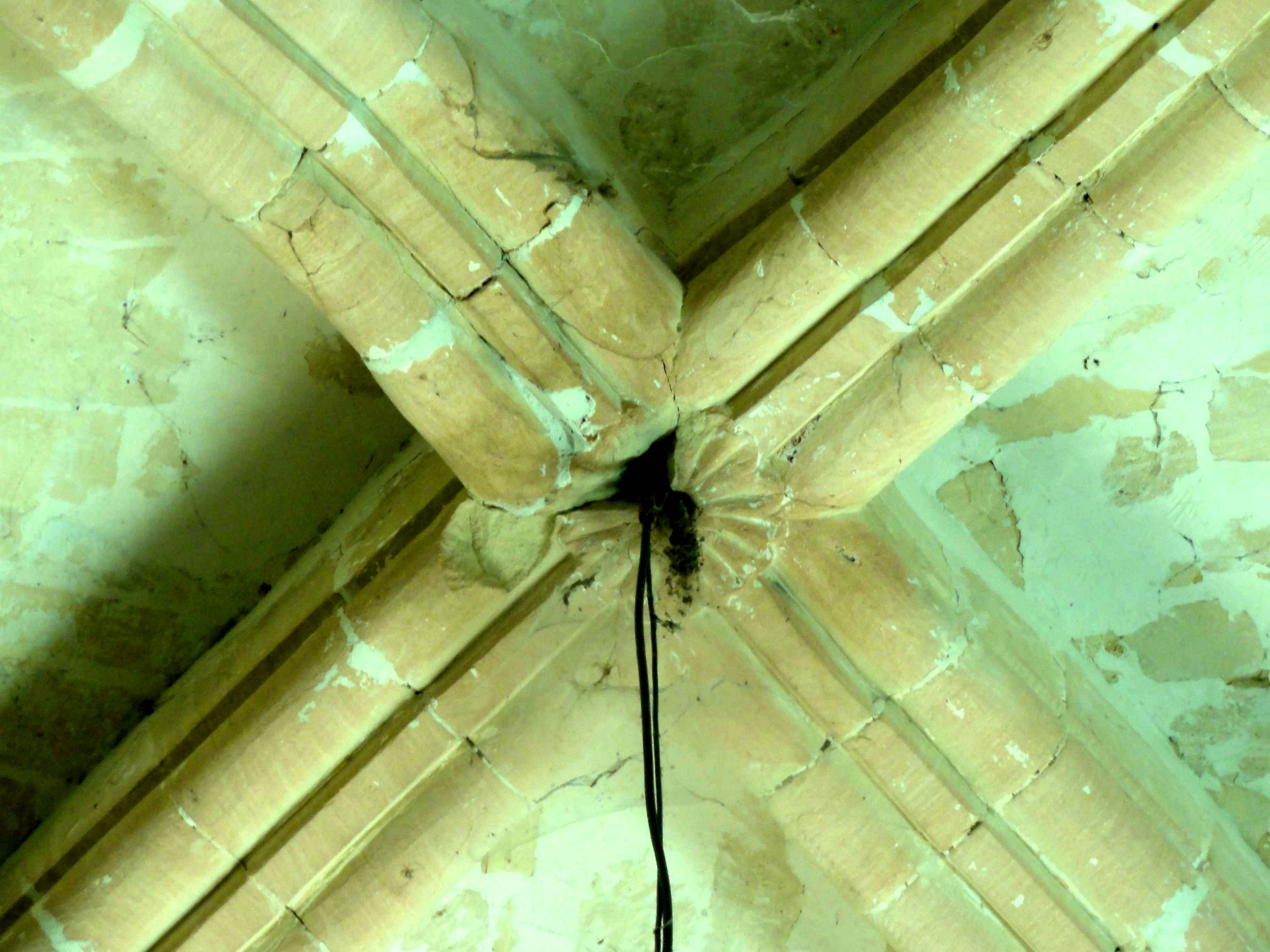
Clé de voûte de la 1re travée.
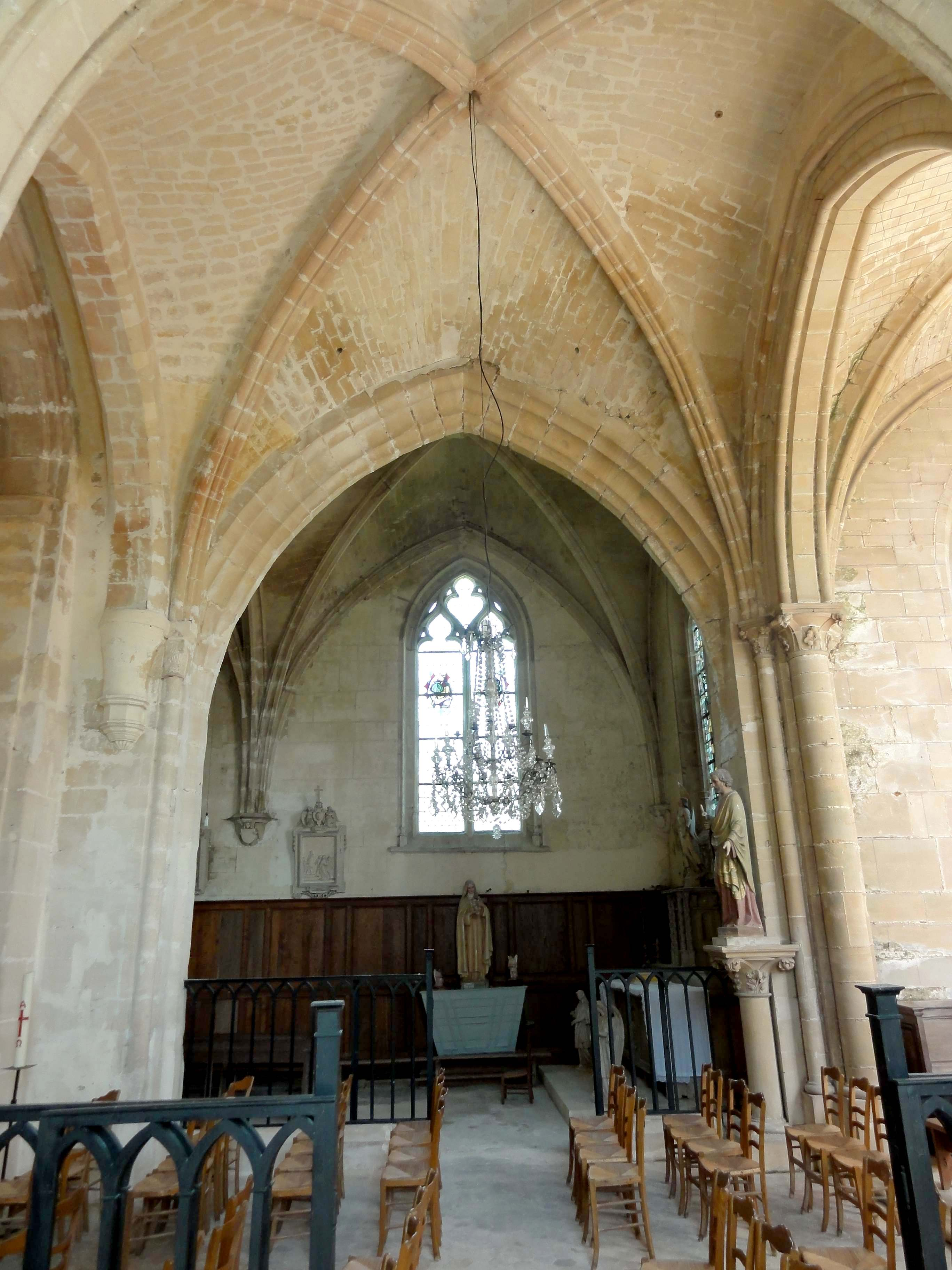
1re travée, vue vers le nord.
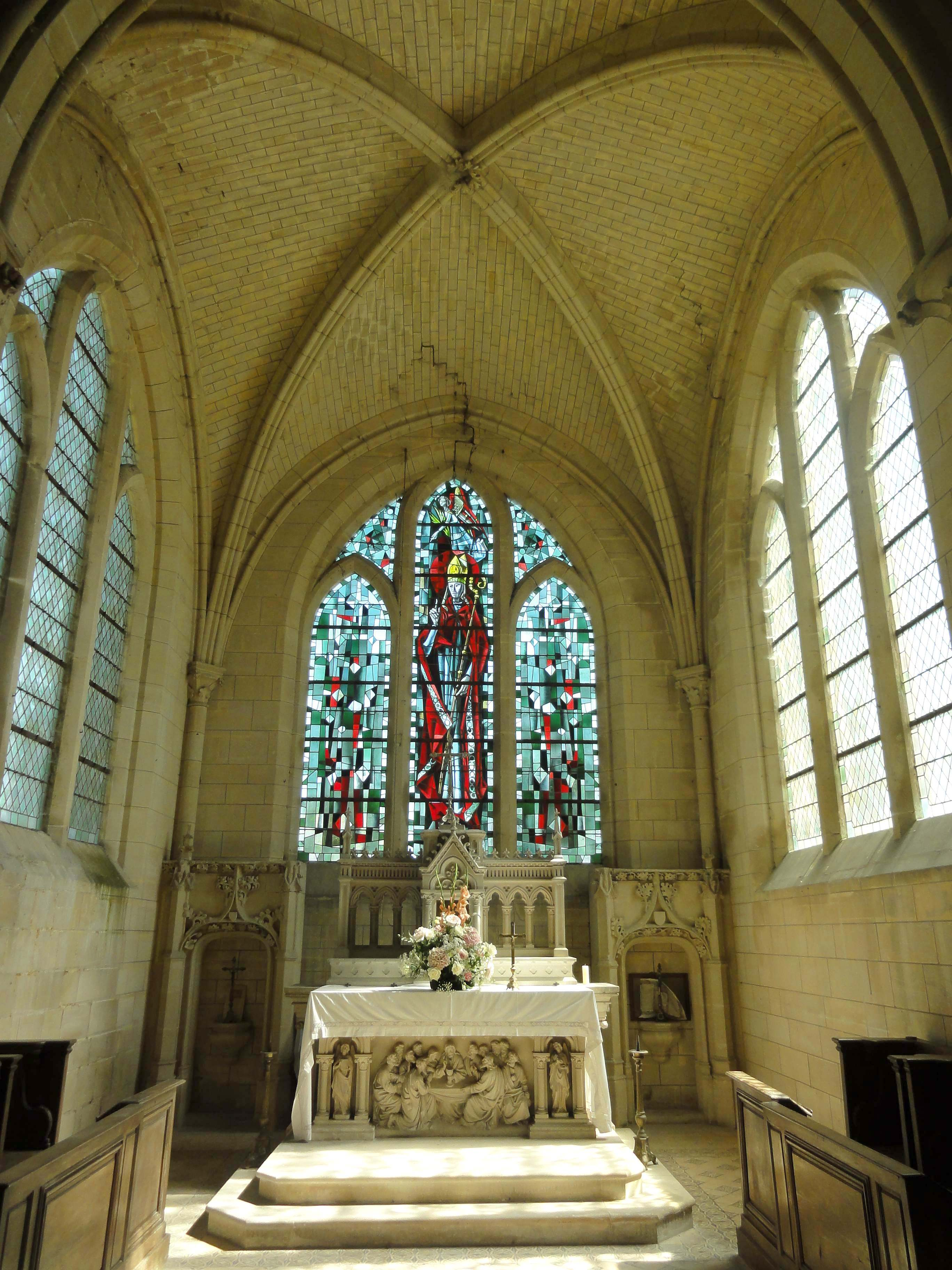
Abside, vue vers l'est.
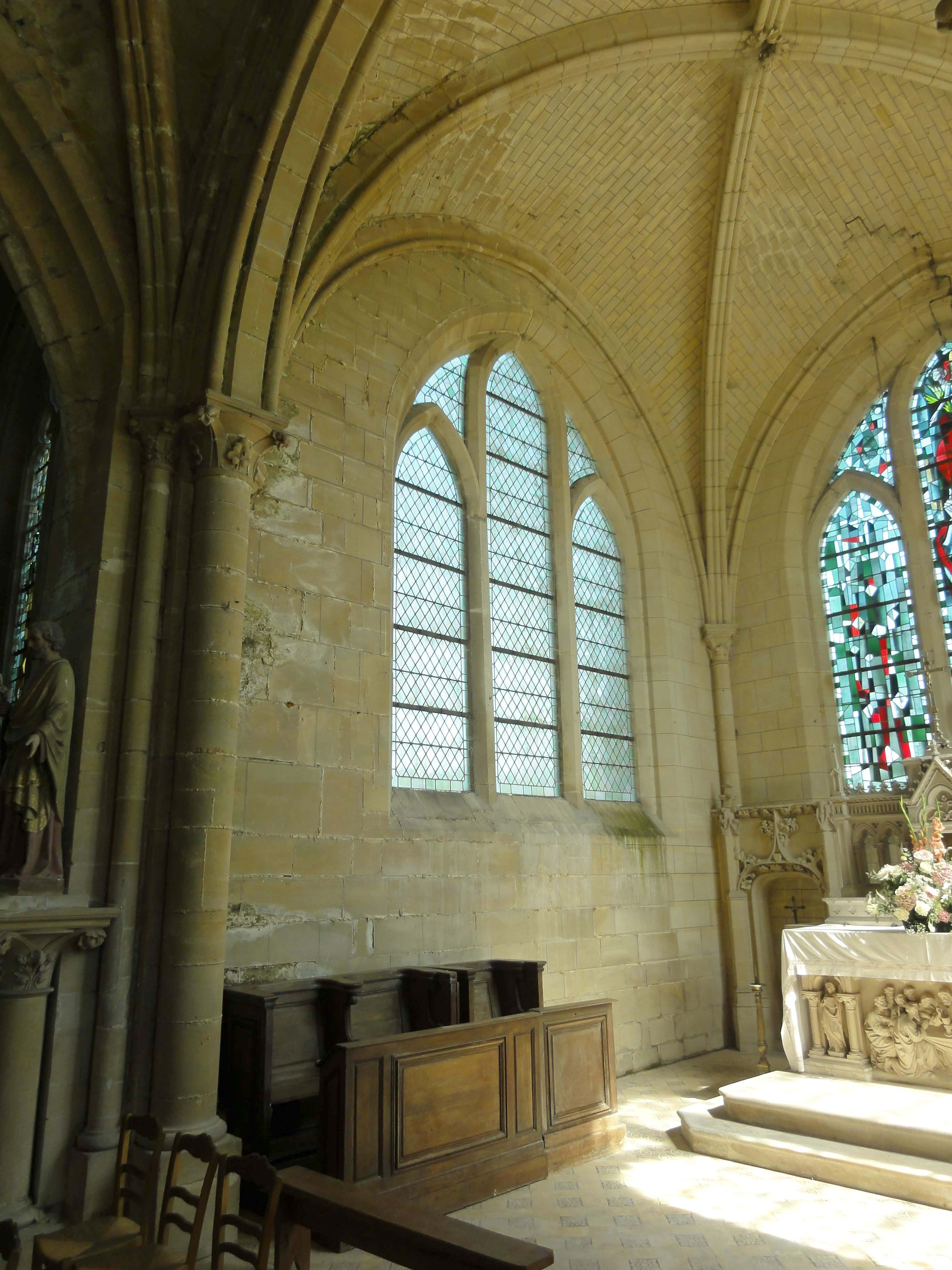
Abside, côté nord.
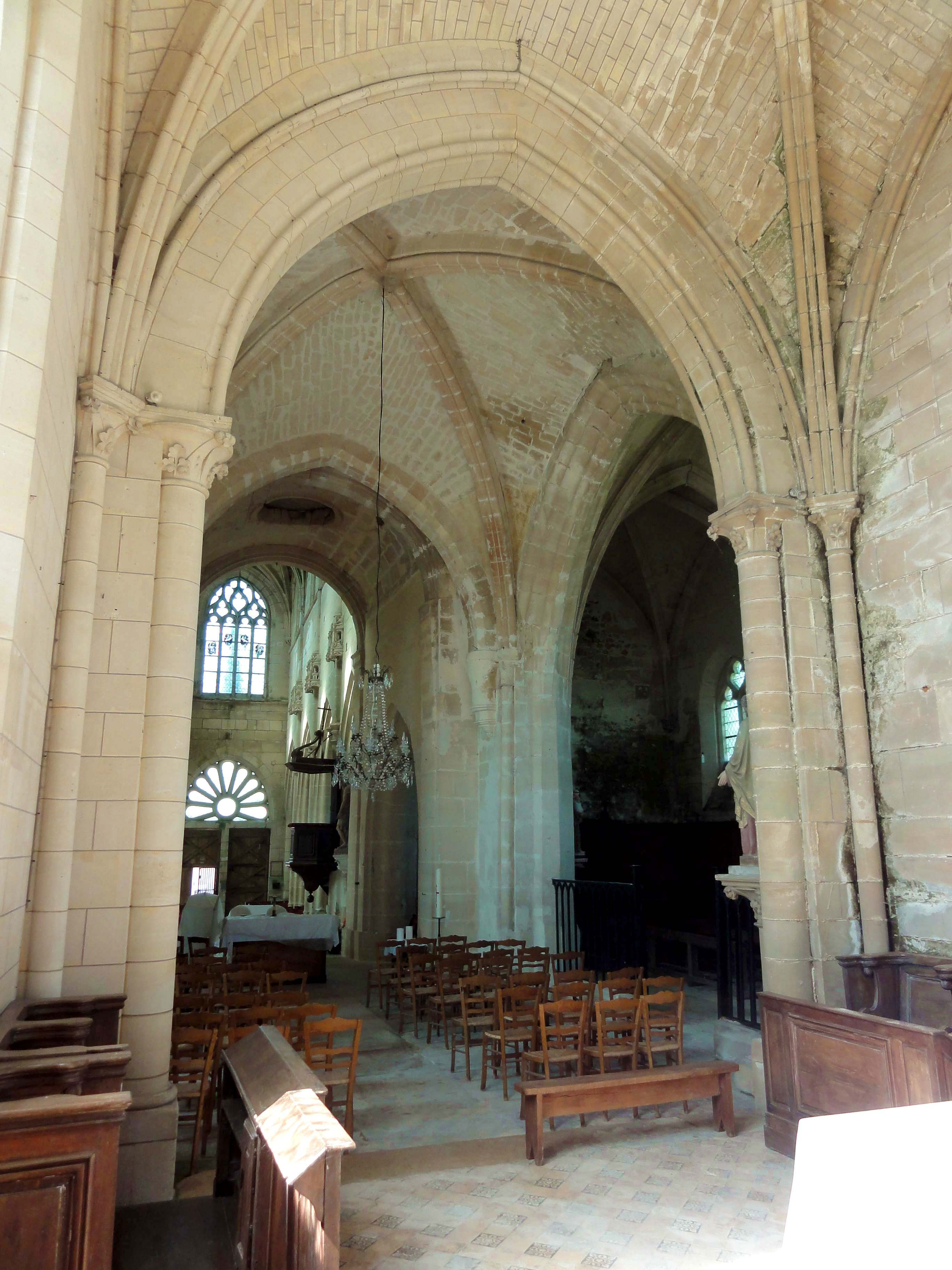
Abside, vue vers l'ouest.
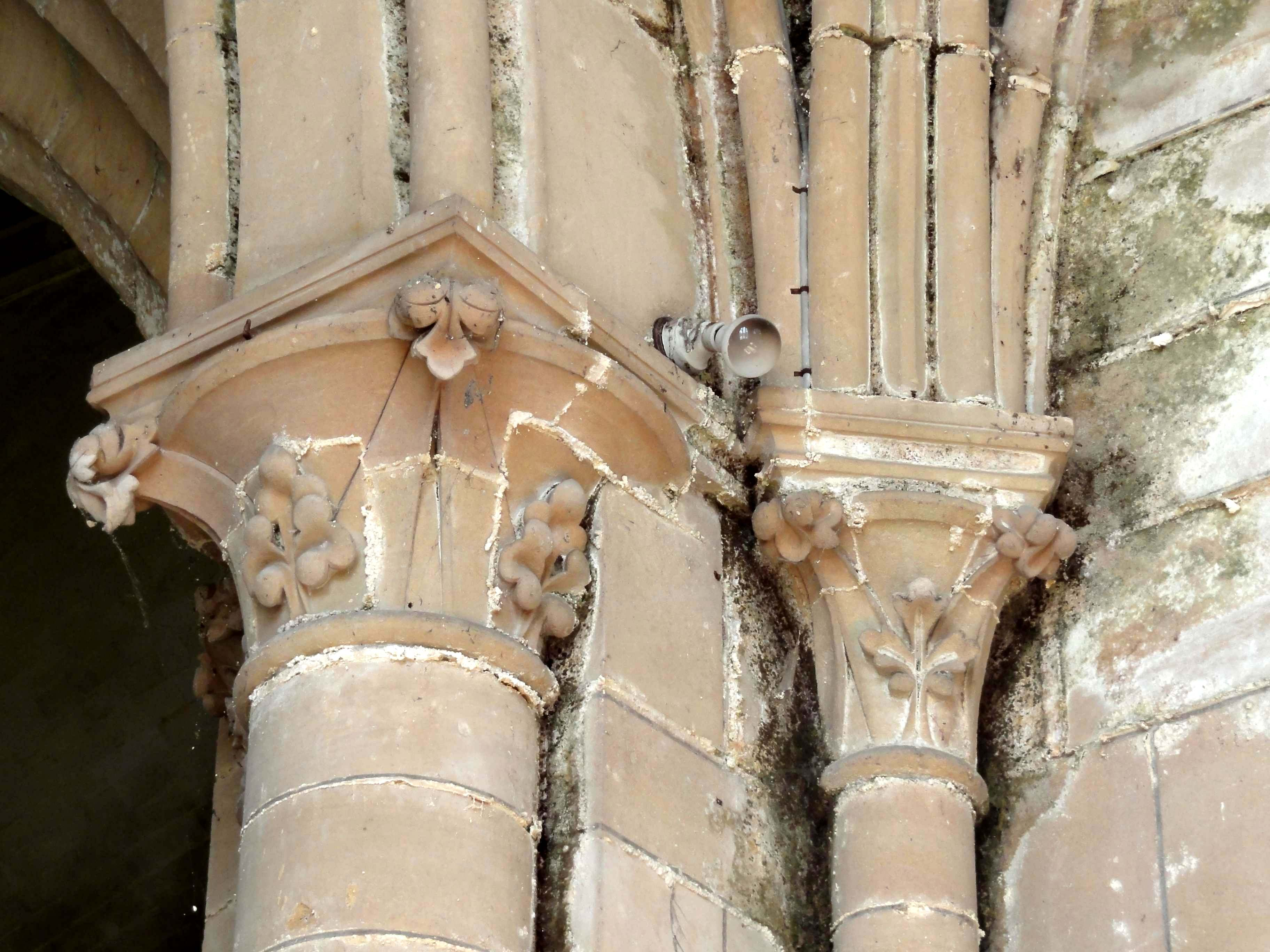
2e travée, chapiteaux dans l'angle nord-ouest.

#### Croisillons et chapelles

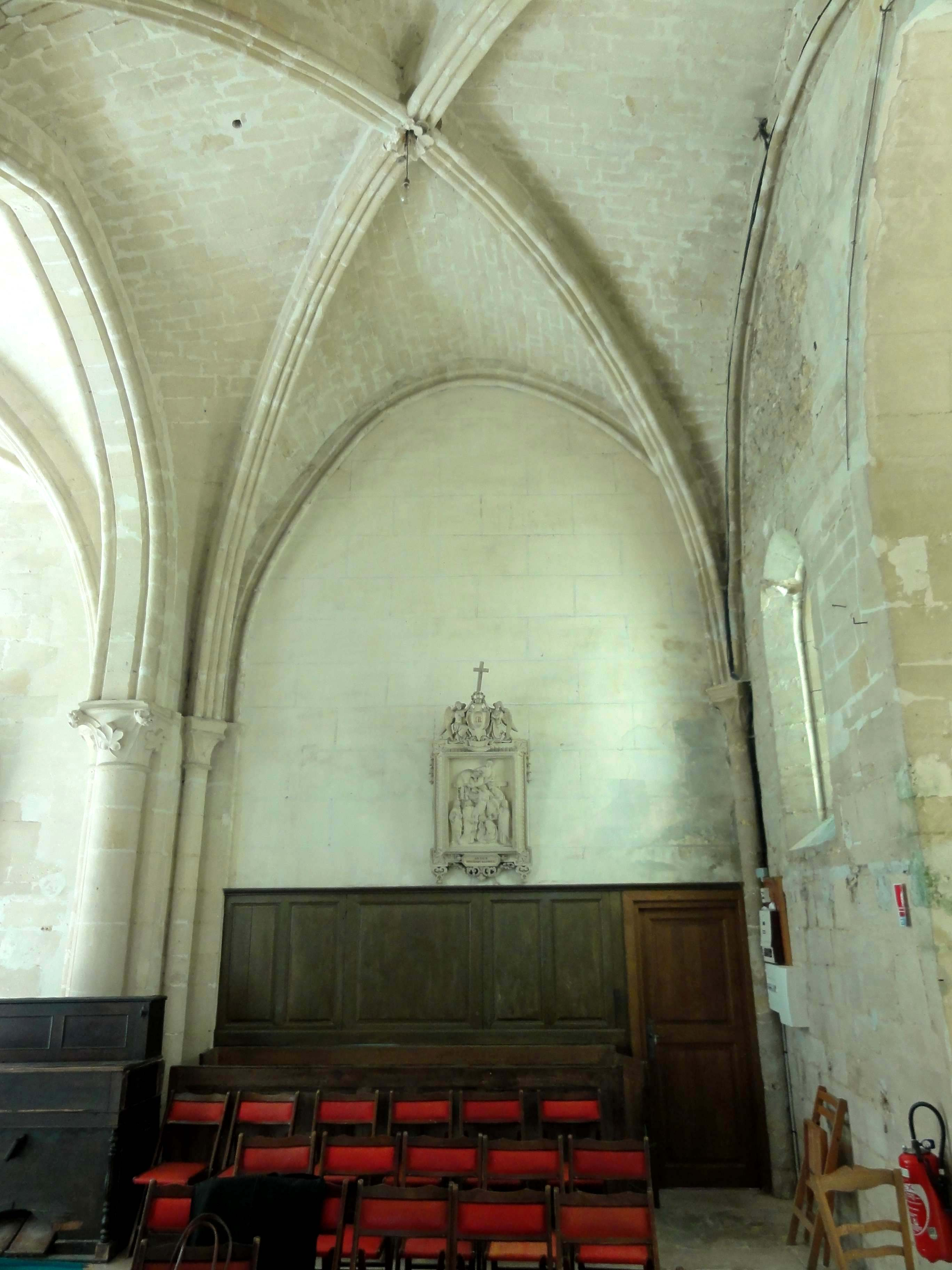
Croisillon sud, vue vers le sud.

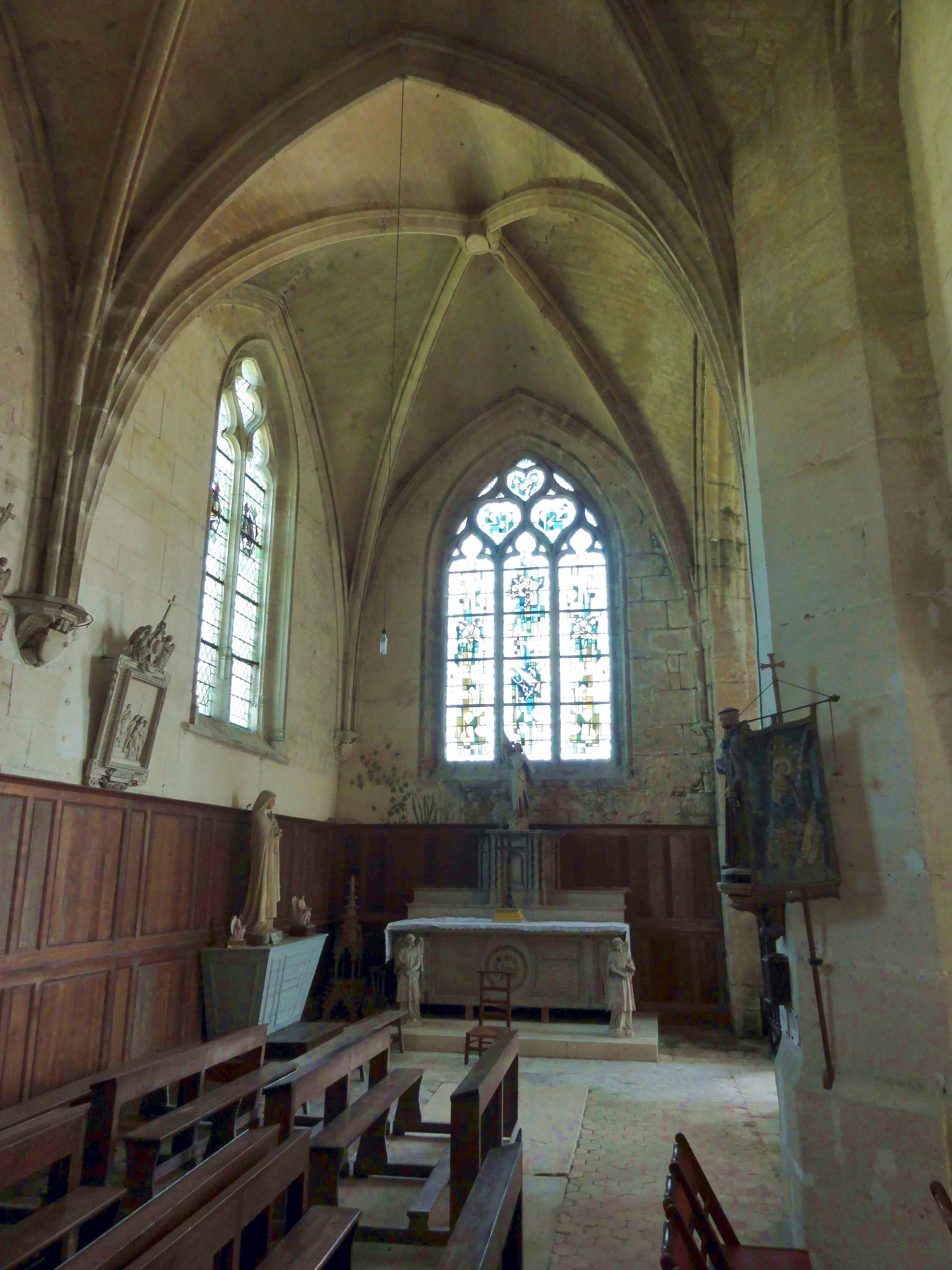
Croisillon nord, vue vers l'est dans la chapelle.

Le croisillon sud est de plan barlong dans le sens nord-sud. Mitoyen du prieuré au sud, il n'est éclairé que par une unique baie en arc brisé, à l'ouest, à gauche de l'arcade en tiers-point non moulurée vers le bas-côté sud. La voûte ressemble à celle de l'abside, mais la clé est sculptée de feuillages plus conformes à la période de construction au premier tiers du XIIIe siècle. En outre, l'ogive retombe sur un ressaut du pilier dans l'angle nord-est (pile sud-est du clocher), et la colonnette logée dans cet angle est uniquement utilisé par le formeret septentrional. Les chapiteaux, sculptés de crochets et de feuilles appliquées, sont pour la plupart mutilés, et ont perdu toute leur sculpture dans l'angle nord-est. Partout, la pierre reste nue, et l'on peut donc voir l'appareil de la voûte, qui est constitué de moellons régulièrement retaillés d'assez petites dimensions, comme la voûte romane de la première travée du chœur. L'appareillage est très régulier, mais la forme de la voûte ne l'est pas : le formeret méridional est en fer à cheval, le formeret occidental est en plein cintre, et le formeret septentrional est en tiers-point. Tous ces formerets sont toriques. Il n'y a pas de formeret à l'est, ce qui est normal en la présence d'un doubleau de ce côté. Le doubleau est à simple rouleau, et adopte un tracé surhaussé, avec des sections verticales au-dessus des tailloirs. Le profil, d'un méplat entre deux tores, est le même que dans le vaisseau central du chœur.
Pour venir à chapelle latérale sud, sa voûte reprend les dispositions connues du croisillon et de l'abside. Il y a de nouveau une irrégularité près de la même pile du clocher, où la distance entre la colonnette au nord du doubleau et la colonnette de l'ogive et du formeret septentrional est important. Sinon, le formeret méridional suit un tracé très irrégulier, apparemment pour contourner la fenêtre excentrée vers l'est, mais dont le remplage est gothique flamboyant, ou peut-être néogothique. Il est constitué de trois lancettes à têtes tréflées, surmontées de deux soufflets et d'un petit oculus allongé au sommet, tous les écoinçons étant ajourés. Enfin, le doubleau vers le vaisseau central ne dispose pas de colonnettes pour le rouleau inférieur, qui retombe sur des dosserets aux angles abattus, ce qui évoque une période beaucoup plus haute, ou bien résulte d'une reprise en sous-œuvre à l'époque moderne, pendant laquelle les colonnettes détériorées n'ont pas été remplacées. Ce qui parle en ce sens, est la perte de la sculpture des chapiteaux des deux colonnettes restantes, qui peut être imputable à des travaux exécutés sans égards pour la préservation du caractère authentique du monument. De même, le remplage de la baie orientale a été refait à la même époque que les baies de l'abside. Les deux lancettes sont ici surmontées d'un oculus rond.
Le croisillon et la chapelle latérale nord forment un espace unique, car séparés seulement par un doubleau à peine plus large que les ogives, qui est reçu sur des culs-de-lampe. Rien ne rappelle la période antérieure à la reconstruction flamboyante, si ce ne sont les petites dimensions de la fenêtre du croisillon nord, qui est excentrée vers l'ouest, et muni d'un remplage qui rappelle les bas-côtés de la nef. Il y a le même glacis pentu que dans le bas-côté nord. La chapelle possède au nord une fenêtre au réseau analogue, mais de dimensions plus généreuses, et le chevet est ajouré d'une large baie à trois lancettes, surmontées de deux cœurs, puis d'un troisième cœur au sommet, tous les écoinçons étant ajourés. Le motif du cœur est très rare. Dans la plupart des cas signalés dans la littérature, il s'agit en réalité de soufflets. Le pourtour des baies est soigneusement mouluré, ce qui contraste agréablement avec les baies néogothiques de l'abside et de la chapelle latérale sud. Les profils des nervures des voûtes sont analogues aux bas-côtés. Les clés de voûte étaient armoriées, mais les emblèmes héraldiques ont été bûchés à la Révolution, ainsi que les lions qui portent l'écusson dans la chapelle latérale nord, et la couronne qui le surmonte. L'influence de la Renaissance est encore absente en dépit des similitudes avec les bas-côtés de la nef. Ceci vaut aussi pour les culs-de-lampe, qui sont tous assez intéressants. Trois arborent des anges portant un écusson vide. Deux comportent des personnages qui semblent porter la voûte sur leur dos. L'un tient un phylactère vide, l'autre joue à la flûte.

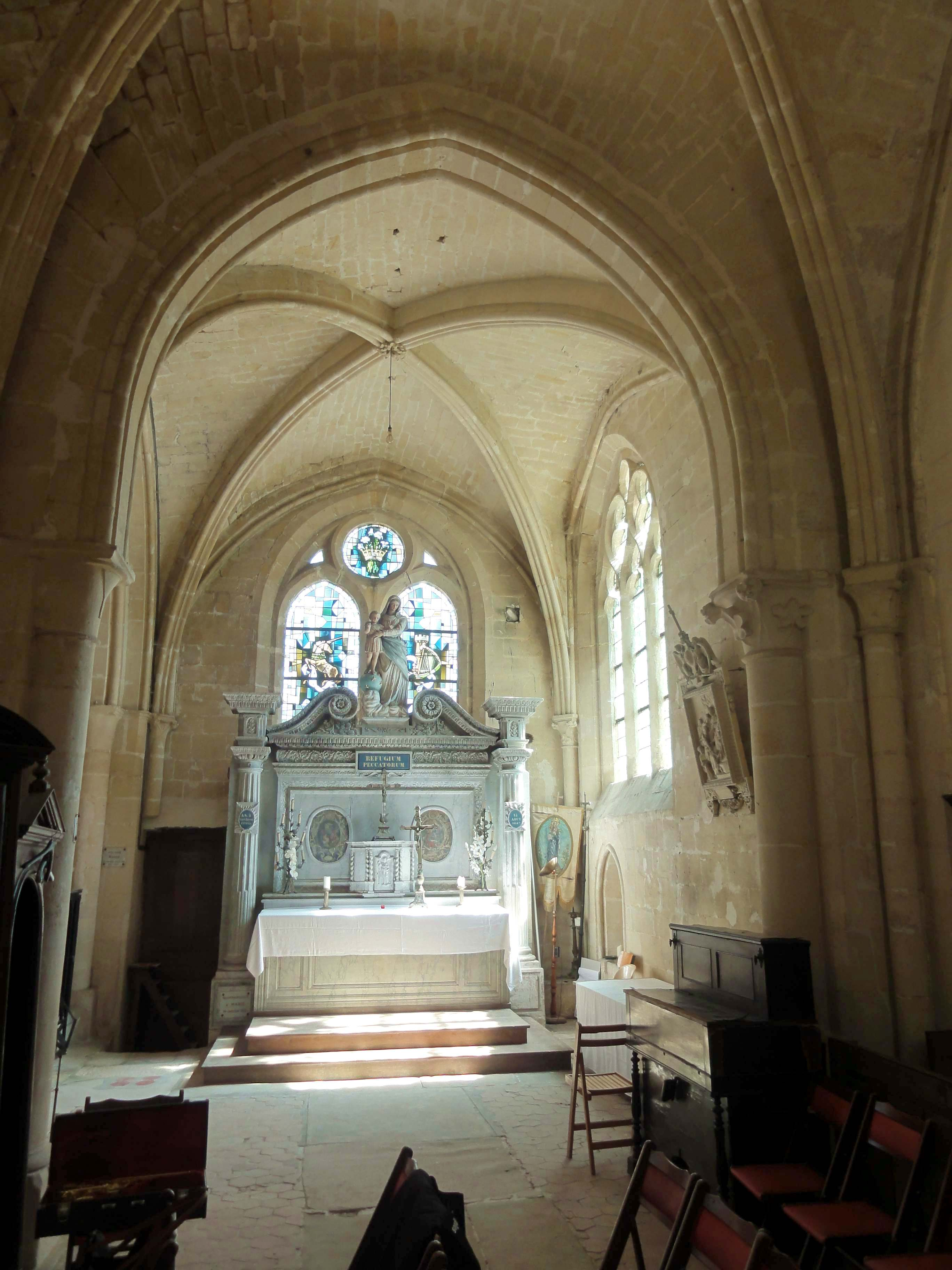
Croisillon sud, vue vers l'est dans la chapelle.
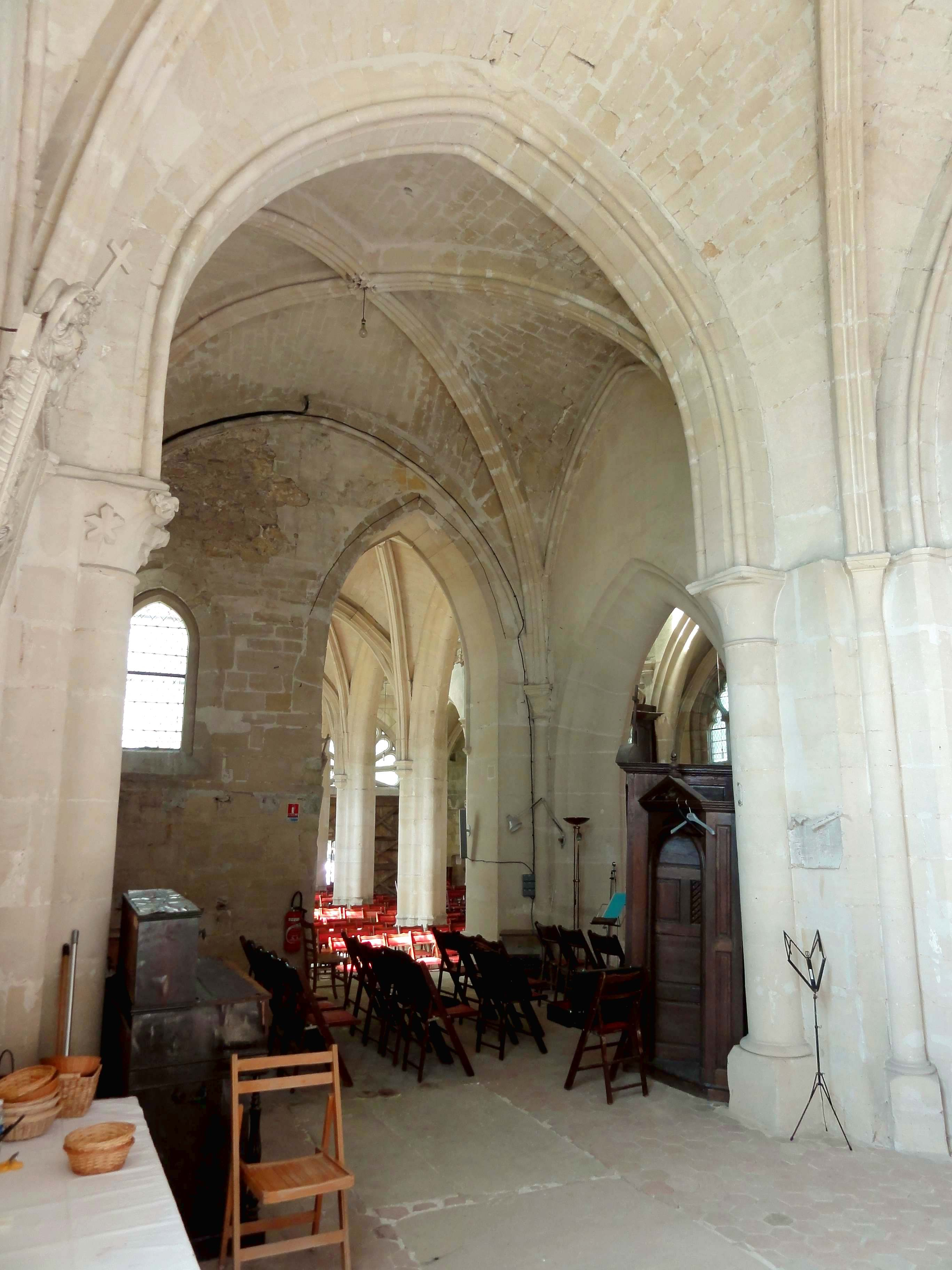
Chapelle latérale sud, vue vers l'ouest.
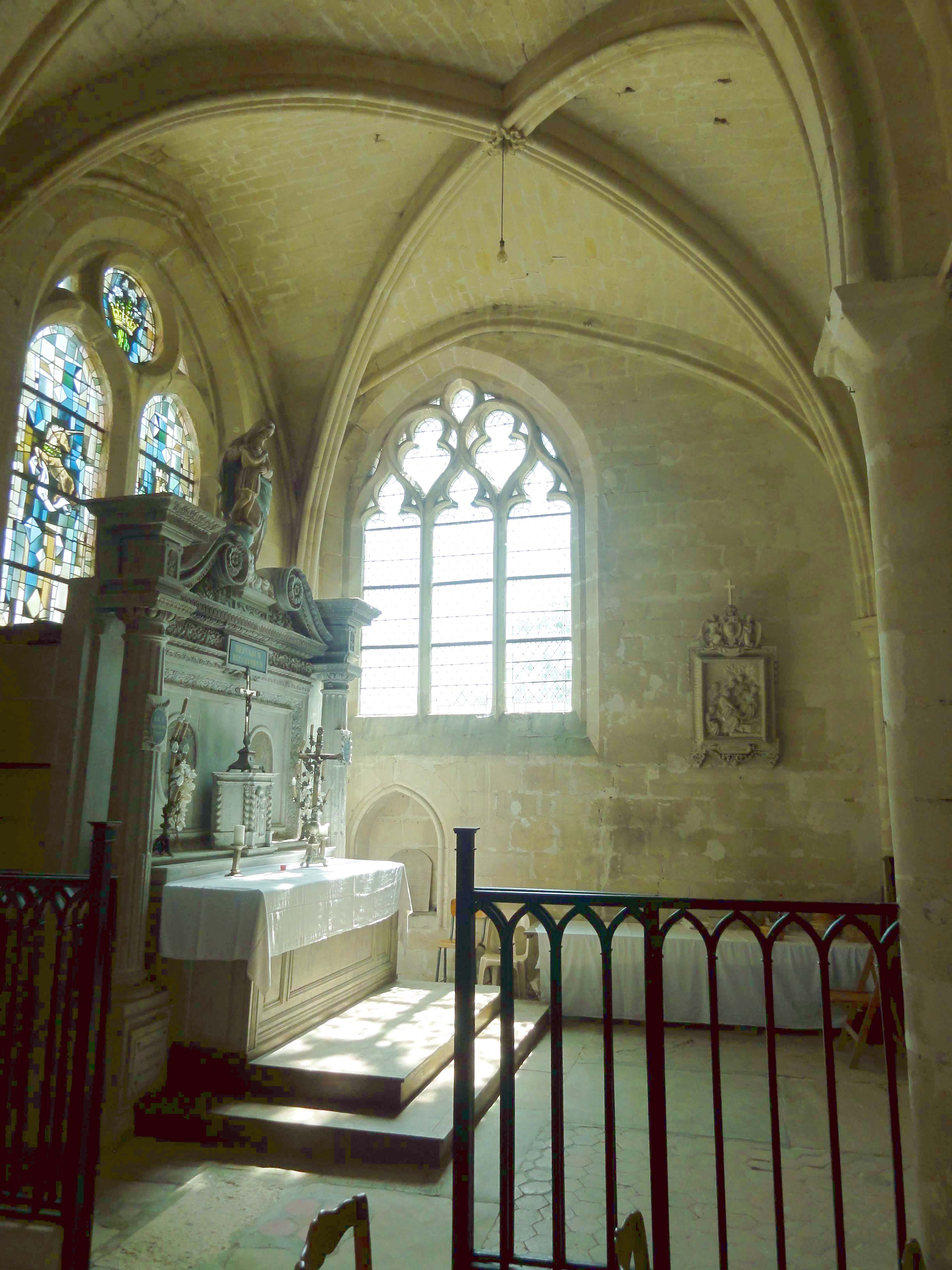
Chapelle latérale sud, vue vers le sud.
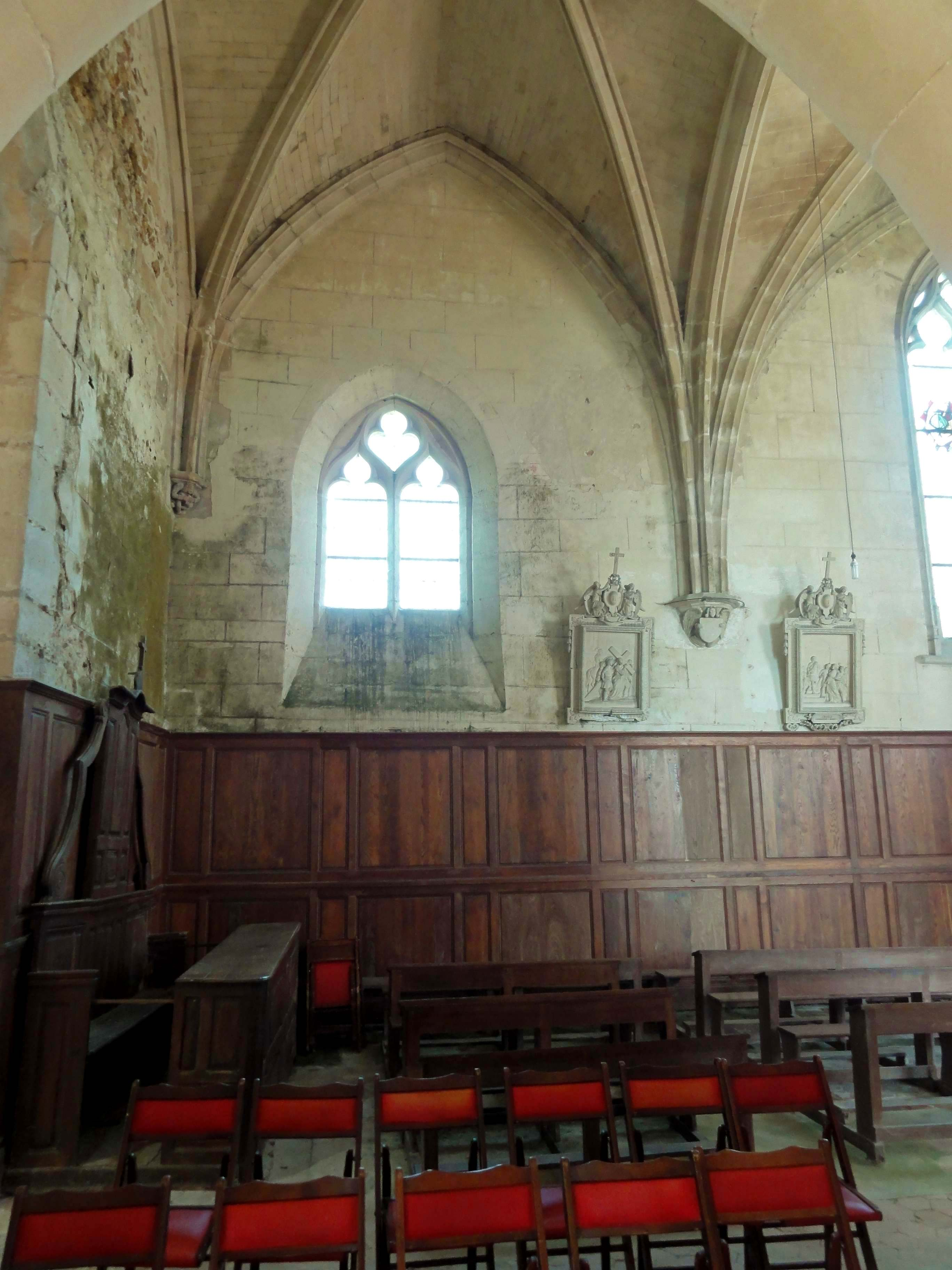
Croisillon nord, vue vers le nord.
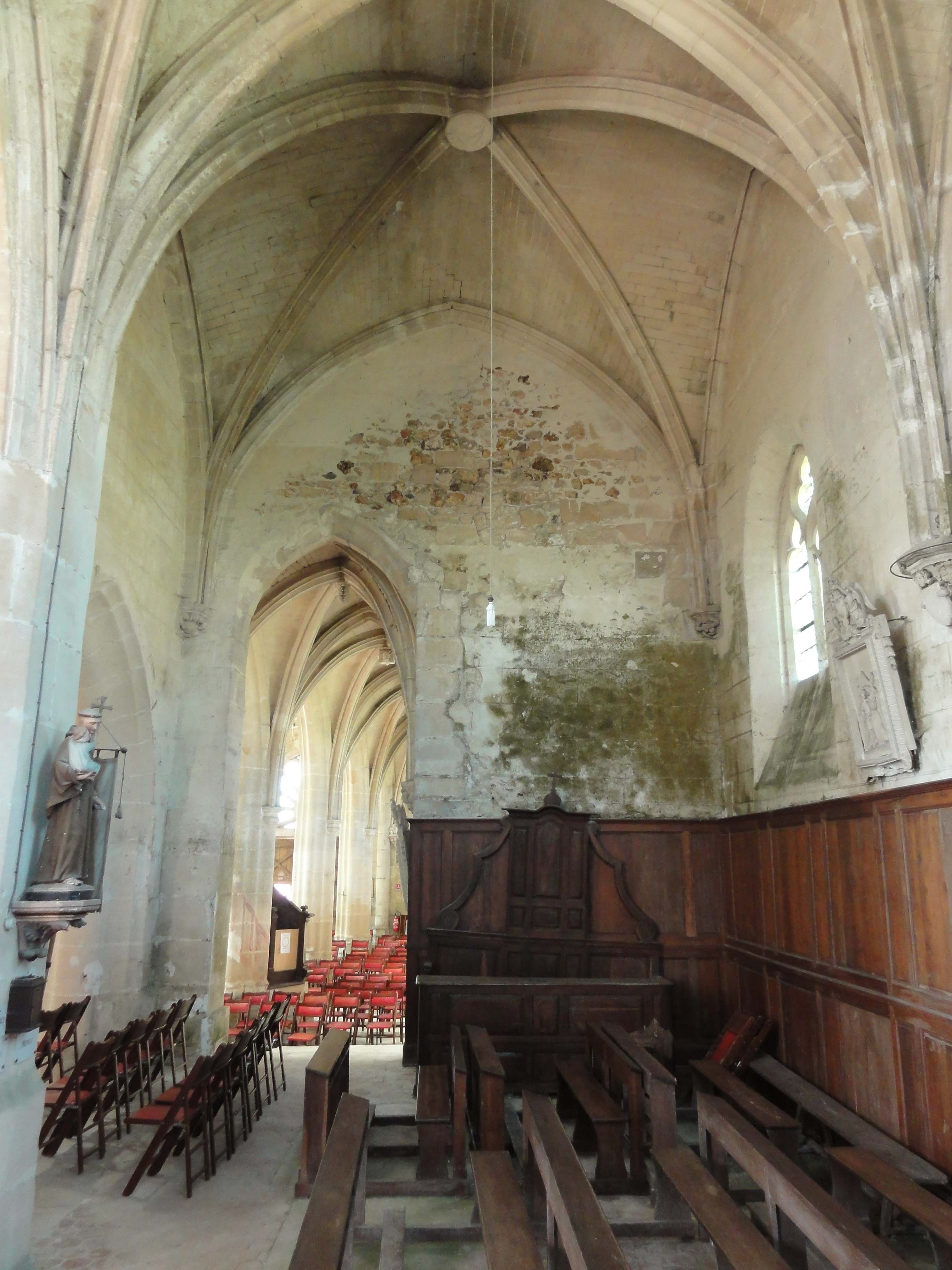
Chapelle latérale nord, vue vers l'ouest.
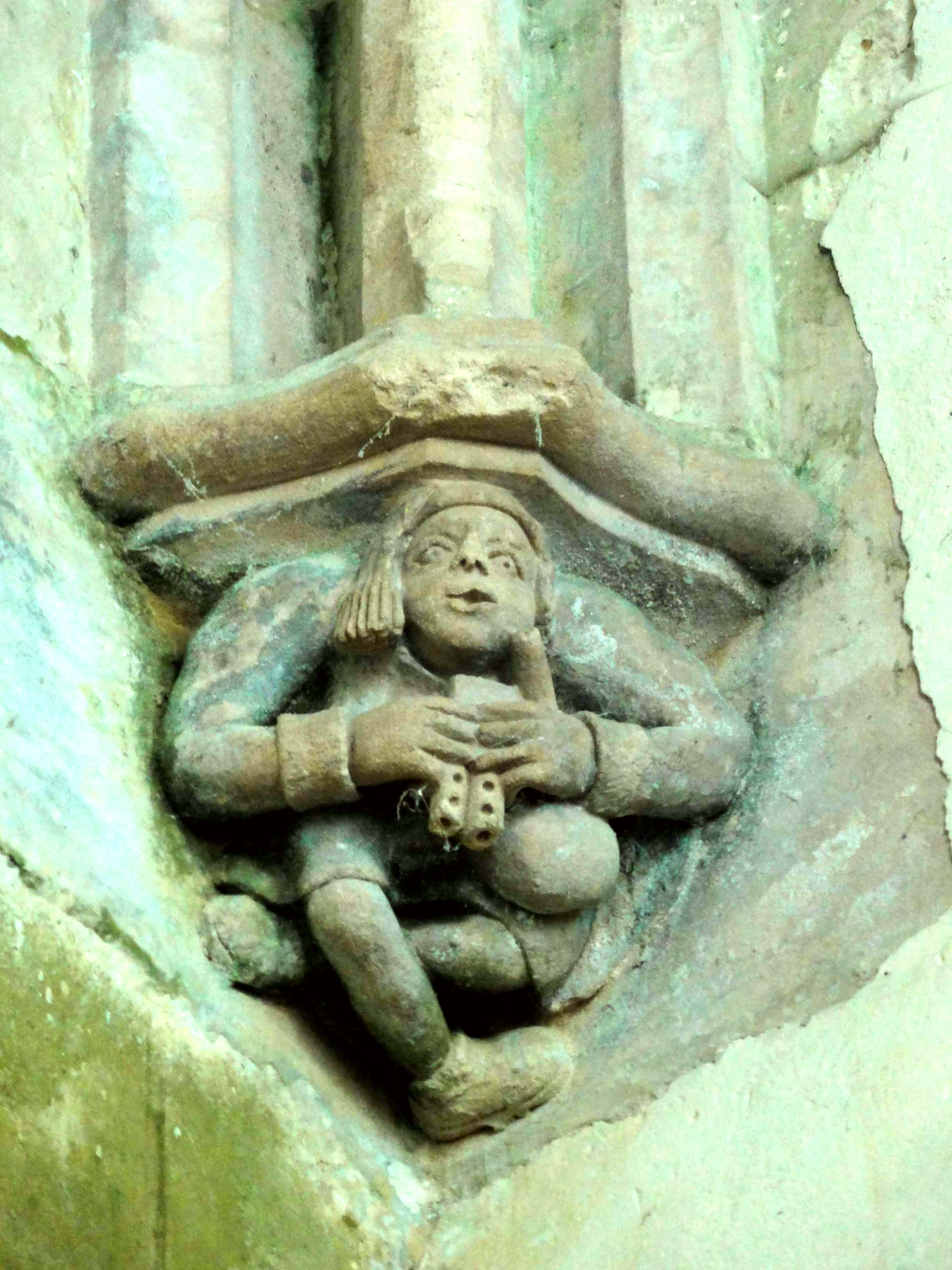
Croisillon nord, cul-de-lampe au nord-ouest.

### Extérieur

#### Façade occidentale

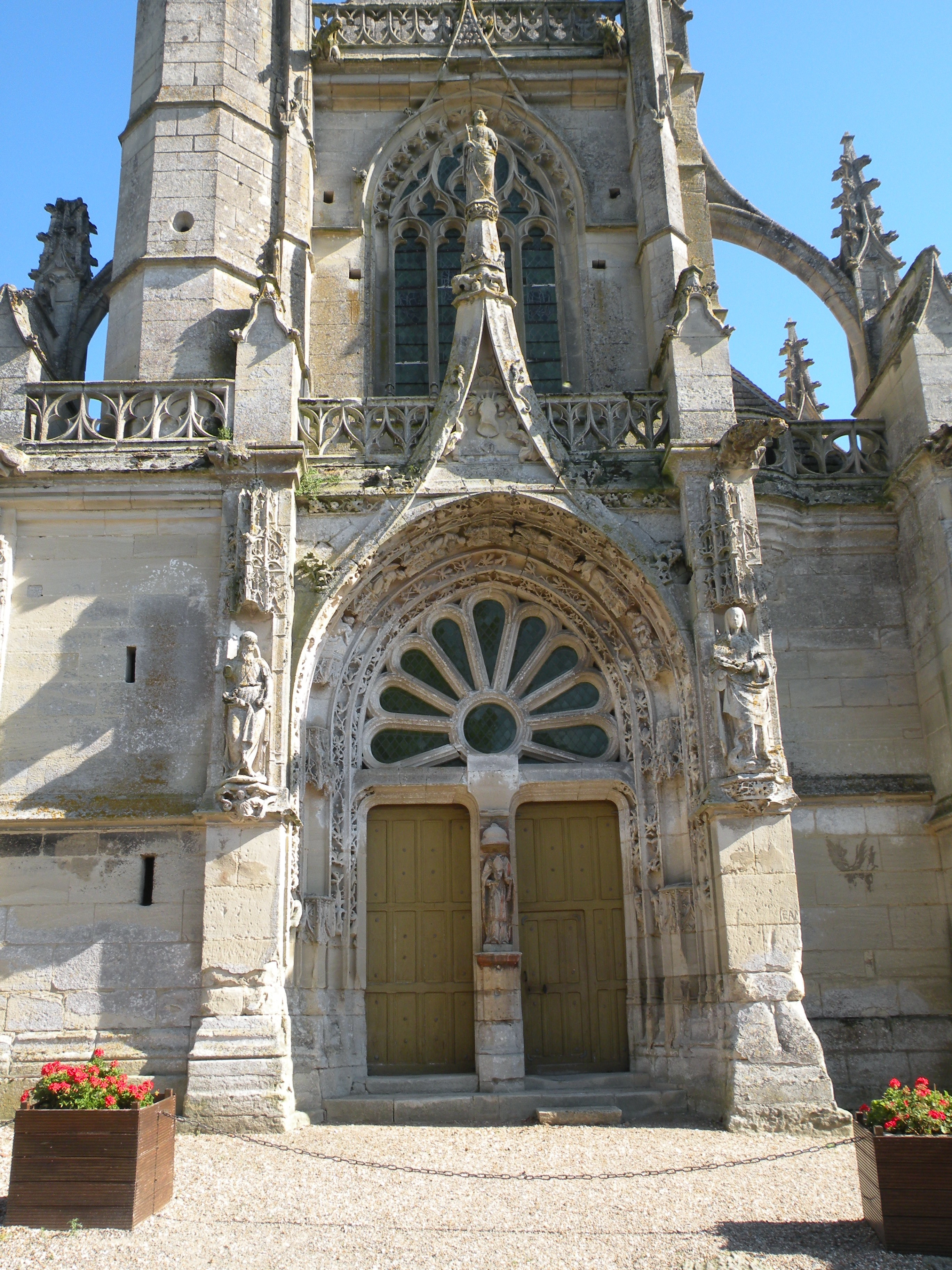
Façade occidentale.

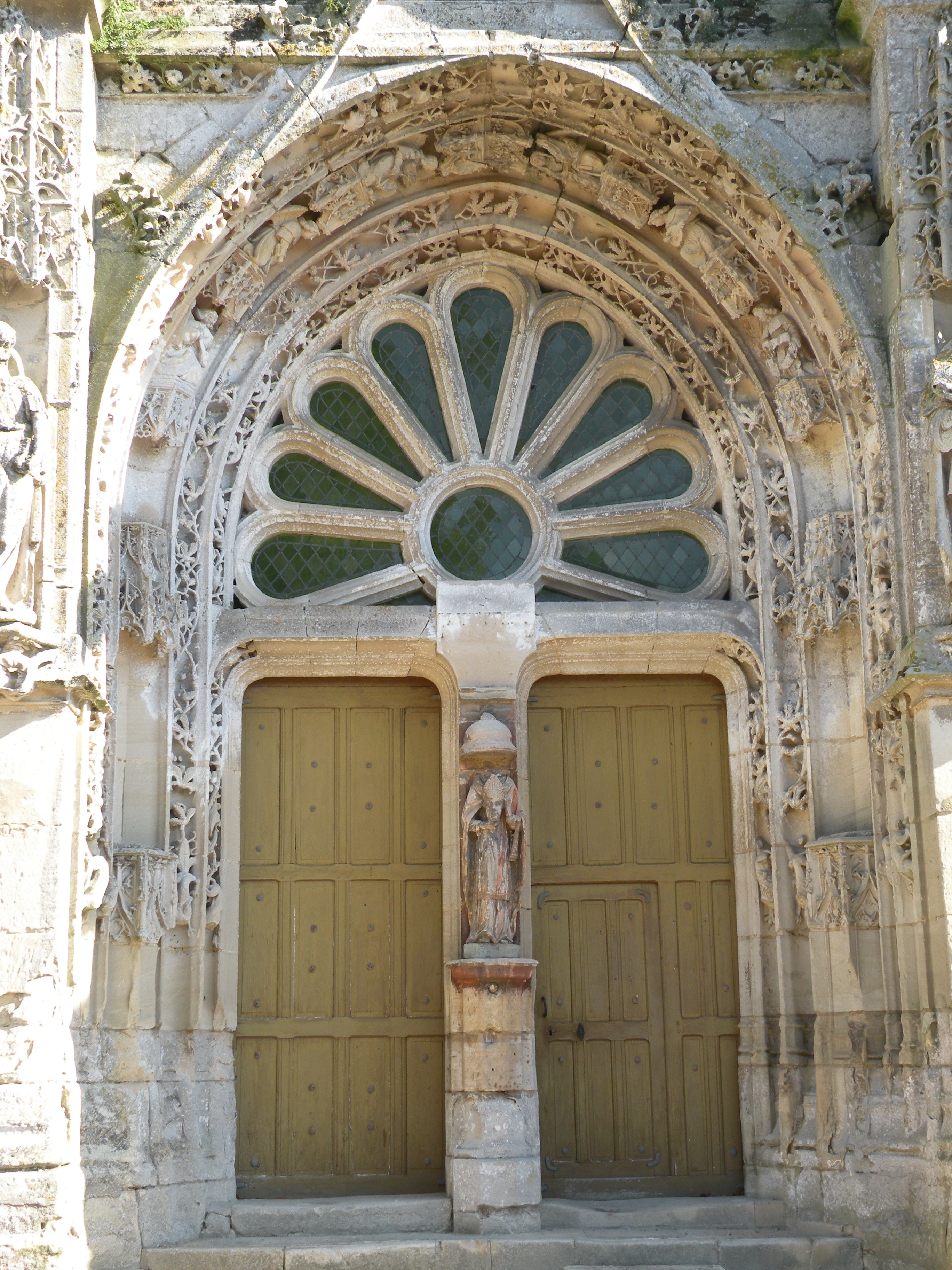
Portail occidental.

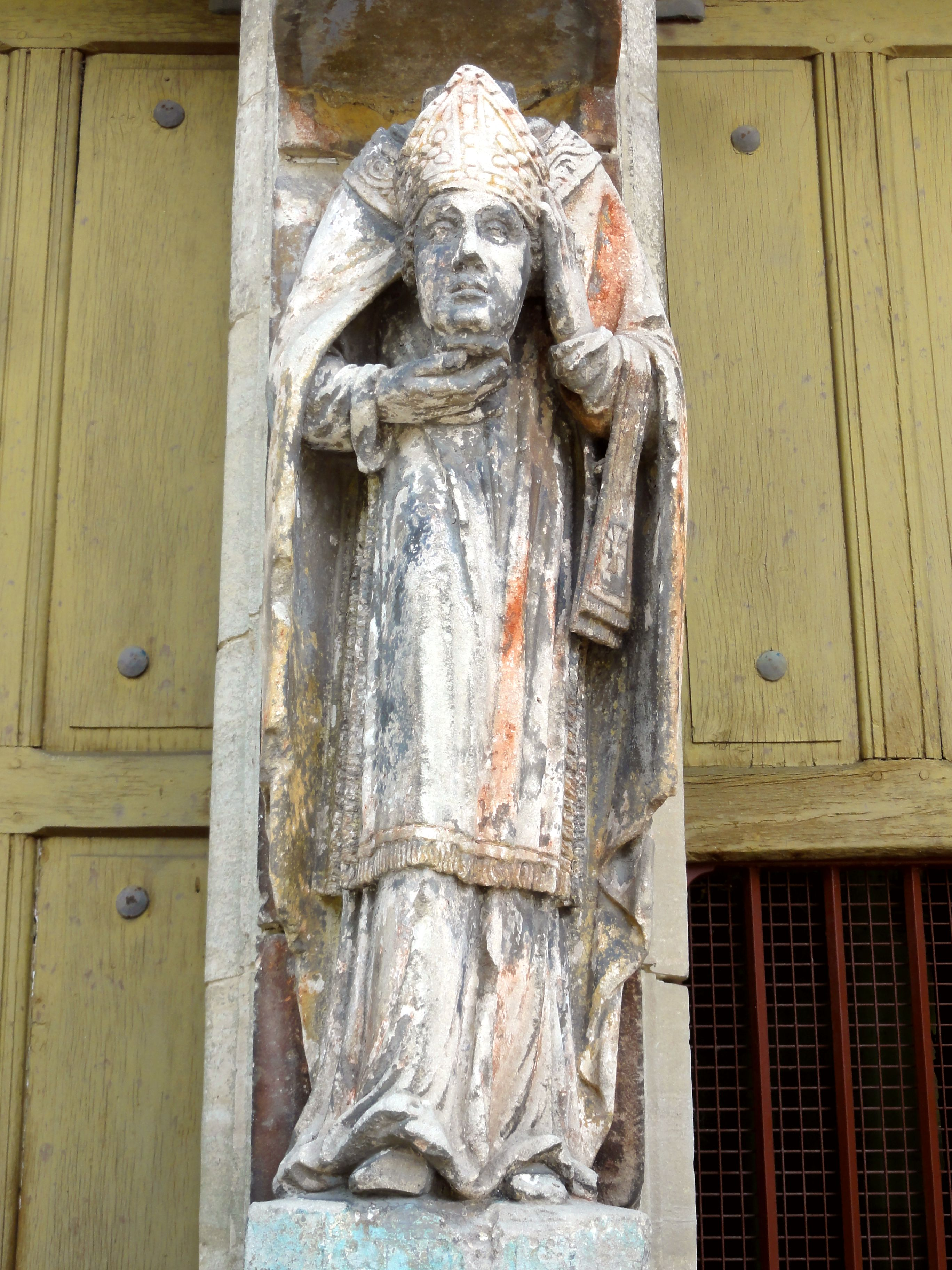
Statue de saint Denis céphalophore au trumeau.

La façade occidentale se caractérise par une ornementation flamboyante exubérante et une structuration très prononcée. Elle est subdivisée horizontalement en trois niveaux. Le premier niveau, qui est celui du portail, est placé en avant du mur de la nef et du bas-côté nord, et terminé par une balustrade à jour. La saillie compense la profondeur des voussures du portail, et permet de ne pas faire apparaître la cage d'escalier à ce niveau. Elle ne concerne pas le mur du bas-côté sud, ce qui n'est pas apparent à la première vue, car les contreforts se trouvent sur une même ligne. Au nombre de quatre, ils sont tous munis d'une grande niche à statue, avec une console agrémentée d'un personnage en buste dans le goût flamboyant, et un dais architecturé finement ciselé et largement ajouré, autrement élaboré que les dais à l'intérieur de la nef. Devant le premier et le dernier contrefort, deux gargouilles font saillie en haut de l'étage. Devant les deux contreforts qui flanquent le portail, il n'y a qu'une seule gargouille. Hormis deux meurtrières pour éclairer la cage d'escalier, les murs des bas-côtés sont aveugles. Ils se retraitent par une plinthe mouluré après les premières assises, et sont scandés par un larmier à mi-hauteur, qui contourne les contreforts. Reste à décrire le portail, dont seules les voussures et leur décor semblent authentiques. Les deux portes rectangulaires sont séparées par un trumeau, qui inclut une niche sans style, abritant une statue de saint Denis céphalophore. Les linteaux refaits, moulurés mais non sculptés, servent de seuil à la demi-rosace du tympan ajouré. Son remplage mou et simpliste, aux meneaux épais, contraste avec le soin apporté au reste de la façade. En revanche, le décor sculpté de la quintuple archivolte est tout à fait remarquable. Chacune des voussures a une largeur différente, et se poursuit sur les piédroits. Celle du milieu, qui est la plus large, fait exception, car elle renferme huit petites niches à statues avec consoles et dais, ainsi que deux grandes niches ménagées dans les piédroits. Quatre parmi les petites niches contiennent toujours des statuettes d'anges musiciens. Il y a deux autres statuettes : un ange tenant un phylactère, et un ange agenouillé qui présente un grand objet difficilement identifiable. La voussure supérieure renferme des pampres, et les trois autres defférents types de rinceaux de feuillages, toujours découpés à jour. Serans possède sans conteste le portail flamboyant le plus abouti dans la partie valdoisienne du Vexin, avant Cléry-en-Vexin, où l'on peut voir un remplage de tympan originel. Selon Maryse Bideault et Claudine Lautier, cette façade « séduit par le contraste total qu'elle présente avec l'intérieur de l'église ».
Le niveau du rez-de-chaussée est subdivisé verticalement en trois compartiments par deux contreforts pour la nef (qui ne sont pas les mêmes que plus haut, en raison de la saillie), et flanqué par d'autres contreforts aux angles, qui sont semblables à ceux devant le bas-côté sud. Ils abritent toutefois chacun une niche à statue pourvue d'un dais finement ciselé, et les statues sont même encore en place, même si celle à gauche a perdu le torse, les bras et la tête. Le segment de façade au centre du rez-de-chaussée est occupé par le portail, et le segment à sa gauche par la tourelle d'escalier. Le portail, avec deux portes séparées d'un trumeau doté d'une statue de saint Denis dans sa niche, est en arc brisé et présente un tympan ajouré par une demi-rosace de facture assez simple, refaite. Le  quadruple archivolte est surmonté par un gâble en accolade portant à son sommet une statue. Des niches à statue vides se trouvent également dans les piédroits du troisième archivolte. Dans sa voussure, il arbore huit autres niches à statues plus petites, dont six ont conservé des statues d'anges musiciens. Les trois autres archivoltes sont décorées de rinceaux. Le portail est influencé par celui de l'église Saint-Gervais-Saint Protais de Gisors, sans pour autant l'imiter.
Le motif de la balustrade sont des arcatures en plein cintre, qui inscrivent une accolade renfermant une tête trilobée. Deux mouchettes dissymétriques flanquent l'accolade. En son milieu, la balustrade est interrompue par une grande accolade, dont les deux flancs se détachent de l'extrados du portail. Ils sont garnis de feuilles frisées et de lézards, motif assez rare. En haut, une couronne relie les deux flancs, et une statue de saint Pierre forme le couronnement. L'espace circonscrit par les deux flancs devait arborer un emblème héraldique en bas-relief, bûché à la Révolution. Subsistent encore des vestiges des deux personnages qui l'encadraient, et les lambrequins qui le coiffait. Cette grande accolade appartient au second niveau d'élévation. Avec sa statue, elle est aussi haute que la fenêtre occidentale de la nef, à laquelle elle se superpose. Le remplage de la fenêtre se compose de quatre formes en plein cintre, qui inscrivent des têtes trilobées, qui sont surmontées deux par deux par des accolades. Celles-ci renferment chacune un soufflet. En haut, au sommet de la baie, les flancs des accolades se rejoignent, et délimitent ainsi un grand soufflet, qui est subdivisé en deux soufflets plus petits. Deux gorges entourent la baie. La première voussure est festonnée au niveau de l'arc de la baie. L'extrados donne de nouveau naissance à une accolade, qui est seulement ébauchée, et nettement plus petite que la précédente. Elle se superpose à l'encorbellement qui permet le passage d'une coursière devant le troisième niveau, ainsi qu'à la balustrade de ce dernier niveau. Le motif de la balustrade est différent de l'autre. Elle est formée par des arcatures trilobées inversées, ainsi que par des accolades inversées, qui retombent sur des culs-de-lampe suspendus. Au début et à la fin de l'accolade, une gargouille jaillit. Le troisième niveau, derrière la balustrade, n'appelle que peu de remarques : c'est le niveau du pignon de la nef, qui est percé d'une petite porte, ainsi que d'un grand oculus aujourd'hui muré, et dont les rampants sont peuplés de créatures fantastiques. Une croix en antéfixe tout simple forme le couronnement. Plus intéressants sont les contreforts de la nef au second niveau. Il y en a un seul à gauche, du fait de la présence de la cage d'escalier qui remplace le deuxième, et deux à l'angle sud-ouest. Bientôt après la balustrade, ils passent du plan rectangulaire vers un plan pentagonal, et diminuent d'épaisseur. La retraite est rachetée par un chaperon muni d'un gâble, dont les rampants en forme de S, ainsi que les formes en plein cintre apparaissant dans les balustrades et la fenêtre, sont symptomatiques du ramolissement des formes à la fin de la période flamboyante. À partir de la retraite, les contreforts se présentent par un angle saillant, ce qui permet la décoration par des clochetons plaqués, peu avant la fin du second niveau d'élévation, et l'amortissement par des pinacles garnis de crochets. À côté de ces contreforts, la tourelle d'escalier octogonale paraît très banale. Ses murs sont scandés par deux larmiers, mais restent sinon nus. Ils sont percés d'un minuscule oculus en bas, et de plusieurs trous carrés au sommet. Le dôme garni de crochets qui coiffe la tourelle se caractérise par le profil en doucine de ses huit segments.

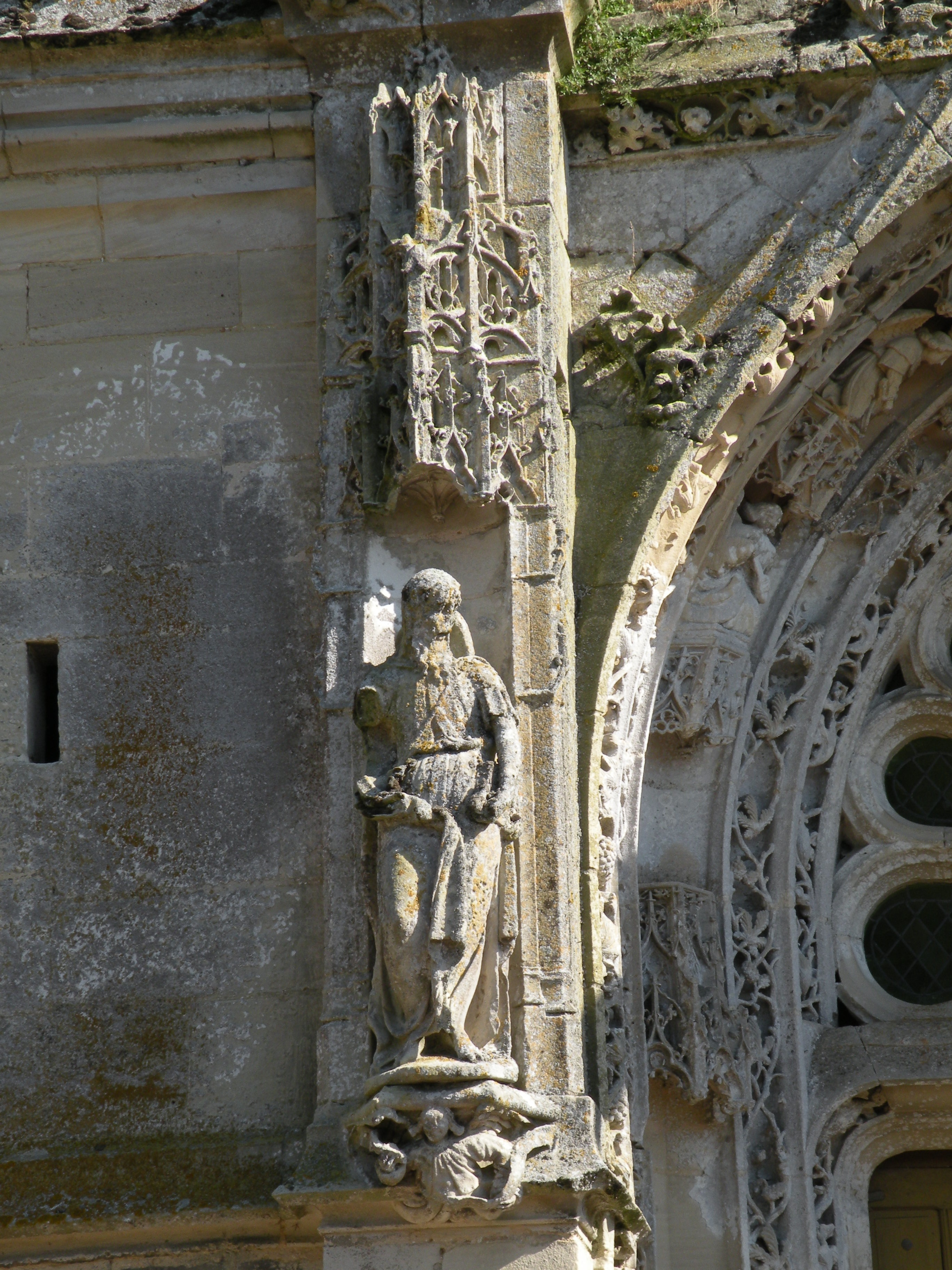
Niche à statue sur un contrefort, au 1er niveau.
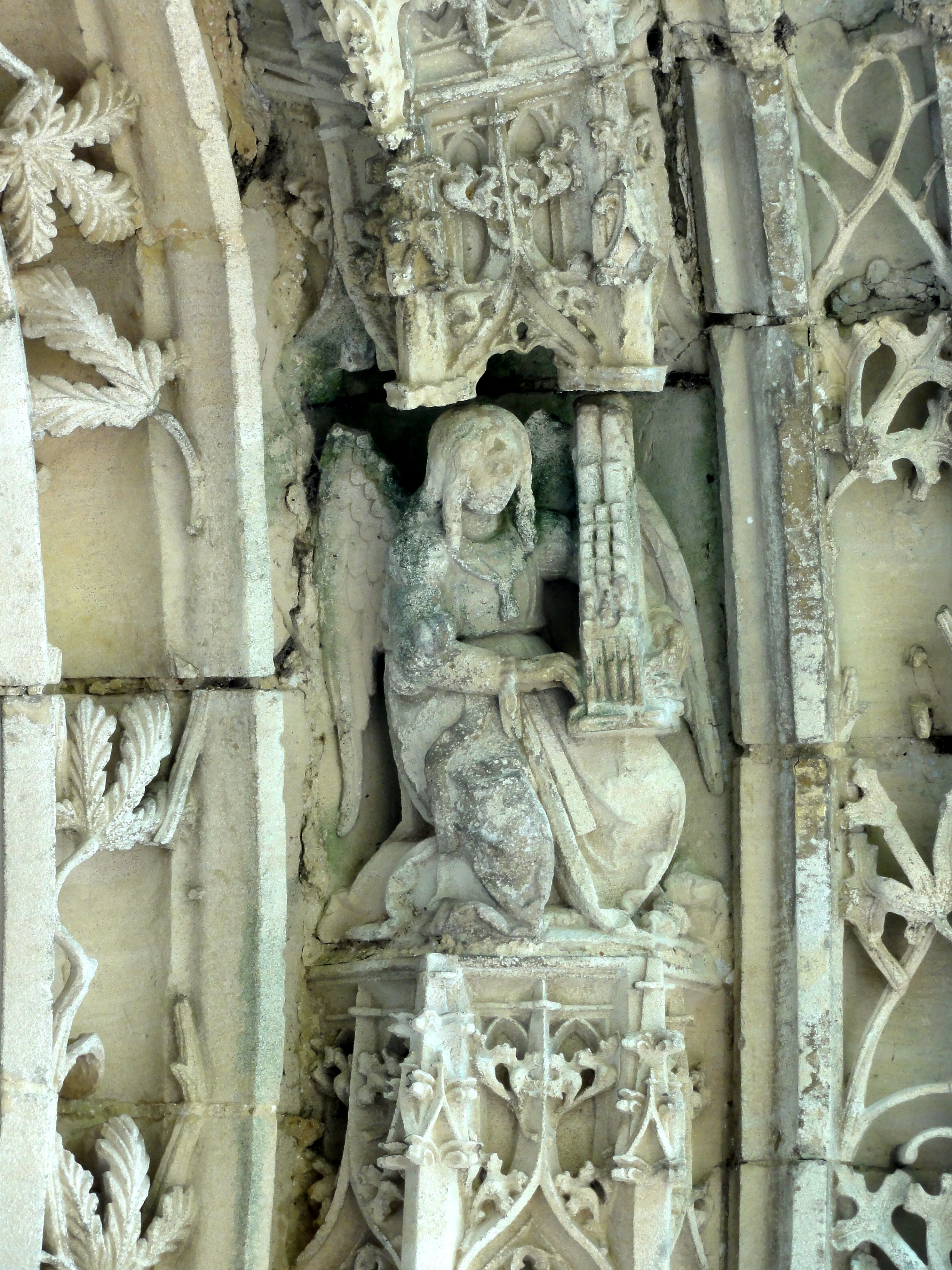
Ange de l'archivolte (en haut, à droite).
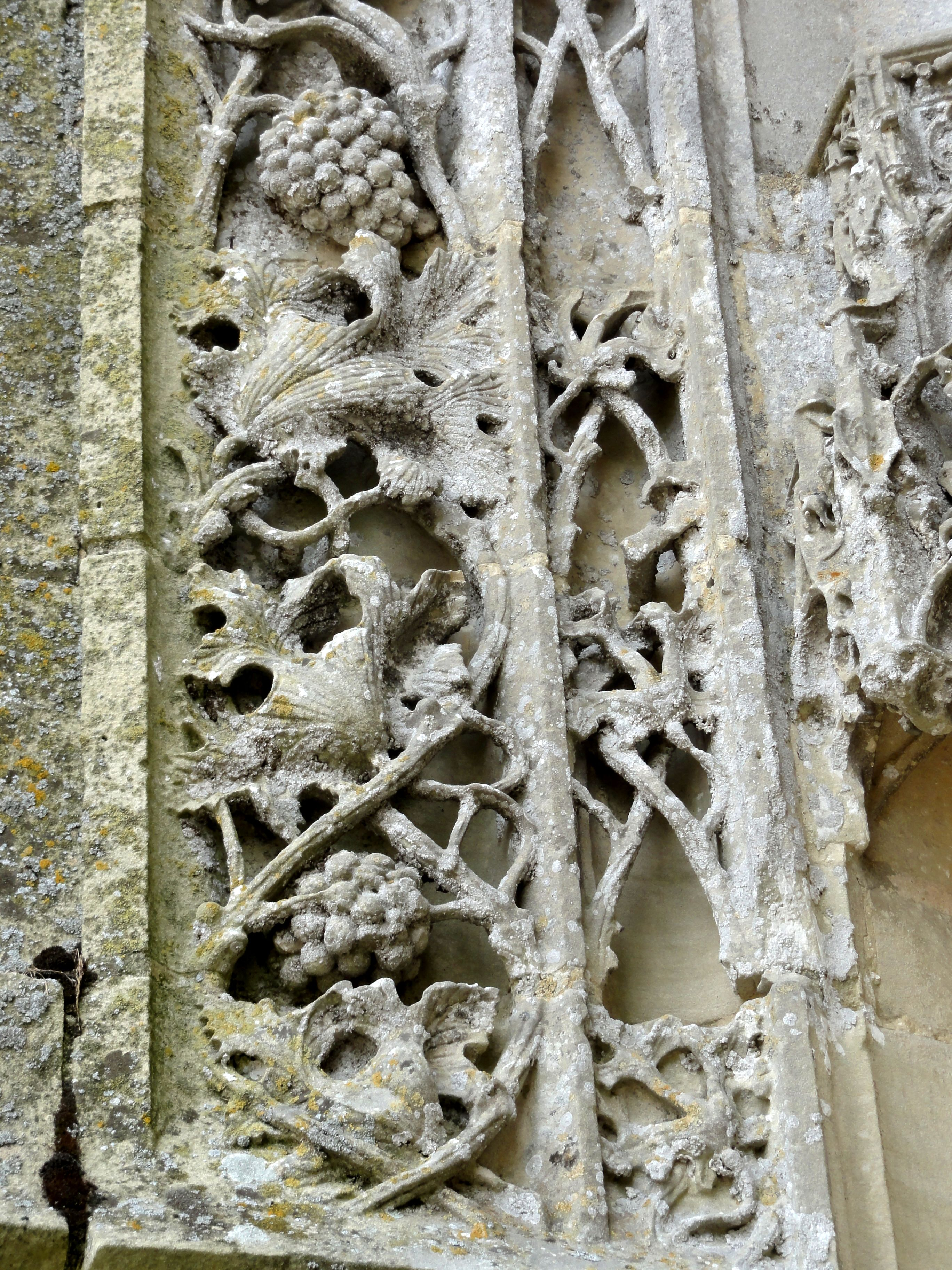
Frise de pampres dans une voussure du portail.
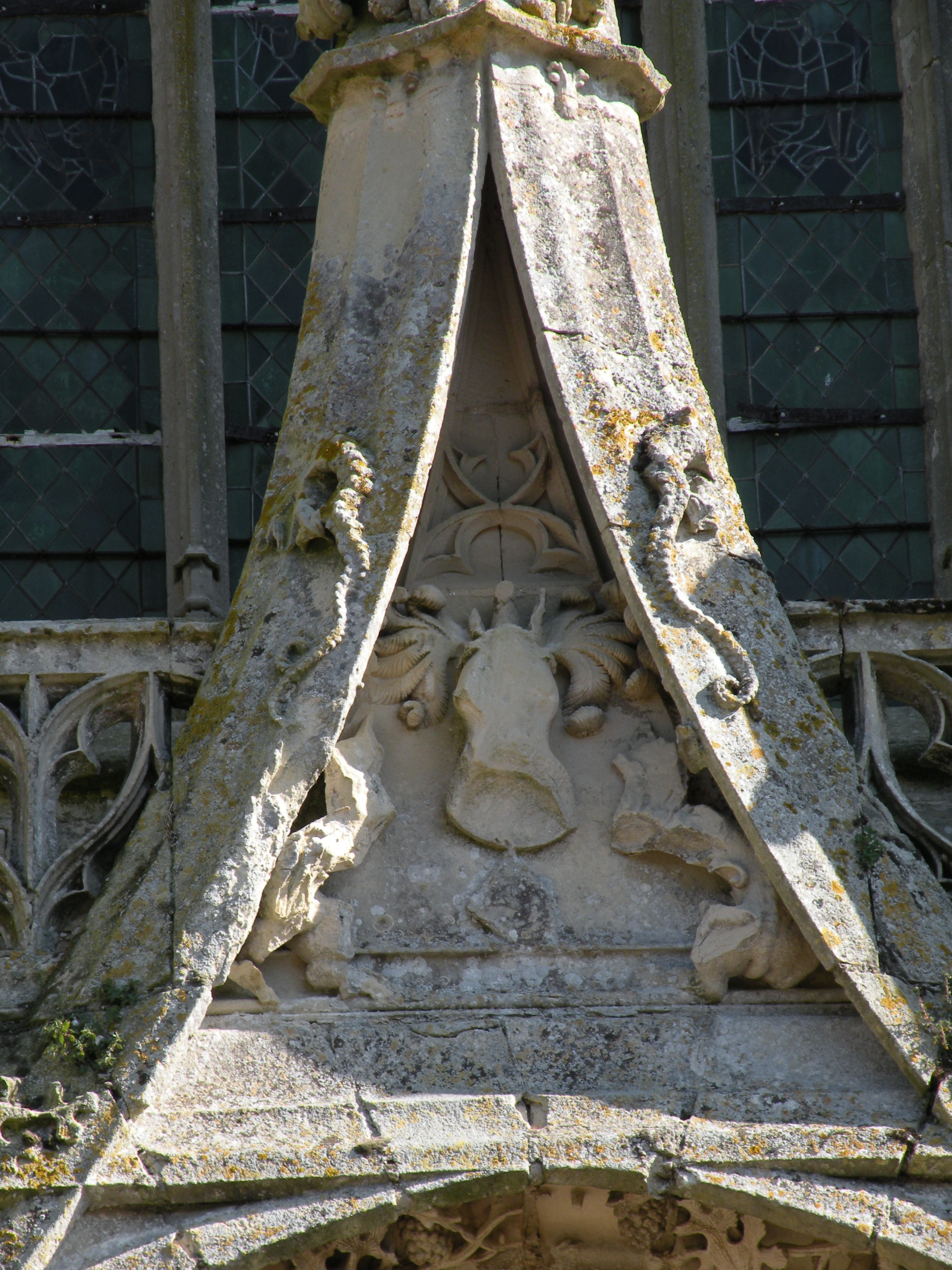
Détail de l'accolade dominant le portail.
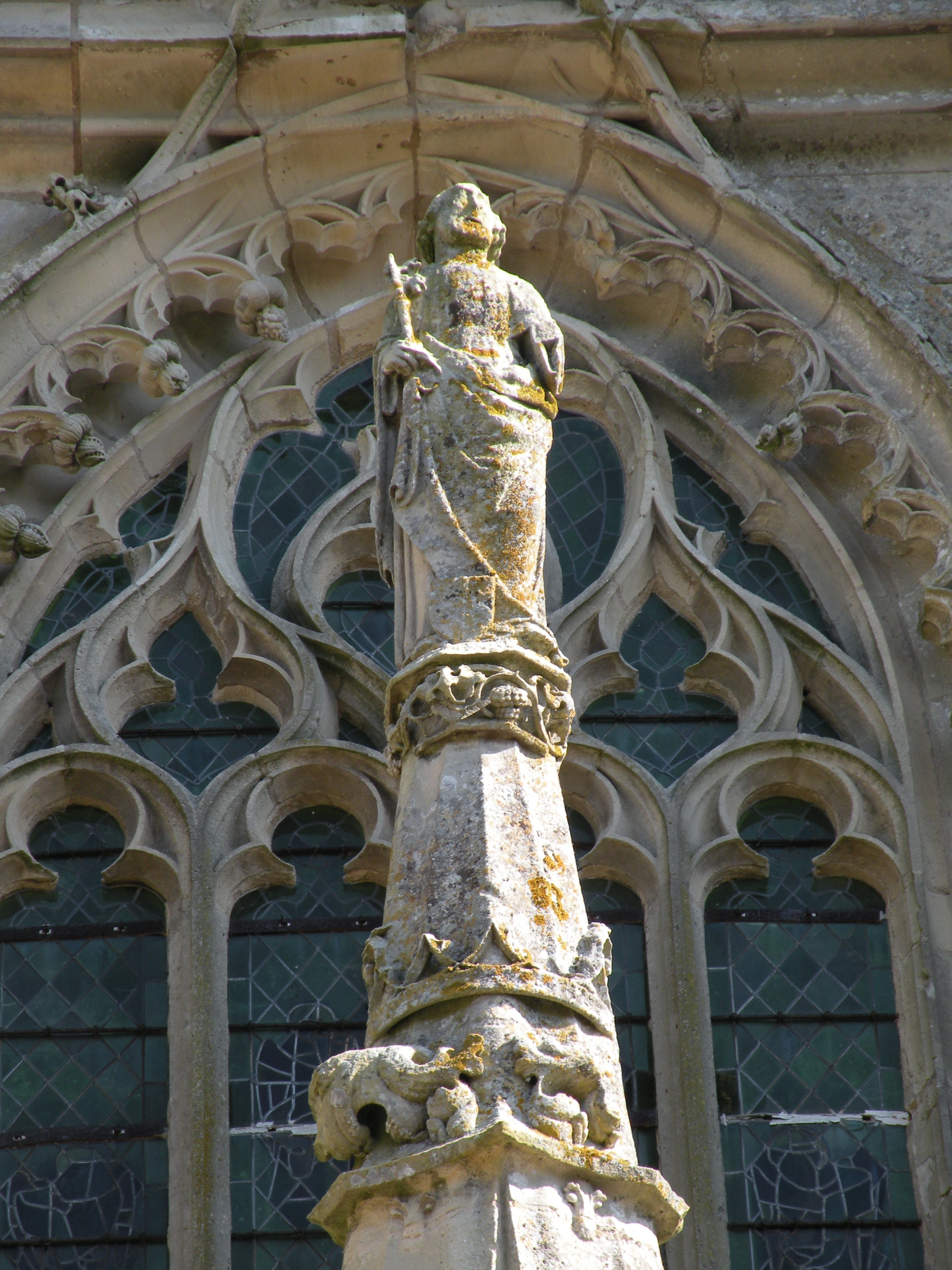
Statue de saint Pierre couronnant l'accolade.
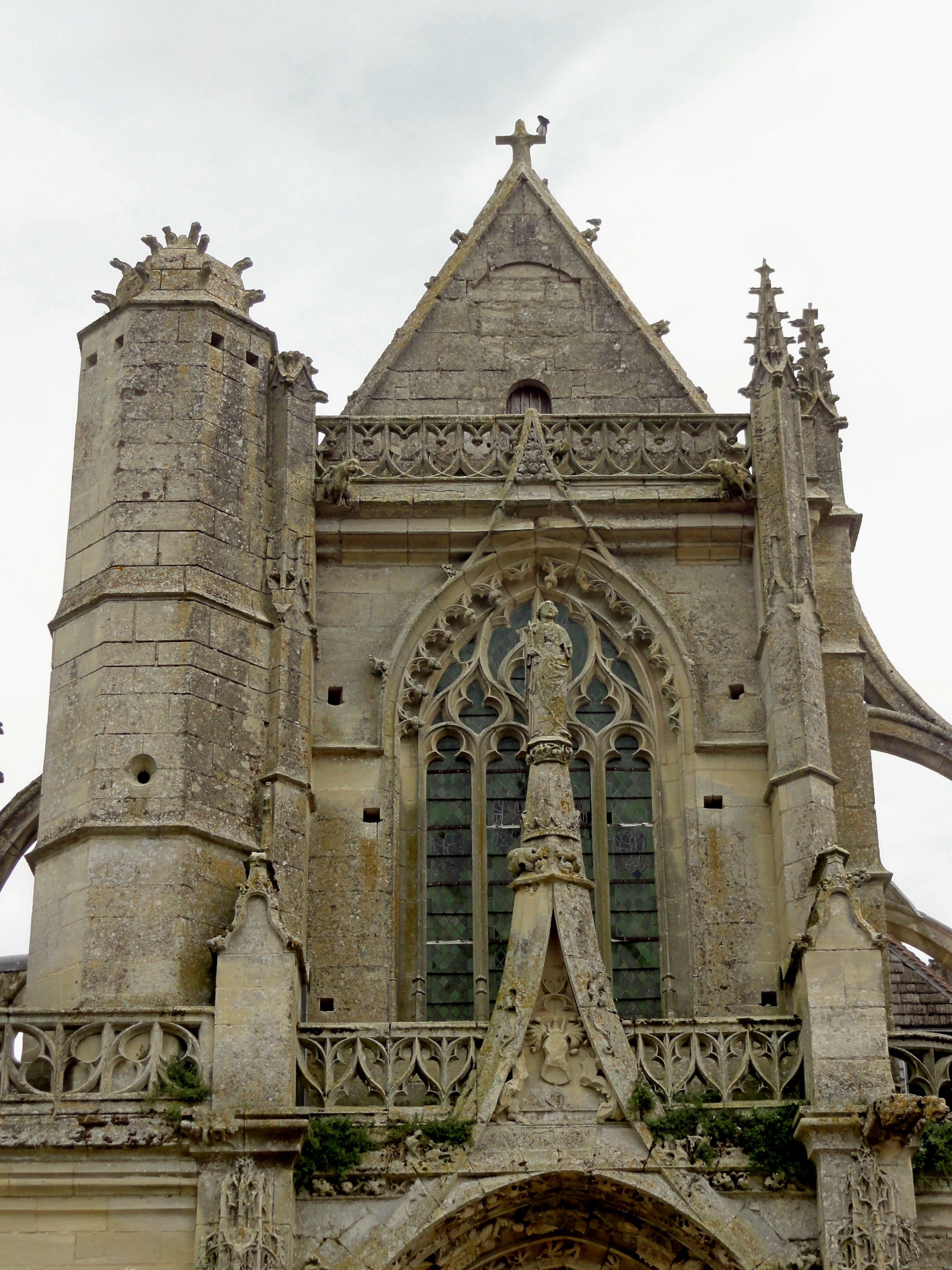
Parties hautes.

#### Élévations latérales de la nef et des bas-côtés

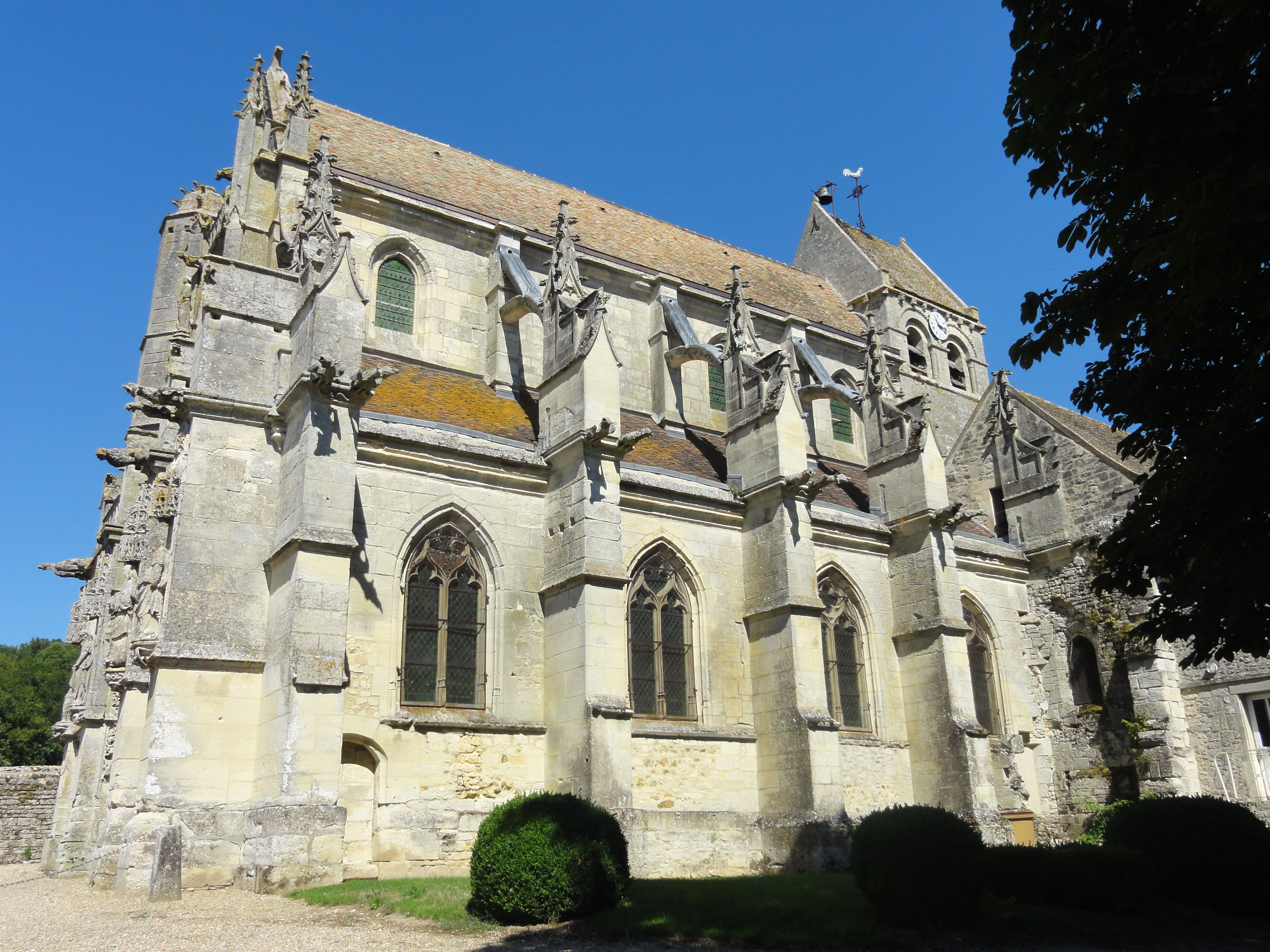
Vue depuis le sud-ouest.

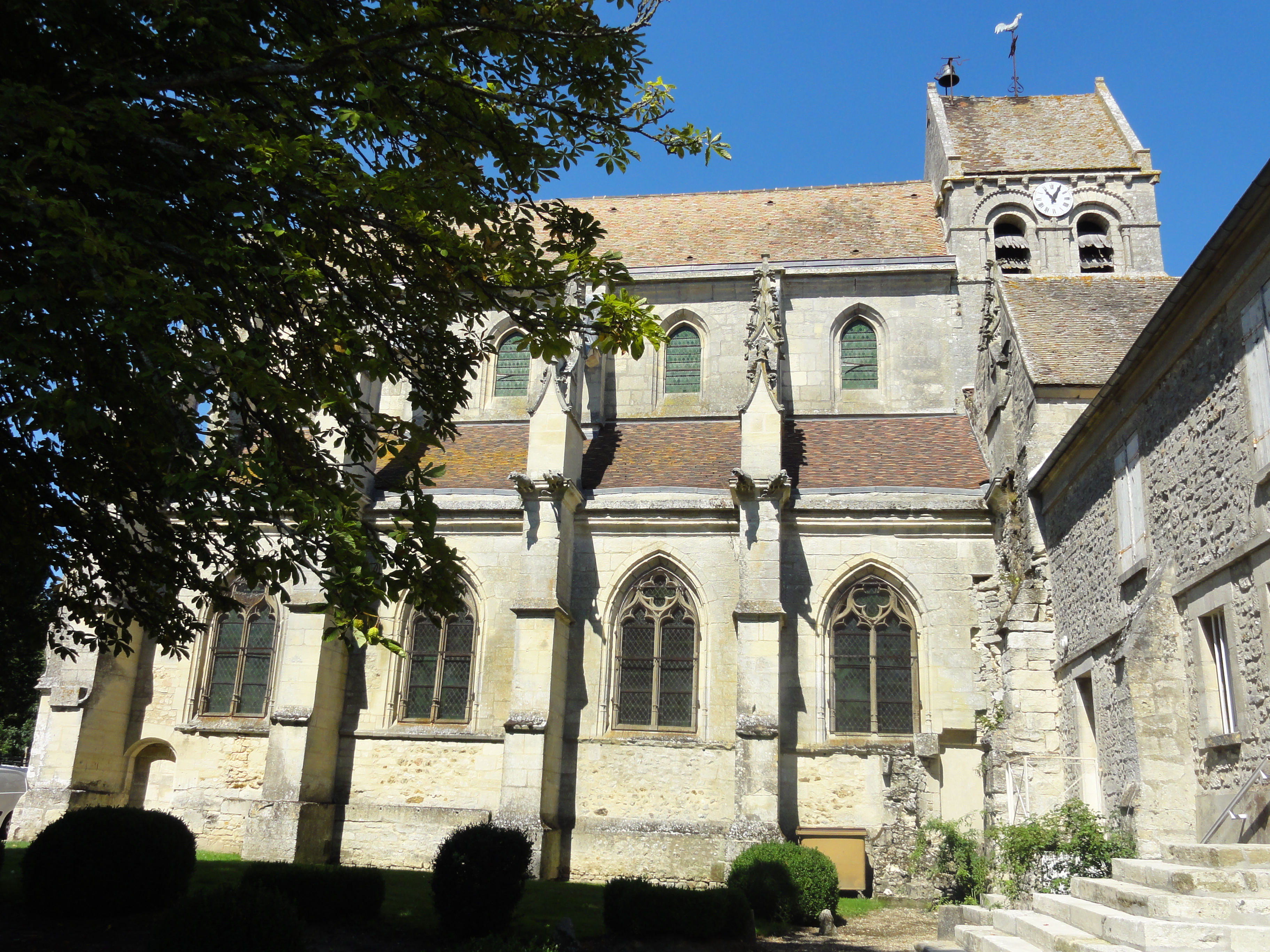
Vue depuis le sud.

Les élévations latérales de la nef et des bas-côtés partagent certains caractéristiques avec la façade. Ce sont notamment les corniches, de deux profils différents, qui prolongent latéralement les profils des encorbellements supportant les balustrades des galeries de circulation. Les pinacles sont assez semblables, mais non identiques, et ils ne sont pas plantés obliquement. Les contreforts des bas-côtés sont scandés par deux larmiers et non par un seul. Le premier larmier ne concerne que la face frontale des contreforts, mais au même niveau, un larmier analogue marque la limite des allèges et sert d'appui aux fenêtres. Le second larmier se situe au niveau des impostes des fenêtres et est présent sur les trois faces des contreforts. La corniche passe par ailleurs autour des contreforts et deux gargouilles font saillie à ce niveau. Au-delà, les contreforts se continuent en tant que culées aux arcs-boutants des murs gouttereaux de la nef. Après les cinq premières assises, les culées se retraitent par un chaperon, dont le gâble est formé par une simple accolade sommée d'un fleuron, aux rampants garnis de minuscules crochets végétaux. Placée en retrait, la partie supérieure des contreforts est de plan carré, mais la transition n'est pas abrupte. Elle s'opère par un socle cubique intégré dans le chaperon, qui est relié à la partie supérieure du contrefort par un glacis galbé. Au-dessus du point où l'arc-boutant à double volée rejoint la culée, celle-ci cède la place à un pinacle (les chaperons et les pinacles manquent sur la deuxième, la troisième et la quatrième culée au nord). La volée inférieure est en quart-de-cercle. Elle n'est pas munie d'un chéneau et par conséquent les culées ne portent pas de gargouilles. La volée supérieure est une traverse diagonale, qui, quant à elle, est équipée d'un chéneau, qui évacue les eaux pluviales des gouttières de la nef et les déverse sur les toits en appentis des bas-côtés. Au niveau des murs hauts de la nef, les volées des arcs-boutants sont englobées dans des contreforts de section carrée, qui butent contre la corniche de la nef, sans aucune forme de couronnement. Reste à mentionner que les pourtours des fenêtres sont entourés des mêmes moulures avec bases qu'à l'intérieur. Par rapport à la façade occidentale, quelques simplifications ont permis de dégager des économies lors de la construction : la plinthe moulurée à la limite du soubassement manque et les murs sont en moellons irréguliers jusqu'à mi-hauteur des fenêtres, ou seulement jusqu'au premier larmier, en fonction des travées.

#### Clocher et parties orientales

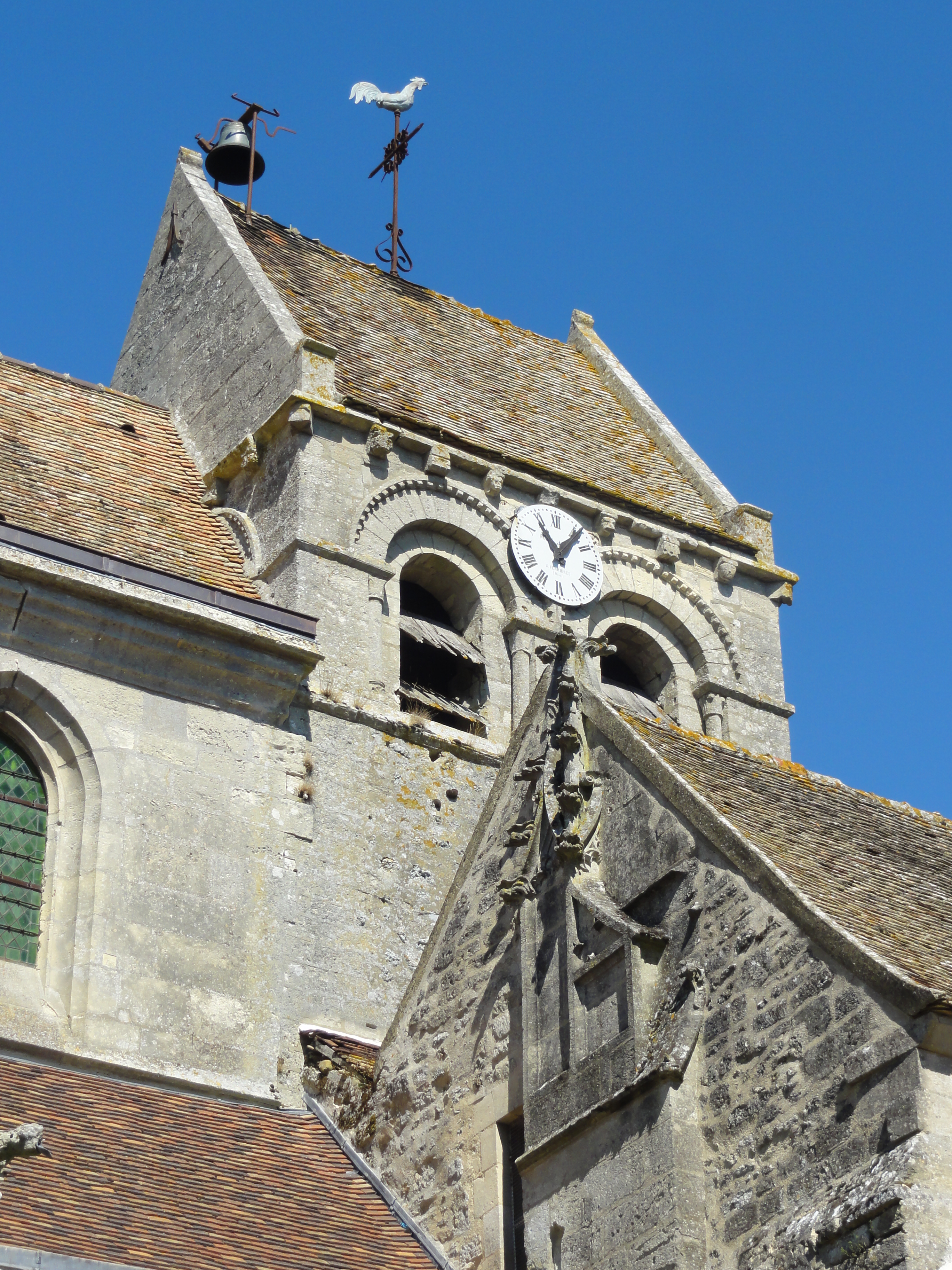
Clocher, côté sud-ouest.

Le clocher en bâtière du second quart du XIIe siècle est bâti en moellons, sauf pour les pourtours des baies, les blocs moulurés et les pignons. Il comporte un étage intermédiaire aveugle, seulement partiellement visible derrière les toitures des croisillons, et l'étage de beffroi. Elle est d'une facture assez rustique, et d'un style assez peu influencé par les courants d'architecture régionaux du Vexin et du Beauvaisis. Chaque face est percée de deux baies abat-son en plein cintre, qui prennent appui sur un bandeau sommairement mouluré d'une plate-bande, d'une rainure et d'un biseau. Les baies sont à deux rangs de claveaux. Le rang de claveaux inférieur retombe sur les piédroits sans interposition de tailloirs ni chapiteaux, tandis que le rang de claveaux supérieur retombe sur une tablette moulurée analogue au bandeau signalée. Elle court tout autour l'étage. Les piédroits prennent ici la forme de colonnettes à chapiteaux. Certaines corbeilles sont seulement épannelées de sorte à suggérer un motif de feuilles plates ; d'autres sont sculptées de volutes d'angle et de feuilles plates. Les fûts sont monolithiques et solidaires des chapiteaux et bases, mais il est vrai que la hauteur représente seulement cinq assises et demi, et la hauteur des jambages dépasse à peine la largeur de l'ouverture des baies. Enfin, chaque baie est surmonté d'un cordon de billettes. L'étage de beffroi se termine par une corniche de modillons sculptés de masques, qui est même présent sur les faces des pignons, ce qui est loin d'être la règle.
En bas du clocher, au sud, l'on aperçoit le mur occidental du croisillon sud, qui se caractérise par un appareil particulièrement disparate, avec des traces de reprises, des manques dans le parement, et un pan oblique en haut de l'angle rentrant qui fait le lien avec le bas-côté sud. L'on voit que l'appareil en pierre de taille du mur du bas-côté s'arrête un peu avant l'angle, ce qui démontre que la nef et les bas-côtés remplacent une construction plus ancienne des mêmes dimensions. À droite du croisillon, subsiste un contrefort de la première période gothique, qui n'atteint que les deux tiers de la hauteur du mur. Il se retraite une fois par un larmier, et s'achève par un glacis formant larmier. Assez curieusement, une culée d'arc-boutant est englobé dans le pignon, alors qu'il n'y a pas de contrefort pour la supporter à cet endroit, et encore moins d'arc-boutant. Comme déjà signalé, le mur méridional du croisillon n'est pas visible, car attenant à, l'ancien prieuré. C'est un bâtiment à deux niveaux sans grand caractère, dont la façade conserve toutefois deux contreforts du même type que celui du croisillon. Quant au chevet, il ne suscite que peu de remarques, car l'architecture y est purement fonctionnelle. La chapelle latérale sud et l'abside sont bâties en pierre de moyen appareil et épaulées par deux contreforts orthogonaux par angles, tandis que la chapelle latérale nord et le croisillon contigu sont bâtis en moellons irréguliers, et munis d'un contrefort biais à l'angle nord-est. Les premiers sont scandés par un larmier présent sur la face frontale seulement, et le dernier par un larmier présent sur les trois faces. Tous les contreforts s'amortissent par un glacis formant larmier. Quelques traces de reprises et des restes de campagnes de construction plus anciennes sont visibles sur le croisillon nord. Un contrefort plat roman subsiste à droite du contrefort gothique à l'intersection avec la chapelle. En haut à droite du mur septentrional, existe une porte rectangulaire partiellement bouchée, avec linteau et arc de décharge en plein cintre. Elle devait permettre l'accès aux combles. L'angle nord-ouest est épaulé par un contrefort unique de plan carré, moins élevé que les autres, mais munis de larmiers du même type.

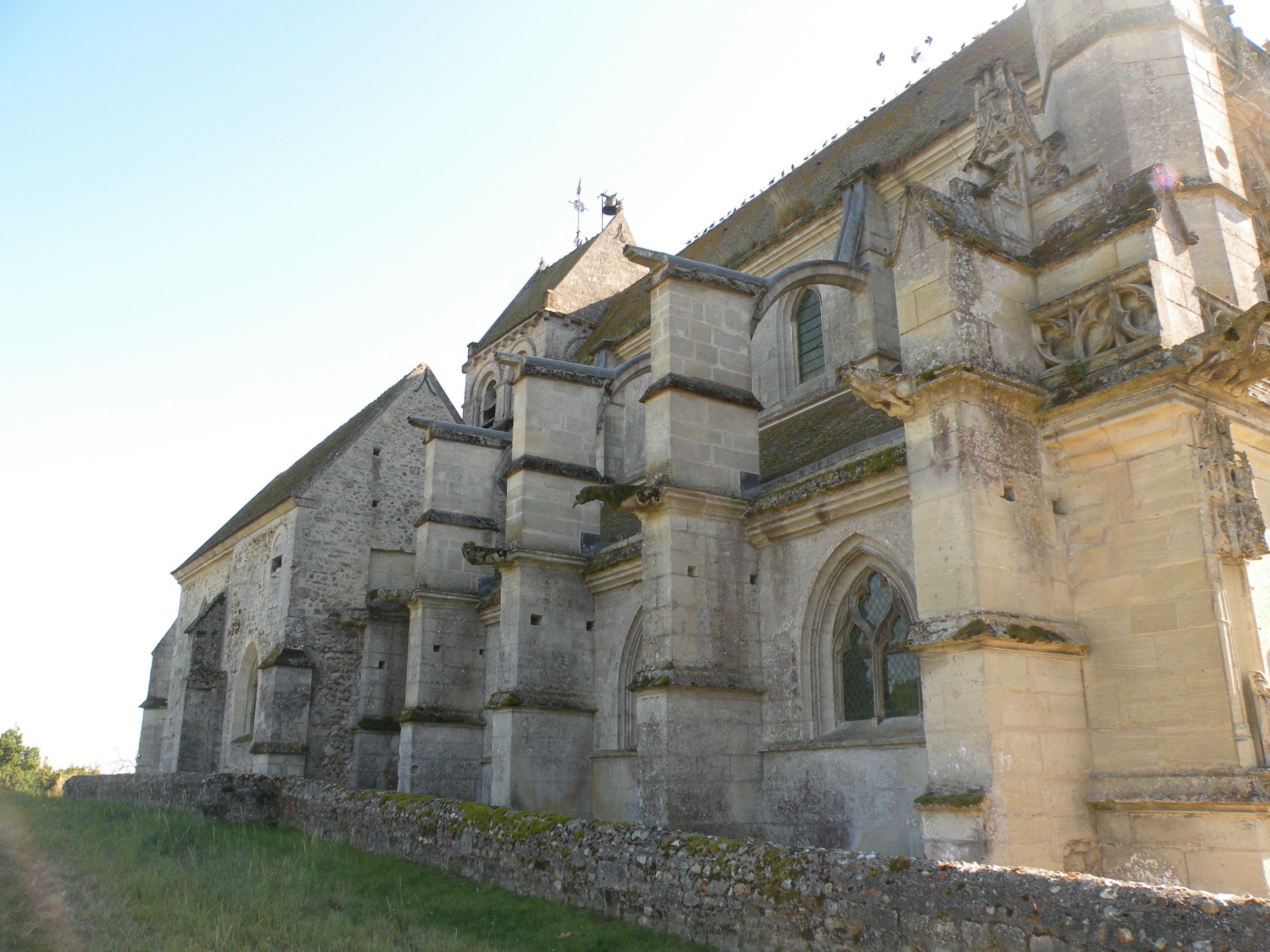
Flanc nord.
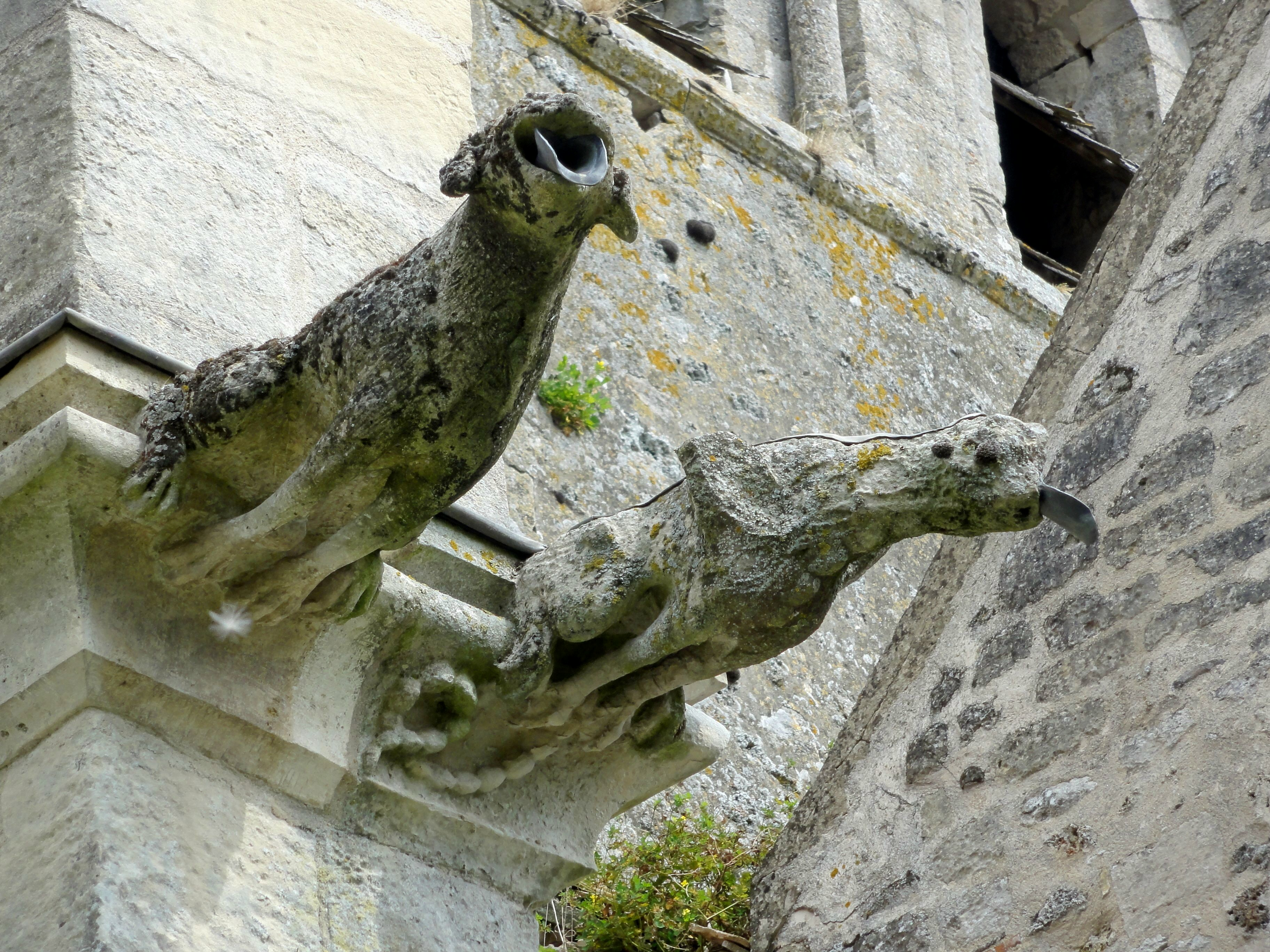
Gargouilles au sud.
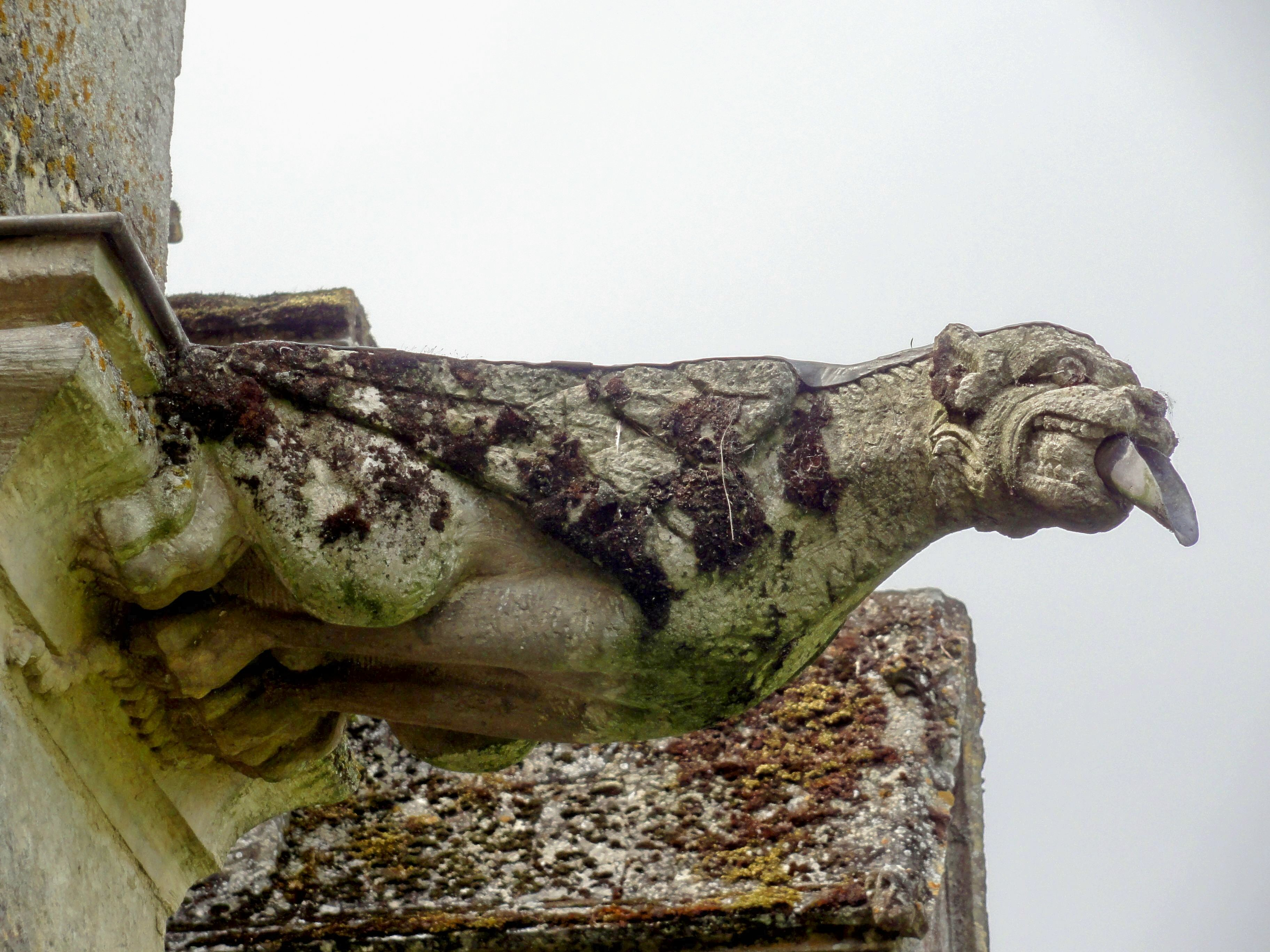
Gargouille au nord.
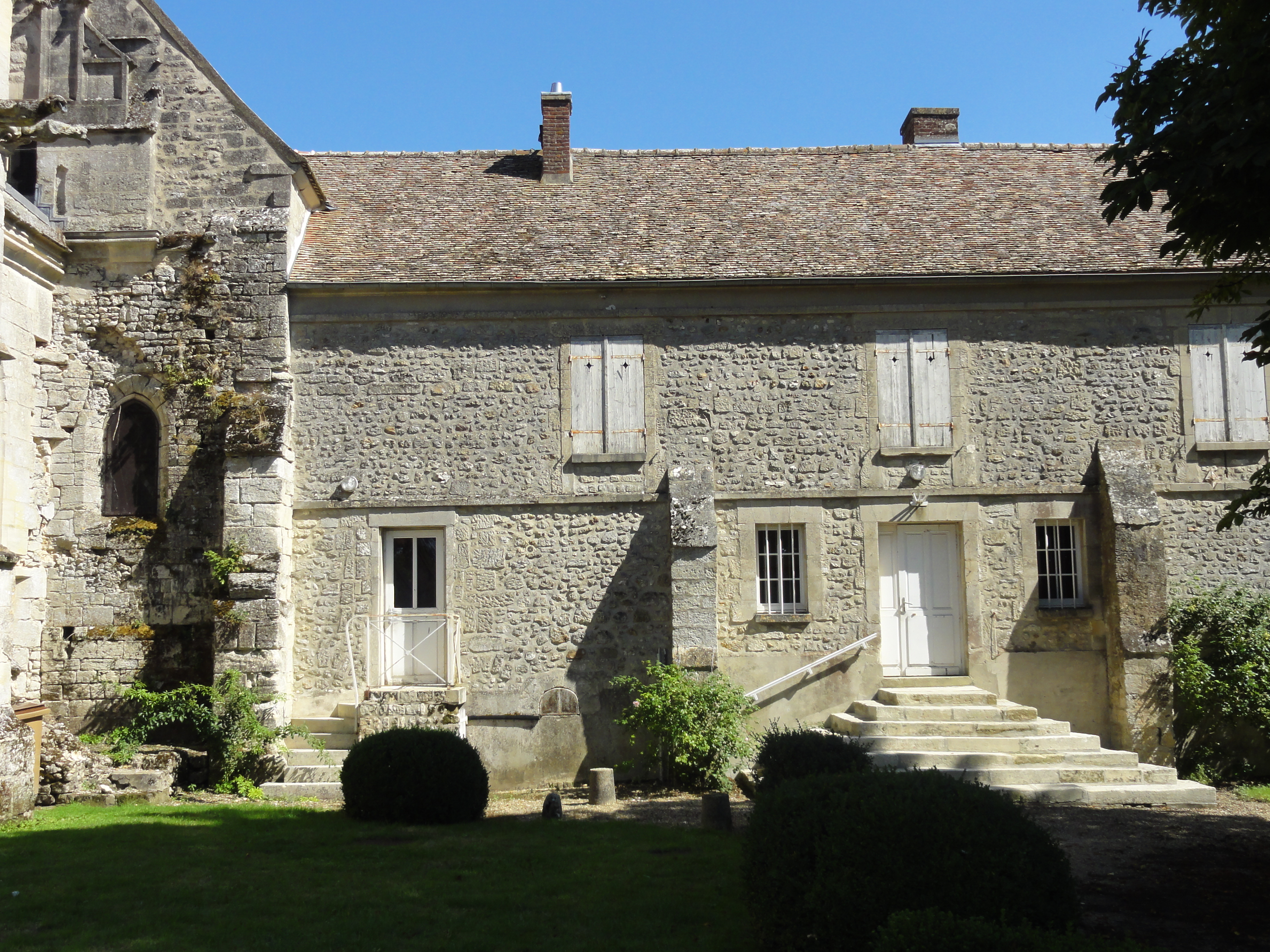
Ancien prieuré.
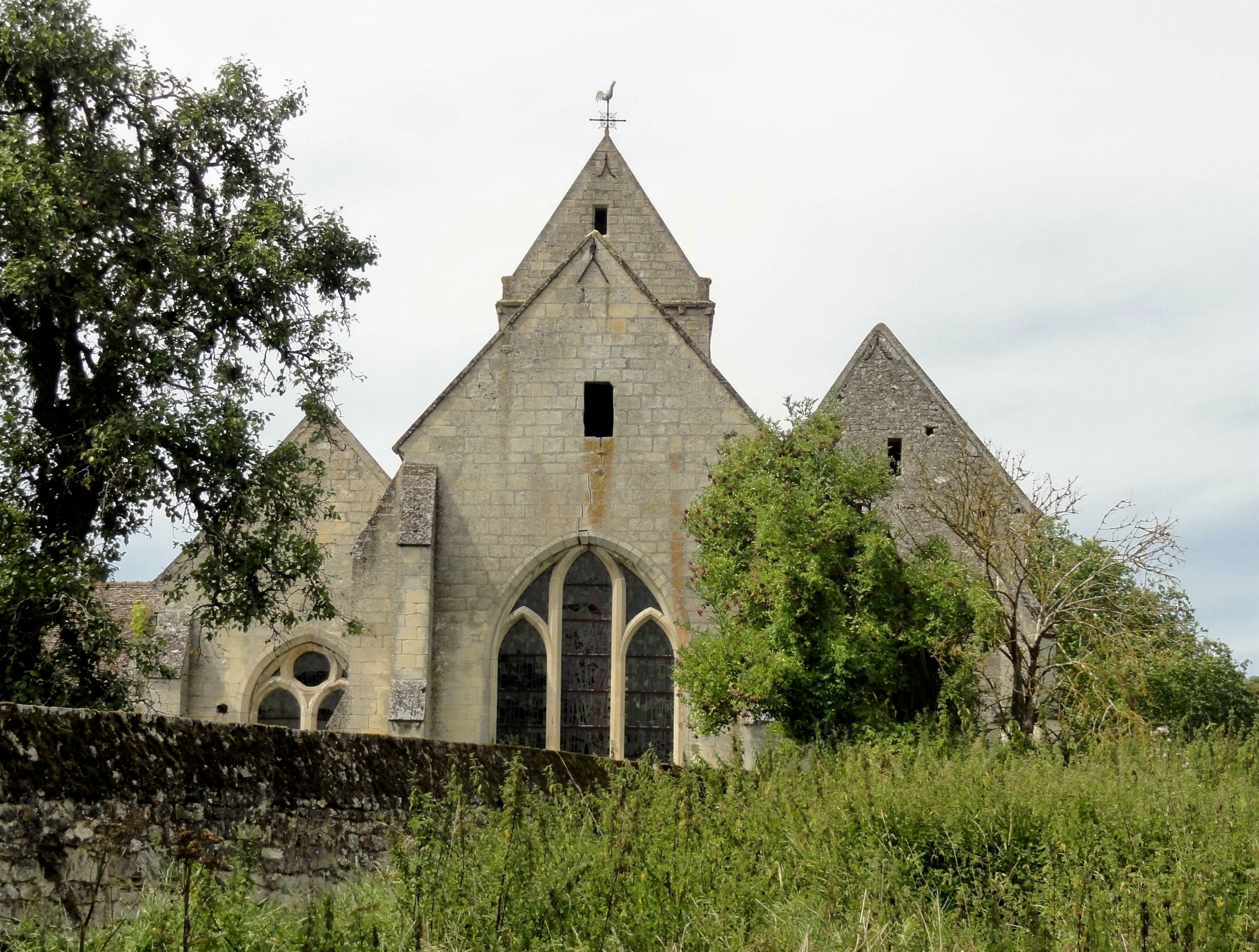
Chevet, vue depuis l'est.
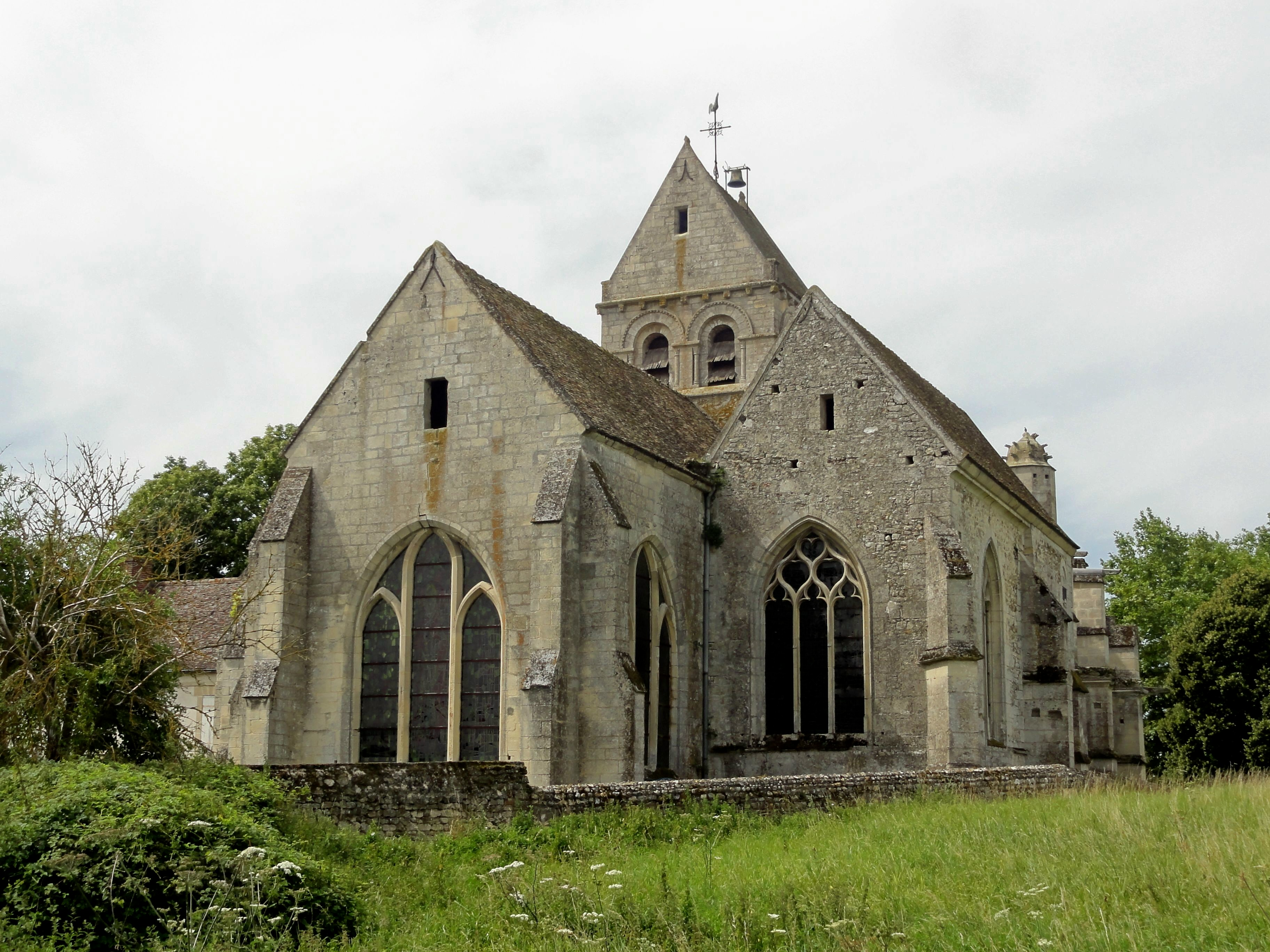
Chevet, côté nord-est.

## Mobilier

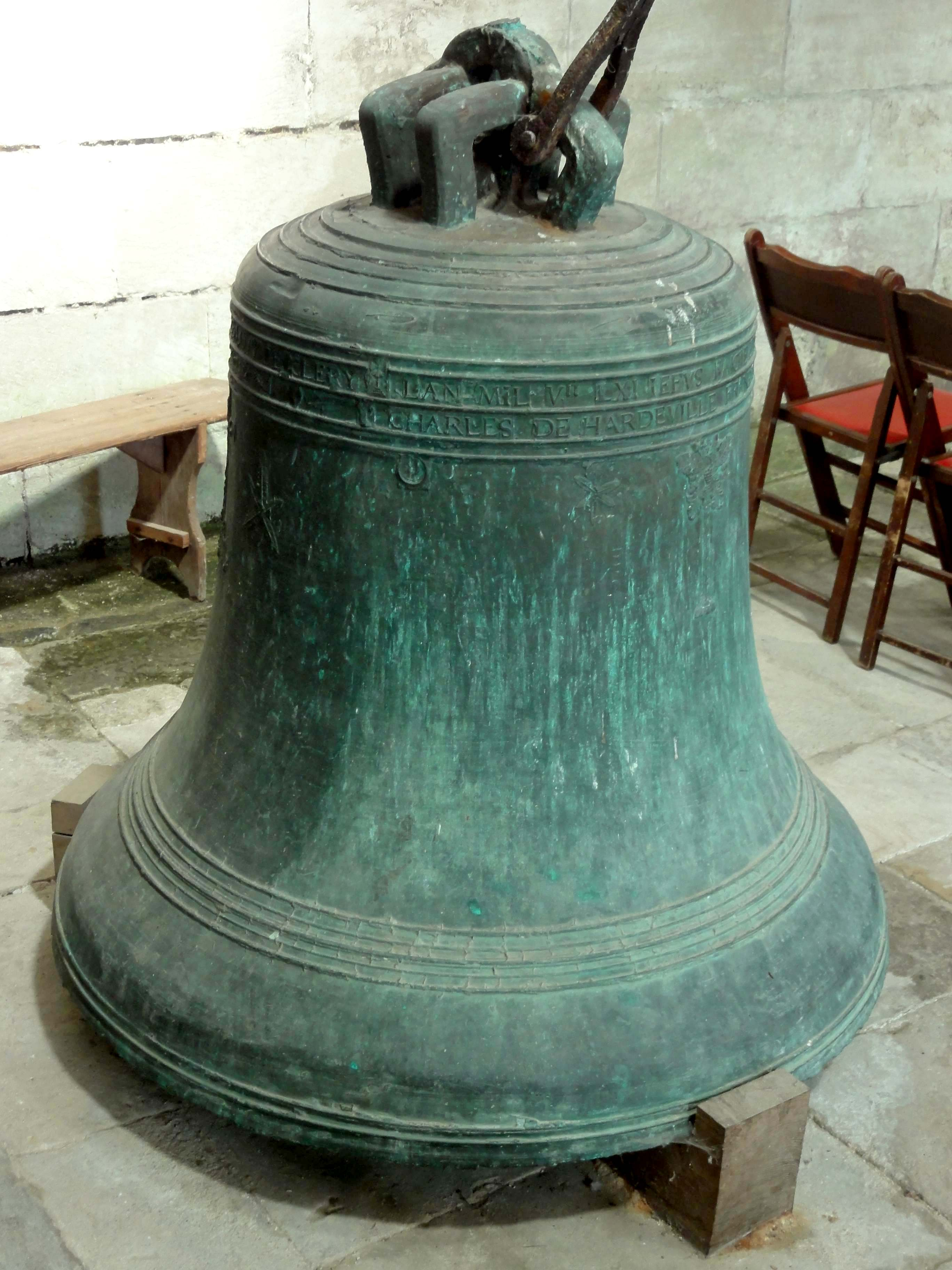
Cloche « Marie » de 1561.

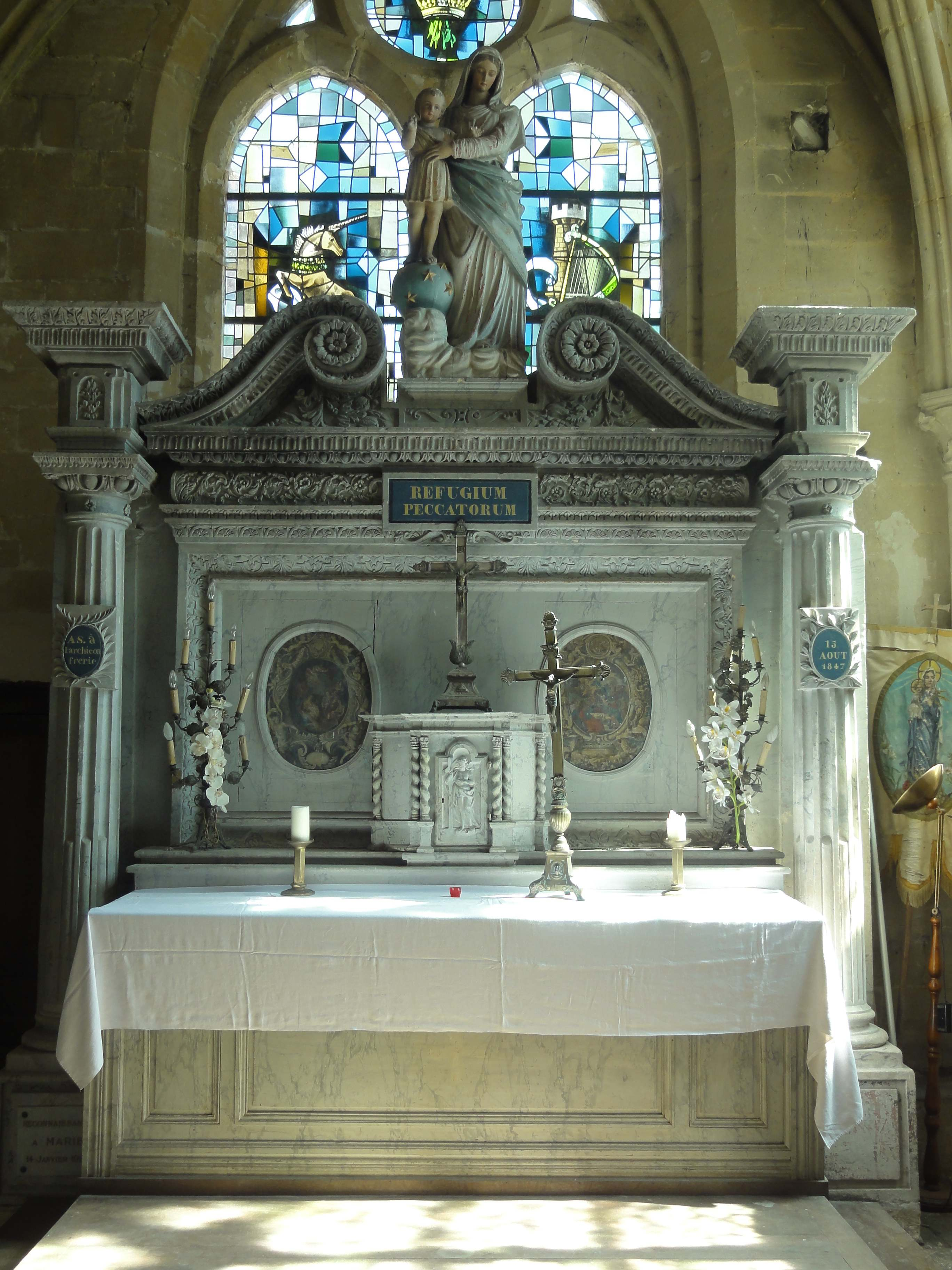
Retable de la Vierge Marie.

Parmi le mobilier de l'église, trois éléments sont classés ou inscrits monuments historiques au titre objet :
- La cloche en bronze de 1561 mesure 125 cm de hauteur et 117 cm de diamètre. Elle est fêlée et a été déposée dans le bas-côté nord. L'inscription sur deux lignes tout en haut de la cloche est la suivante : « L'AN MIL VCC LXI IEFVS FAICTE ET SVIS NOMMEE MARIE PAR NICOLAS LE VICONTE FERRY DE HARDEVILLE LOYS DE CLERY / CHARLES DE HARDEVILLE FRANSCOIS DE BOVLLAINVILLIER TOUS ESCVIERS ET PARROISSIANS DE SEANS ». De nombreux motifs en bas-reliefs figurent sur la cloche. Sur la première ligne, entre le début et la fin du texte, l'on voit un ostensoir. Le texte de la deuxième ligne étant plus court, l'espace libre est rempli par des pampres, des feuilles, une plume et un crucifix. En dessous du texte, l'on voit un Ecce homo et une Vierge à l'Enfant dans un cadre ; un crucifix sans Christ, sur lequel grimpe une vigne portant des raisins, tandis que des fleurs de lys se profilent aux extrémités des bras de gauche et de droite ; un arrangement végétal de feuilles de chêne et de glands disposés autour d'une grappe de raisin ; un blason ; une feuille polylobée et, très petits, un sceau et une faucille. La représentation du Christ sortant de son tombeau mentionné dans le dossier de protection ne s'y trouve point. Le classement de la cloche remonte à 1905[12].
- Le retable de la Vierge Marie, au chevet de la chapelle latérale sud, est de style néo-Renaissance. Le matériau n'est pas précisé dans le dossier de protection. Il devrait s'agir de bois et de stuc. Les surfaces sont vernies et peintes en blanc, puis traitées en faux-marbre. À en juger d'après l'inscription qui figure sur les cartouches des deux colonnes cannelées et rudentées, « A.S. l'archiconfrérie » et « 15 août 1847 », il a été acquis grâce aux dons recueillis par l'archiconfrérie de la Vierge Marie, et consacré à la date indiquée, plutôt qu'en 1830, comme l'affirme le dossier de protection. L'autel extrêmement sobre n'est apparemment pas concerné par l'inscription aux monuments historiques, qui remonte à 2011. Le tabernacle avec ses colonnettes torsadées est une déclinaison simplifiée de son homologue de la chapelle latérale nord, et pourrait être plus ancien. Le retable se compose donc des deux colonnettes mentionnées, surmontées de chapiteaux fantaisistes et de sections d'entablement, ainsi que d'un panneau central entouré d'une frise, et surmonté d'un entablement complet qui sert de support à une statue de l'Immaculée Conception, flanquée de deux ailerons baroques suggérant un fronton. L'œuvre puise donc ses références dans la Renaissance autant que dans l'art baroque, mais l'ordonnancement général est celui des retables de pierre de la Renaissance. La profusion des motifs et l'exubérance du décor trahissent une création du XIXe siècle. L'architrave, la métope, la corniche, le fronton, tout est couvert de frises. Seulement le panneau central est vierge de toute sculpture. Il affiche deux médaillons relativement petits, dont l'un est peint d'une Assomption, et l'autre d'une Nativité. C'est à tort que le dossier de protection mentionne une Annonciation en lieu et place de la Nativité[13].
- La statue en pierre de la Vierge à l'Enfant, mesurant 160 cm de hauteur, date du XVIe siècle. Classée depuis 1912, elle a malheureusement disparu depuis[14].

Le mobilier de l'église demeure assez complet, mais il ne compte que peu d'éléments dignes d'intérêt. La chaire à prêcher, le banc d'œuvre, le confessionnal, les boiseries du croisillon nord et les stalles du chœur devraient dater du XVIIIe siècle. Ils sont exécutés avec soin et de bon goût, mais d'une facture très sobre et assemblés essentiellement de panneaux à fenestrages, avec de rares éléments moulurés et sans motifs sculptés. Plus anciens sont les deux tabernacles des chapelles latérales. Ils sont flanqués de nombreuses colonnettes corinthiennes torsadées et enveloppées de rinceaux, dans le goût baroque. Les fonts baptismaux sont néogothiques, et surmontés d'un groupe sculpté représentant le baptême du Christ par saint Jean-Baptiste. Également néogothique est l'ancien maître-autel, qui arbore un bas-relief représentant la Cène. Le Christ en croix de la nef est la dernière œuvre de sculpture antérieure à la Révolution qui est conservée à l'intérieur de l'église (plusieurs statues en pierre sont abritées dans les niches de la façade). Les quelques statues sont sulpiciennes. Les fenêtres sont munies de vitraux blancs. Seule la baie occidentale de la nef comporte des motifs peints. Ce sont l'aigle de saint Jean, le lion de saint Marc, le bœuf de saint Luc et l'homme ailé de saint Matthieu. Le lion et le bœuf notamment contiennent des vestiges de la Renaissance. Plusieurs dalles funéraires à effigies gravées restent scellées dans le sol, notamment dans la chapelle et le croisillon nord. Elles sont en partie cachées sous les bancs. Une petite plaque de fondation repose dans la piscine de la chapelle latérale sud.

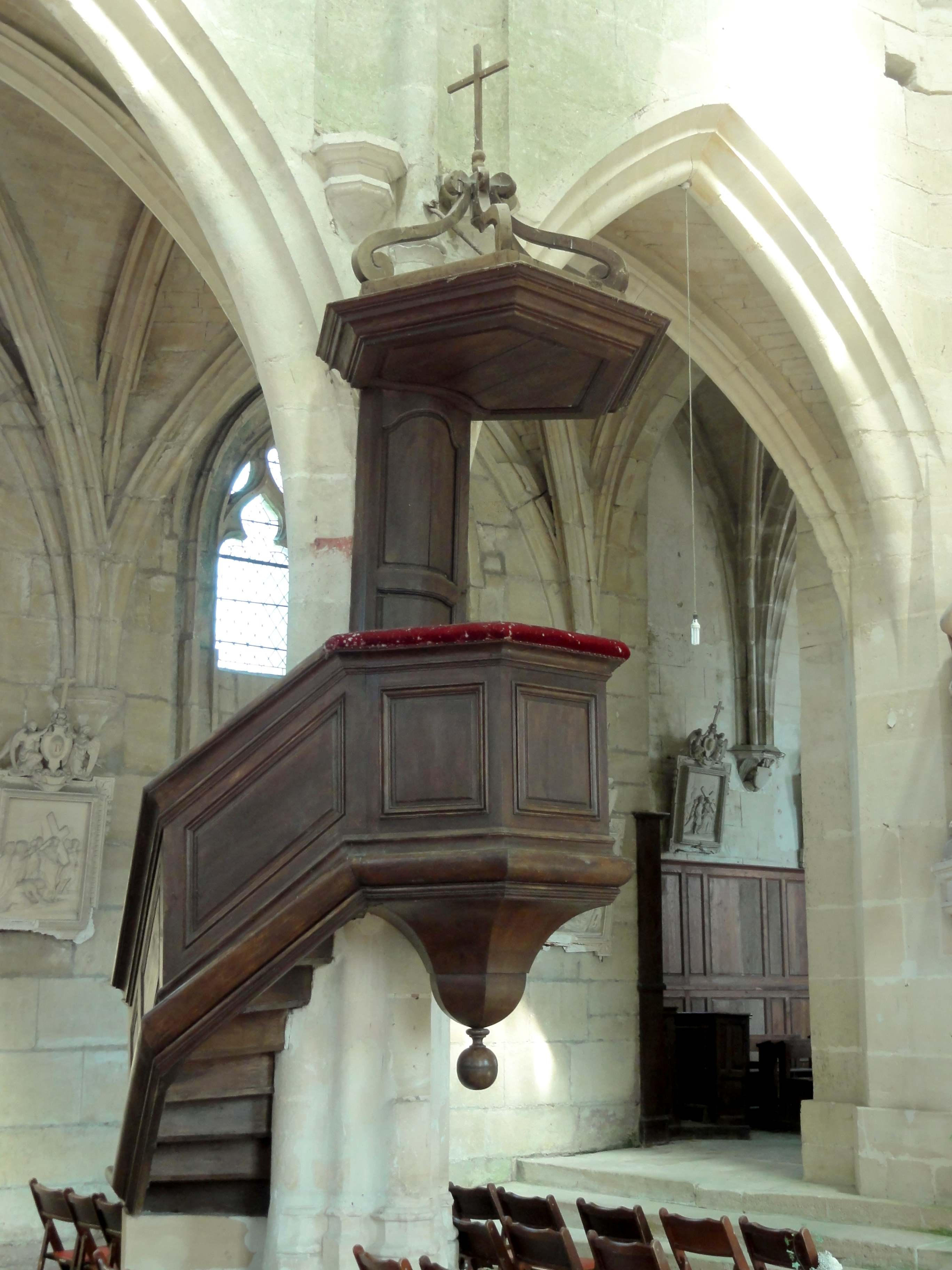
Chaire à prêcher.
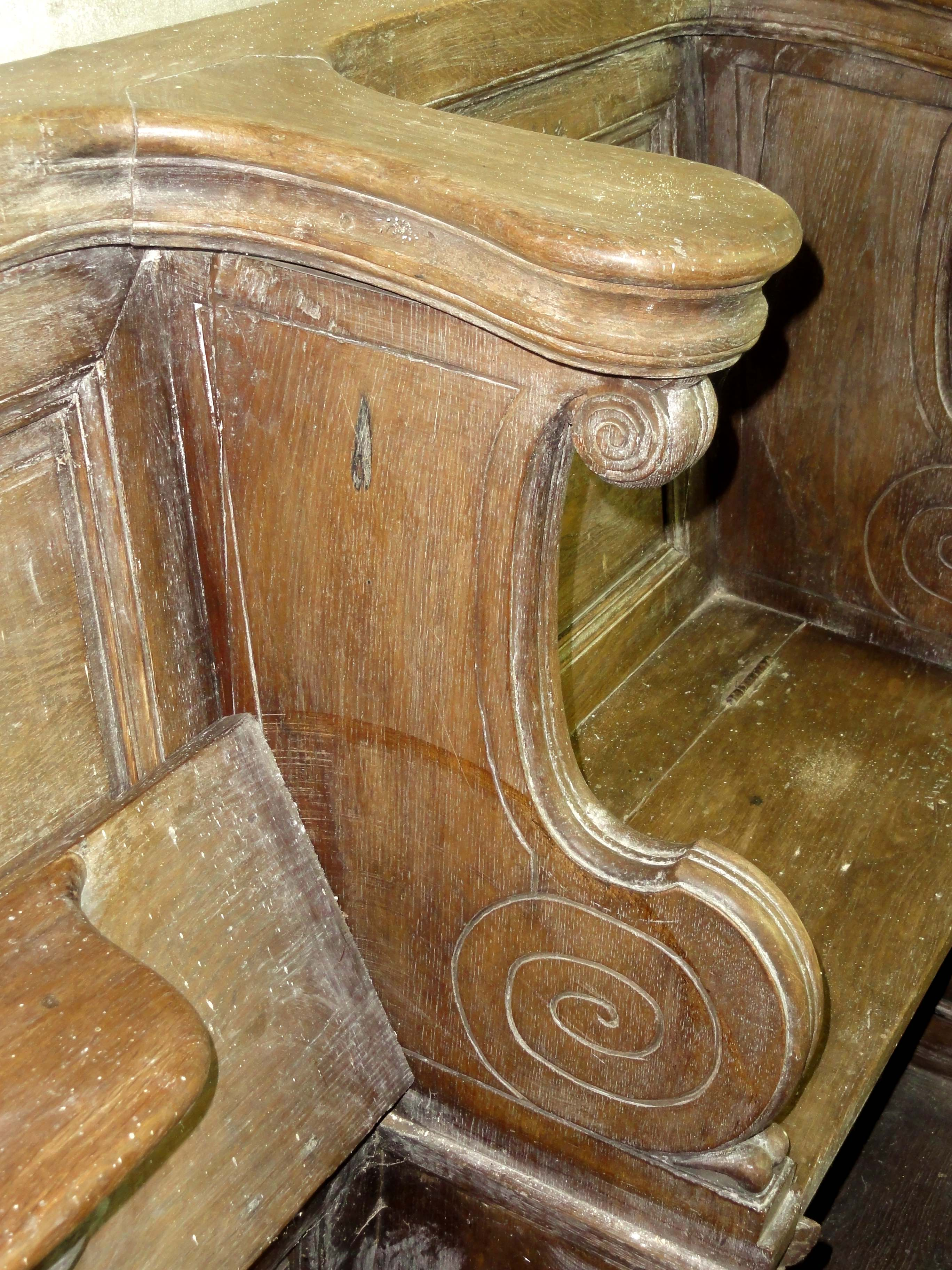
Stalles du chœur.
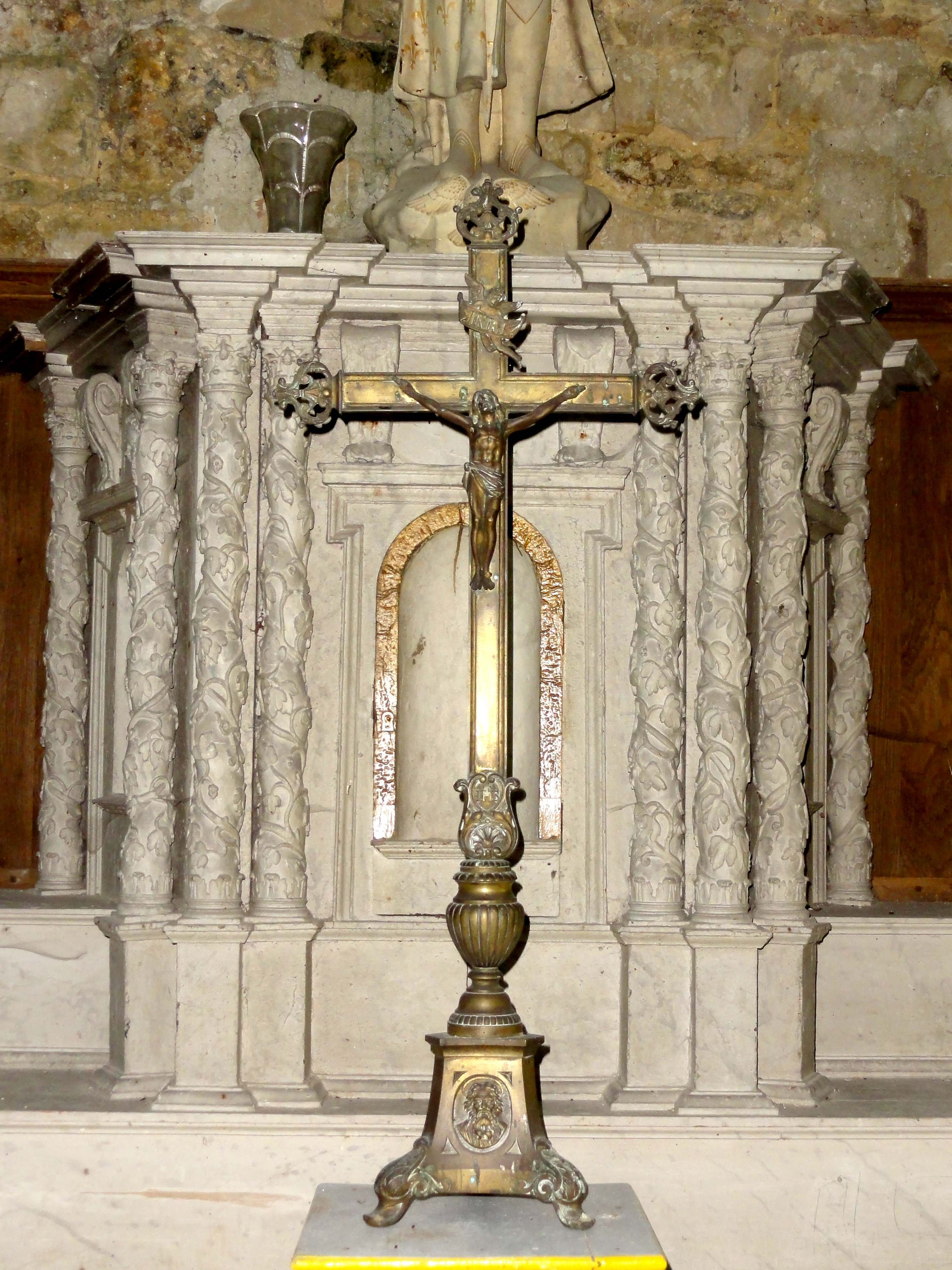
Tabernacle.
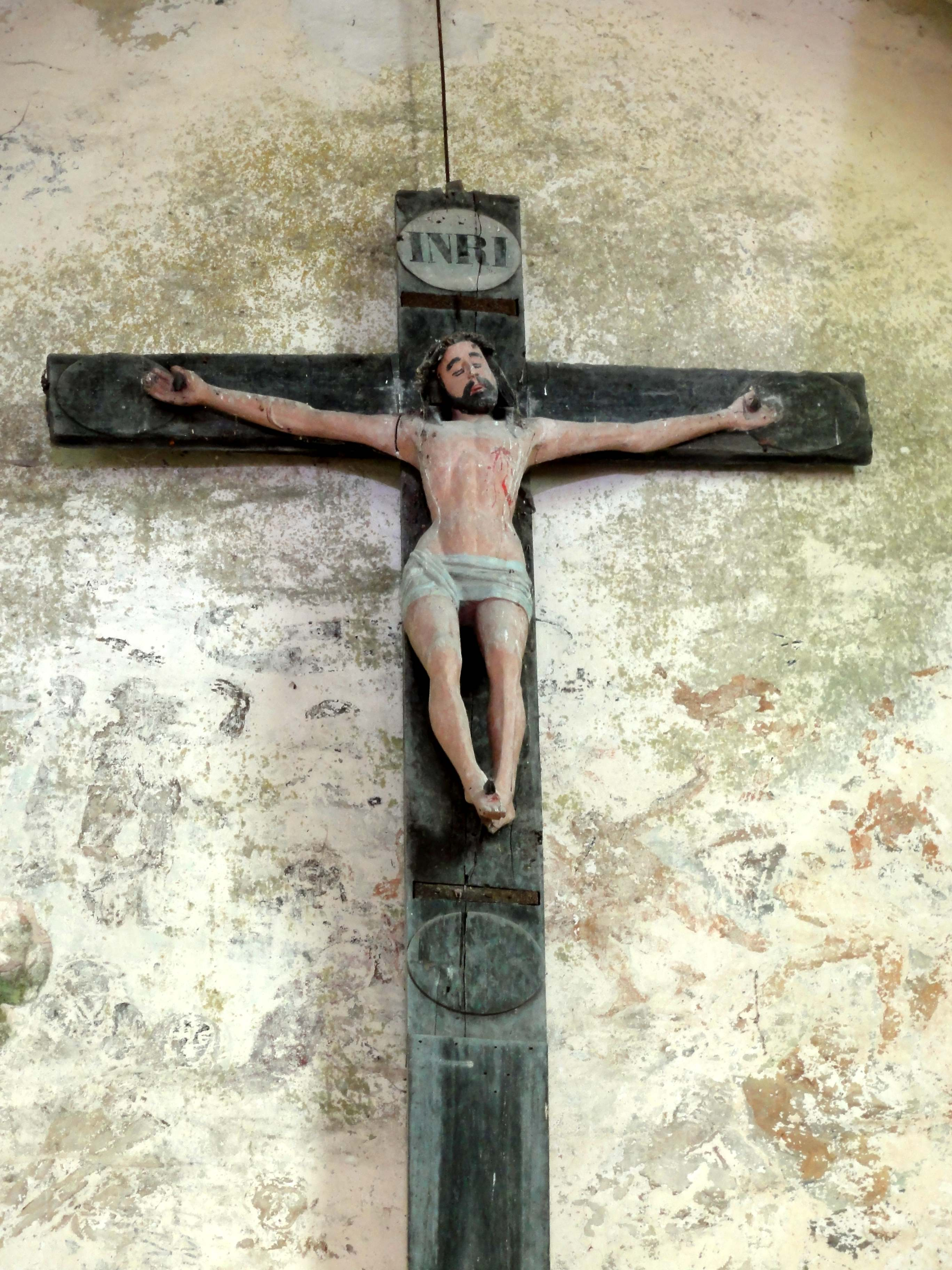
Christ en croix.
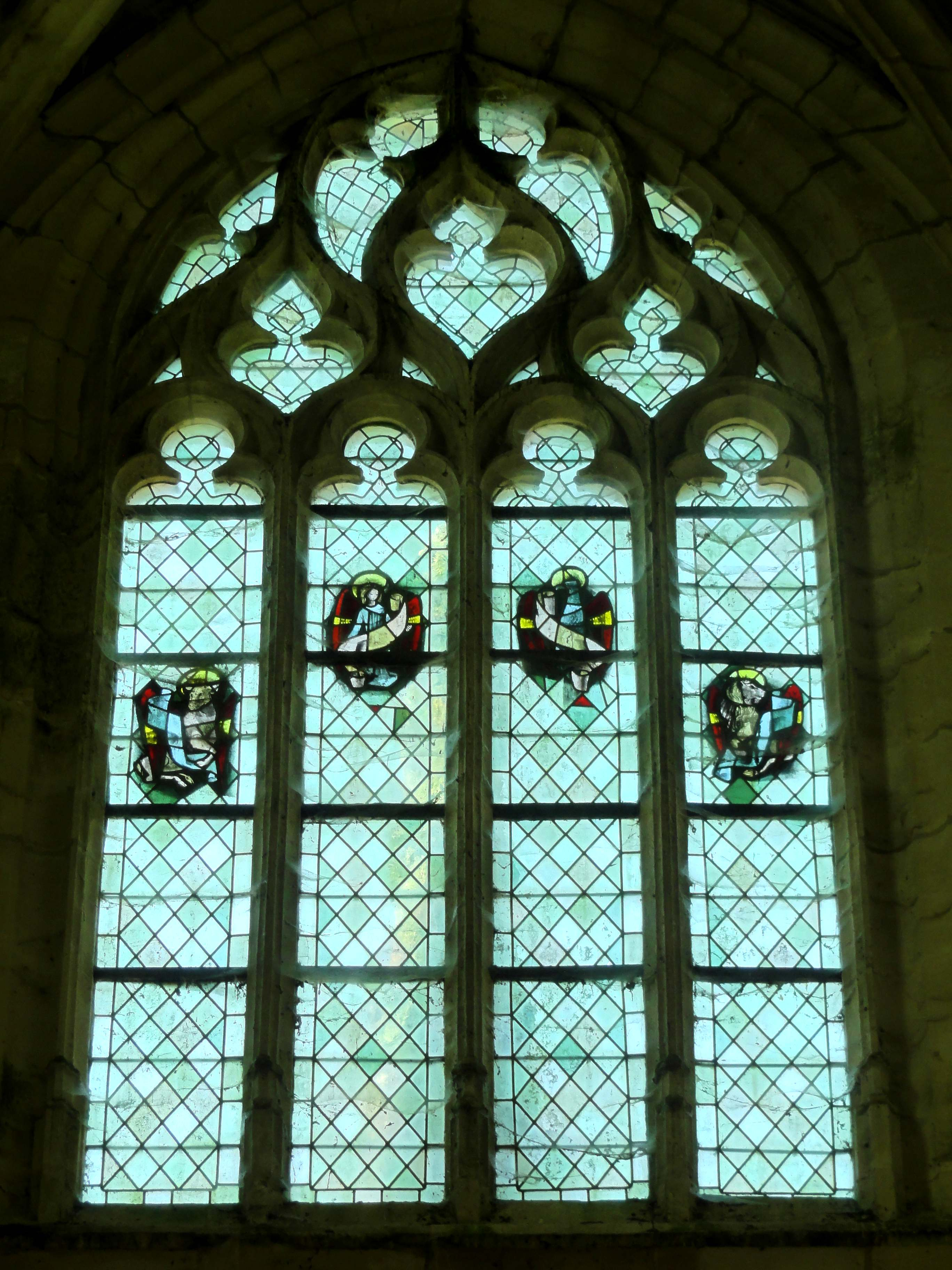
Verrière occidentale.
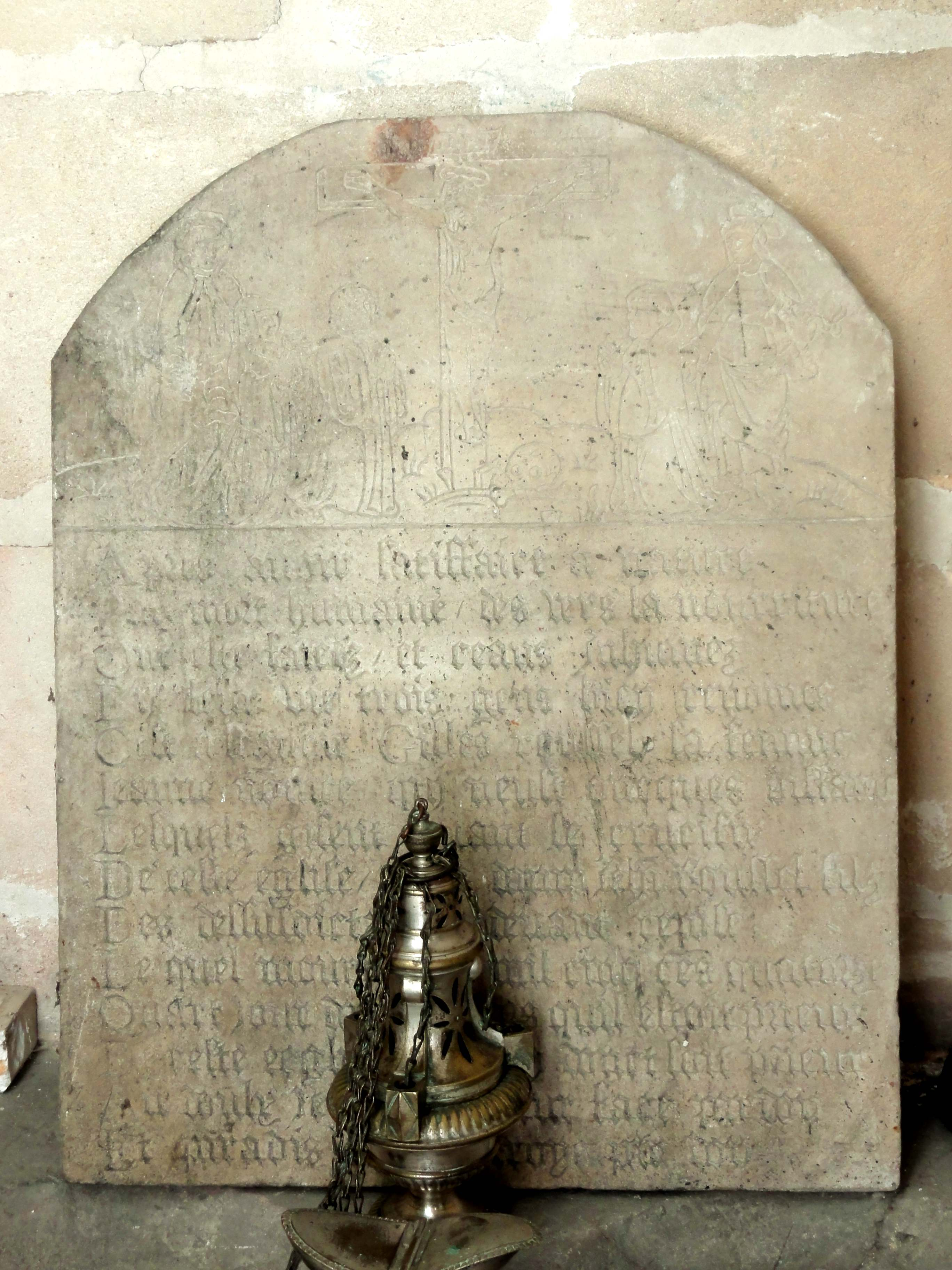
Plaque de fondation.